# Équipe d'Angleterre de football
Vous lisez un « bon article » labellisé en 2010.
Cet article traite de l'équipe masculine. Pour l'équipe féminine, voir Équipe d'Angleterre féminine de football.
Maillots
Actualités
L'équipe d'Angleterre de football (en anglais : England national football team) est la sélection de joueurs anglais représentant leur nation lors des compétitions internationales de football masculin, sous l'égide de la Football Association. Alors que la plupart des équipes nationales à travers le monde représentent un État indépendant, les quatre « Nations constitutives » qui forment le Royaume-Uni sont chacune représentées par une équipe nationale distincte lors des compétitions internationales (à l'exception des Jeux olympiques). Ses joueurs sont sélectionnés selon les conditions d'admissibilité en sélection d'un joueur britannique.
L'équipe d'Angleterre fait partie des huit équipes ayant remporté la coupe du monde, la victoire de l'Angleterre ayant eu lieu en 1966 alors que le pays organisait la compétition. Elle n'a atteint par la suite le dernier carré d'un mondial qu'à deux reprises, finissant au pied du podium en 1990 et en 2018, sur un total de 16 participations. L'Angleterre n'a jamais été sacrée championne d'Europe, ses meilleures performances sont une finale d'Euro atteinte à deux reprises, en 2021 et en 2024. L'Angleterre est la seule équipe à avoir remporté la Coupe du monde au niveau senior mais pas son titre continental majeur, et la seule équipe représentant un pays non souverain à avoir remporté la Coupe du monde. En dépit d'un certain manque de réussite dans les grandes compétitions principalement face aux favoris, l'équipe d'Angleterre est bien une équipe majeure du football international, située rarement au-dessous de la dixième place des classements FIFA et Elo.
L'équipe d'Angleterre a en revanche remporté de nombreux succès contre les Home Nations au cours du British Home Championship, totalisant 54 titres (dont 20 partagés) avant l'arrêt de cette compétition en 1984. La principale équipe rivale de l'équipe d'Angleterre est depuis le début du football l'Écosse, qui a été son opposant au cours du premier match international de football en 1870, puis dans le premier match international officiel en 1872. Des oppositions entre les deux équipes se sont régulièrement organisées jusque dans les années 1980, époque où d'autres rivalités la dépassent en intensité. Celles avec l'Argentine et l'Allemagne tirent leurs racines des rencontres disputées lors des grandes compétitions internationales.
L'équipe d'Angleterre joue habituellement ses matchs au Stade de Wembley, à Londres.

## Historique

### Débuts (1870-1918)

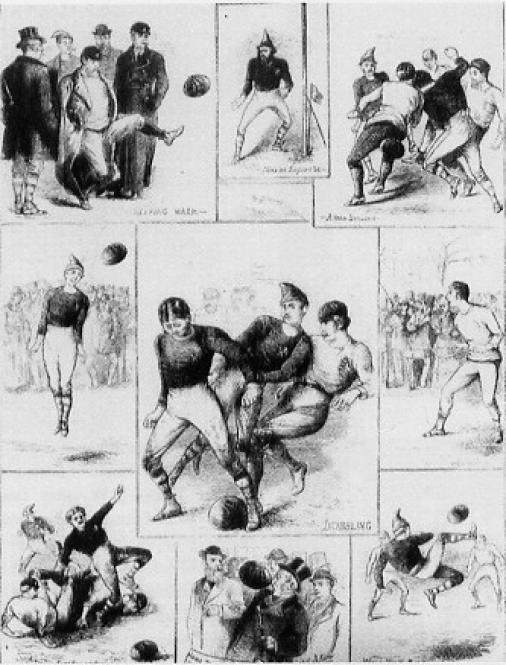
Illustration d'époque du match du 30 novembre 1872

Entre 1870 et 1872 cinq matchs internationaux sont organisés par Charles Alcock, sous les auspices de la Fédération d'Angleterre de football entre l'équipe d'Angleterre et d'Écosse. Le premier de ceux-ci voit s'opposer les deux équipes le 5 mars 1870 au Kennington Oval de Londres. Il se solde par un nul, le score étant de 1-1.
Ces matchs sont les précurseurs des rencontres internationales modernes. Bien qu'appelés matchs internationaux à l'époque où ils se tiennent, ils ne sont pas reconnus comme tels par la FIFA du fait que les joueurs formant l'équipe d'Écosse étaient uniquement des Écossais basés à Londres.
Lorsque l'Angleterre dispute son premier match à l'extérieur le 30 novembre 1872 toujours contre l'Écosse au Stade Hamilton Crescent de Glasgow, il s'agit du premier match international officiel de l'histoire du football. Cette rencontre se solde par un match nul sans but. L'Écosse fait subir à l'Angleterre sa première défaite le 7 mars 1874 en gagnant un match amical 2-1. Jusqu'en 1879, l'Écosse partagera avec l'Angleterre le privilège de posséder la seule équipe de football internationale, les deux sélections participant aux sept premiers matchs internationaux de l'histoire du football, se rencontrant annuellement pour un match.

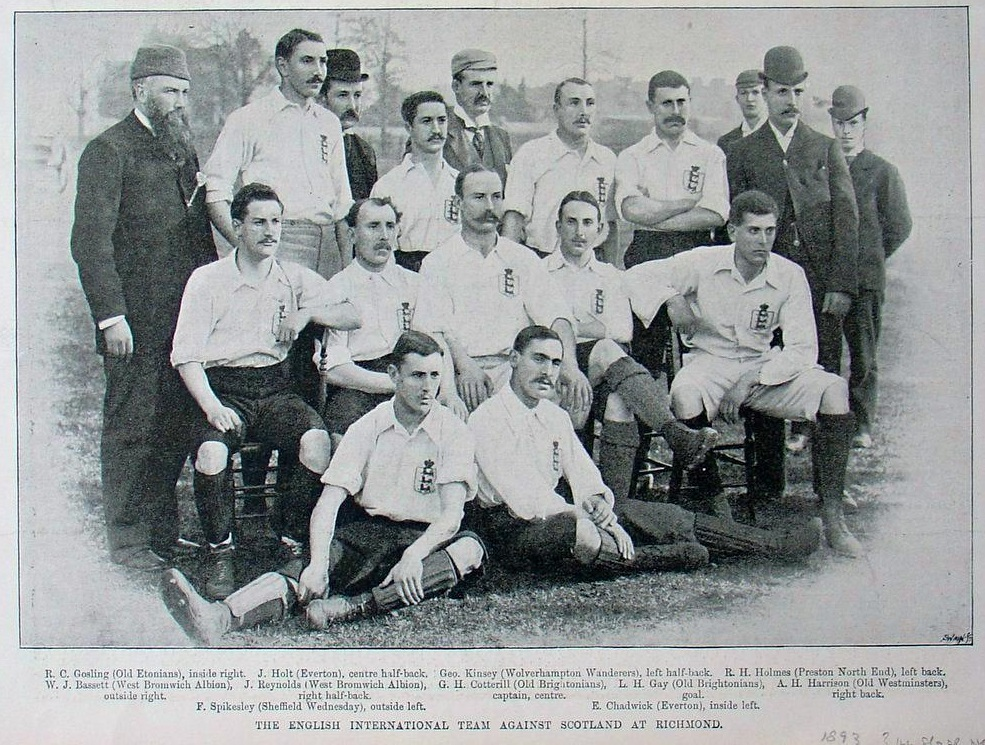
L'équipe de 1893.

À partir du 18 janvier 1879 et un match contre le Pays de Galles, l'Angleterre commence à jouer contre d'autres équipes que l'Écosse. Elle dispute ainsi annuellement des matchs amicaux contre les deux équipes à partir du 18 février 1882, avant que l'Irlande ne les rejoignent. Ces rencontres entre nations britanniques se formalisent par la création, lors de la saison 1883-1884, du British Home Championship qui constitue la première compétition officielle internationale. Entre sa création et 1914, elle est dominée par l'Écosse et l'Angleterre, cette dernière gagnant sur la période 19 titres dont 6 partagés avec l'Écosse ou l'Irlande. Le 5 avril 1902, la compétition est endeuillée lors du match qui oppose l'Angleterre à l'Écosse : le désastre d'Ibrox se solde par 12 morts et 527 blessés.
Le 1er novembre 1906, la sélection enregistre un 15-0 face à la France qui restera sa plus large victoire.

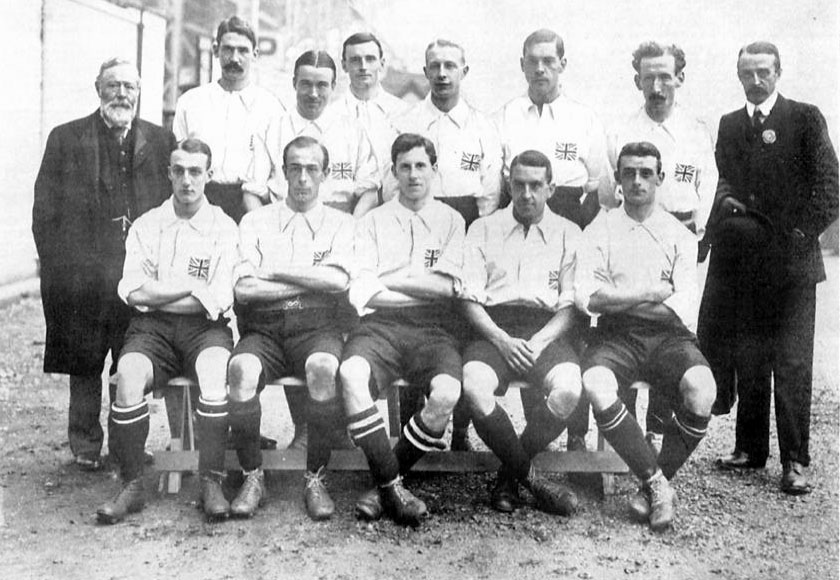
La sélection britannique, uniquement constituée de joueurs anglais remporte les Jeux olympiques de 1908.

En 1908, la fédération d'Angleterre organise la première tournée de l'équipe hors des Îles Britanniques pour jouer contre des équipes d'Europe continentale. L'Angleterre affronte successivement l'Autriche par deux fois,, la Hongrie et la Bohême et Moravie pour autant de victoires, toutes acquises par de larges écarts. En 1909 une nouvelle tournée est organisée, deux matchs contre la Hongrie, et un match contre l'Autriche se solde là aussi par de lourdes défaites des continentaux. Ces deux tournées en Autriche-Hongrie, ainsi que le Tournoi européen de 1911, sont les seules occasions pour l'équipe d'Angleterre de rencontrer avant la Première Guerre mondiale des équipes internationales non britanniques.
Lors du premier conflit mondial, dès 1914, les matchs de football internationaux sont suspendus en Angleterre. La reprise de ces rencontres ne se fait pas avant le 19 octobre 1919 et un match amical contre l'Irlande se soldant par un résultat nul 1-1. Avant ce match, en 1919, l'équipe d'Angleterre joue pourtant deux matchs contre l'Écosse et autant contre le Pays de Galles. Ceux-ci ne sont cependant pas considérés comme des matchs internationaux mais des matchs de période de guerre, ils ne sont donc pas considérés comme officiels, les sélections obtenues ainsi que les buts marqués ne sont pas crédités aux joueurs qui y participent. L'ancien capitaine de l'équipe, Steve Bloomer, parti en juillet 1914 entraîner l'équipe allemande du Berlin Britannia FC se retrouve emprisonné pour toute la durée de la guerre.

### D'un conflit à l'autre (1919-1946)
L'ensemble des années 1920 constitue une décennie noire pour l'équipe d'Angleterre qui ne réussit à remporter qu'à une seule reprise le British Home Championship, en 1927, titre partagé alors avec l'Écosse. À contrario, dans la même période, elle termine dernière de la compétition à trois reprises. Les années 1930 avec trois titres seuls et trois autres partagés sont mieux réussies, mais restent éloignées des performances affichées avant guerre.
Alors que l'Angleterre refuse de participer à la Coupe du monde, organisée pour la première fois en 1930, seuls les matchs à domicile contre des nations continentales et les tournées à l'étranger lui permettent de sortir de l'isolement britannique. Dans les années 1920, les formations amateurs ou de professionnelles en vacances connaissent leurs premiers revers face à des formations du continent. La défaite enregistrée à Paris en 1921 face à la France n'est pas reconnue par la FA, mais entraîne une réaction : désormais, l'Angleterre alignera ses meilleurs joueurs face à la France. L'Espagne, le 15 mai 1929 fait connaitre à l'Angleterre sa première défaite contre une équipe en dehors des îles Britanniques en s'imposant sur le score de 4-3. La France, le 14 mai 1931 est la seconde nation non britannique à vaincre l'Angleterre en remportant 5-2 un match organisé à Colombes. À domicile, la première équipe qui oppose une résistance sérieuse face aux Anglais, en dehors des autres équipes britanniques, est l'Autriche, à l'époque de la Wunderteam qui le 7 décembre 1932 met en difficulté l'équipe d'Angleterre sur ses terres : les Autrichiens, qui pratiquent un jeu offensif, perdent tout de même sur le score de 4-3 en gagnant au passage le respect de la presse britannique. Le 14 novembre 1934, l'Italie, récemment sacrée championne du monde, dispute contre la sélection anglaise une rencontre particulièrement violente surnommé la « Bataille de Highbury » et perd 3-2.
Comme lors du premier conflit mondial, les matchs de football internationaux sont suspendus en Angleterre dès le début de la guerre en 1939. La reprise des matchs internationaux ne se fait pas avant le 28 septembre 1946 et un match amical contre l'Irlande se soldant par une victoire 2-7 des Anglais. Avant ce match de reprise, en 1946, l'équipe d'Angleterre joue cependant trente-sept matchs non officiels, d'abord contre l'Écosse et le Pays de Galles, puis, la guerre finie, contre la France, l'Irlande du Nord, la Belgique et la Suisse. Ces rencontres ne sont là encore pas considérées comme des matchs internationaux à part entière, les sélections ainsi que les buts marqués n'étant pas comptabilisés pour les joueurs qui y participent.

### Walter Winterbottom, la fin de l'insularité du football anglais (1946-1962)
Après la Seconde Guerre mondiale, la fédération anglaise accepte enfin de revenir siéger à la FIFA. Ce changement d'attitude ouvre à l'équipe nationale de nouvelles perspectives en lui permettant d'entrer sur la scène mondiale et de s'inscrire pour la première fois à la Coupe du monde. À la même période, sous l'impulsion de Stanley Rous, l'Angleterre abandonne le système de comité de sélection dirigé par la fédération pour mettre un seul homme à la tête de l'équipe : Walter Winterbottom devient ainsi le premier sélectionneur de l'Angleterre.

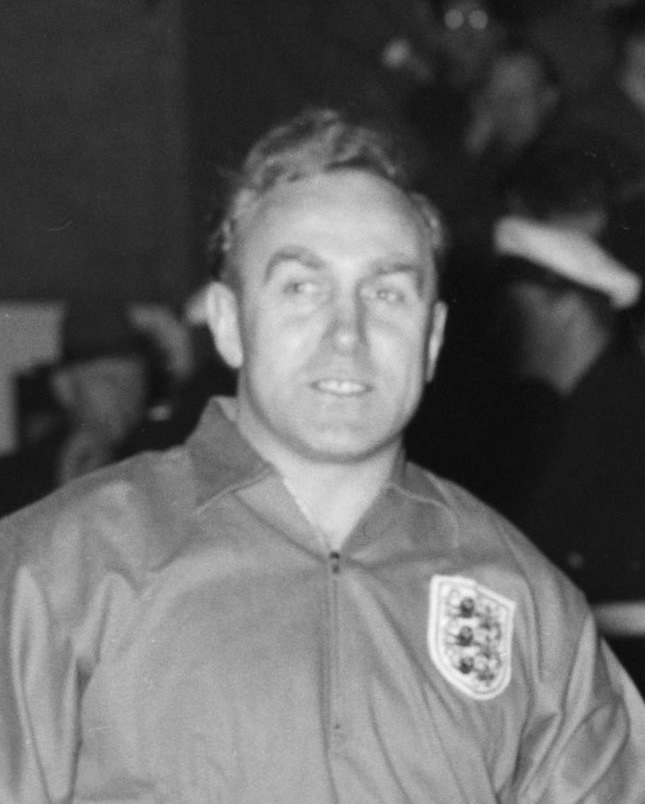
Billy Wright, participe à trois Coupes du monde avec l'Angleterre dans les années 1950.

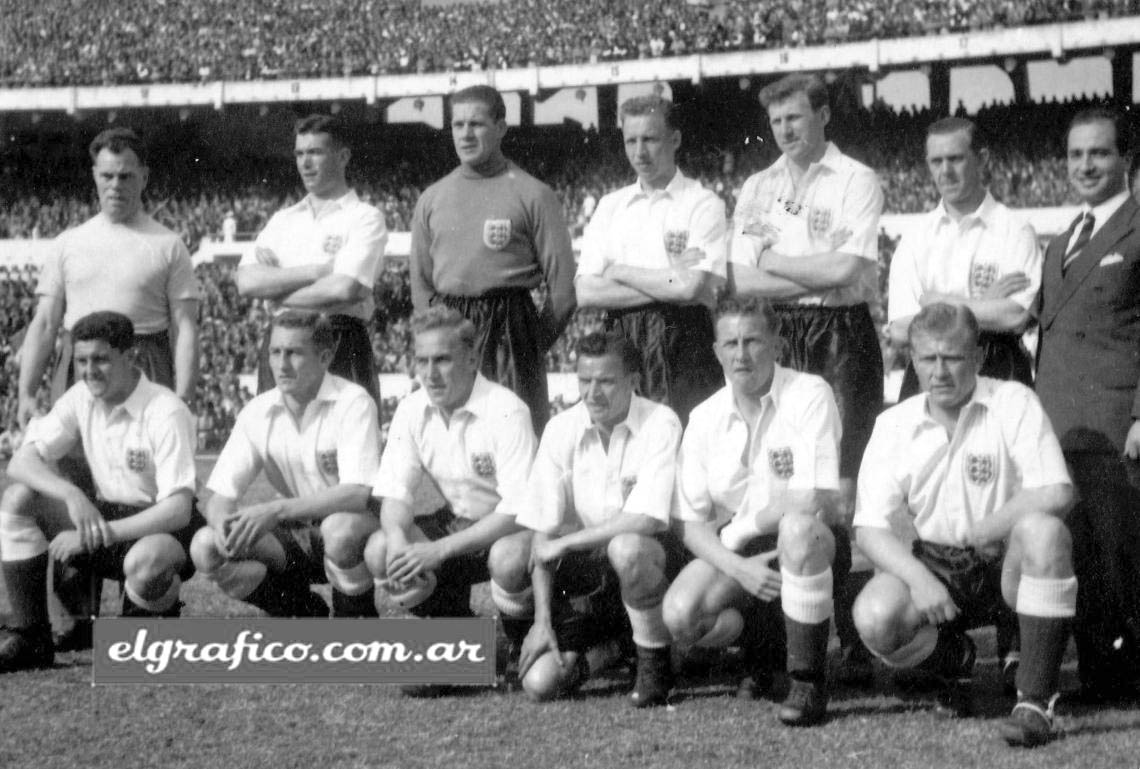
Les Three Lions face à l'Argentine en 1953.

L'équipe d'Angleterre remporte le British Home Championship qui fait alors office de groupe éliminatoire à la coupe du monde et se qualifie ainsi pour le mondial 1950. À la veille de la phase finale de la Coupe du monde 1950 qui se déroule au Brésil, tous les espoirs sont permis pour l'Angleterre qui est l'une des quatre têtes de série désignées et est donc la favorite logique de son groupe. L'équipe anglaise remporte 2-0 son premier match contre le Chili puis est battue 0-1 à la surprise générale par les États-Unis. Il lui reste une chance de qualification à condition de battre l'Espagne lors de la dernière journée, mais elle s'incline à nouveau sur le score de 0-1 . L'Angleterre termine à la seconde place du groupe, avec deux points tout comme le Chili et les États-Unis mais avec une meilleure moyenne de buts, et est éliminée dès le premier tour : en effet, seuls les premiers de chaque groupe se qualifient pour la poule finale.

L'Angleterre se qualifie pour la Coupe du monde de football 1954 grâce à une nouvelle première place lors du British Home Championship, encore utilisé comme groupe éliminatoire. Mais dans la même année, l'équipe se voit infliger un sévère 7-1 contre la Hongrie. La phase finale se déroule en Suisse. Comme en 1950, il y a quatre groupes de quatre équipes, mais cette fois les deux premiers de chaque groupe se qualifient pour les quarts de finale. Chaque poule comprend deux têtes de série et chaque équipe ne dispute que deux matchs de poule : ainsi l'Angleterre, tête de série, ne rencontre pas l'autre tête de série, l'Italie, et joue donc seulement contre la Belgique et la Suisse. Lors de la première journée, l'Angleterre fait match nul 4-4 après prolongation contre la Belgique puis bat la Suisse 2-0 lors du second match. Les trois points obtenus sont suffisants pour l'Angleterre qui se qualifie à la première place du groupe. En quart de finale, elle est logiquement vaincue par l'Uruguay, champion sortant qui n'a encore jamais perdu le moindre match en Coupe du monde, sur le score de 2-4. Opposée à la république d'Irlande et au Danemark dans son groupe de qualification pour la Coupe du monde 1958, l'Angleterre s'impose en remportant trois des quatre matchs, faisant match nul pour le dernier.

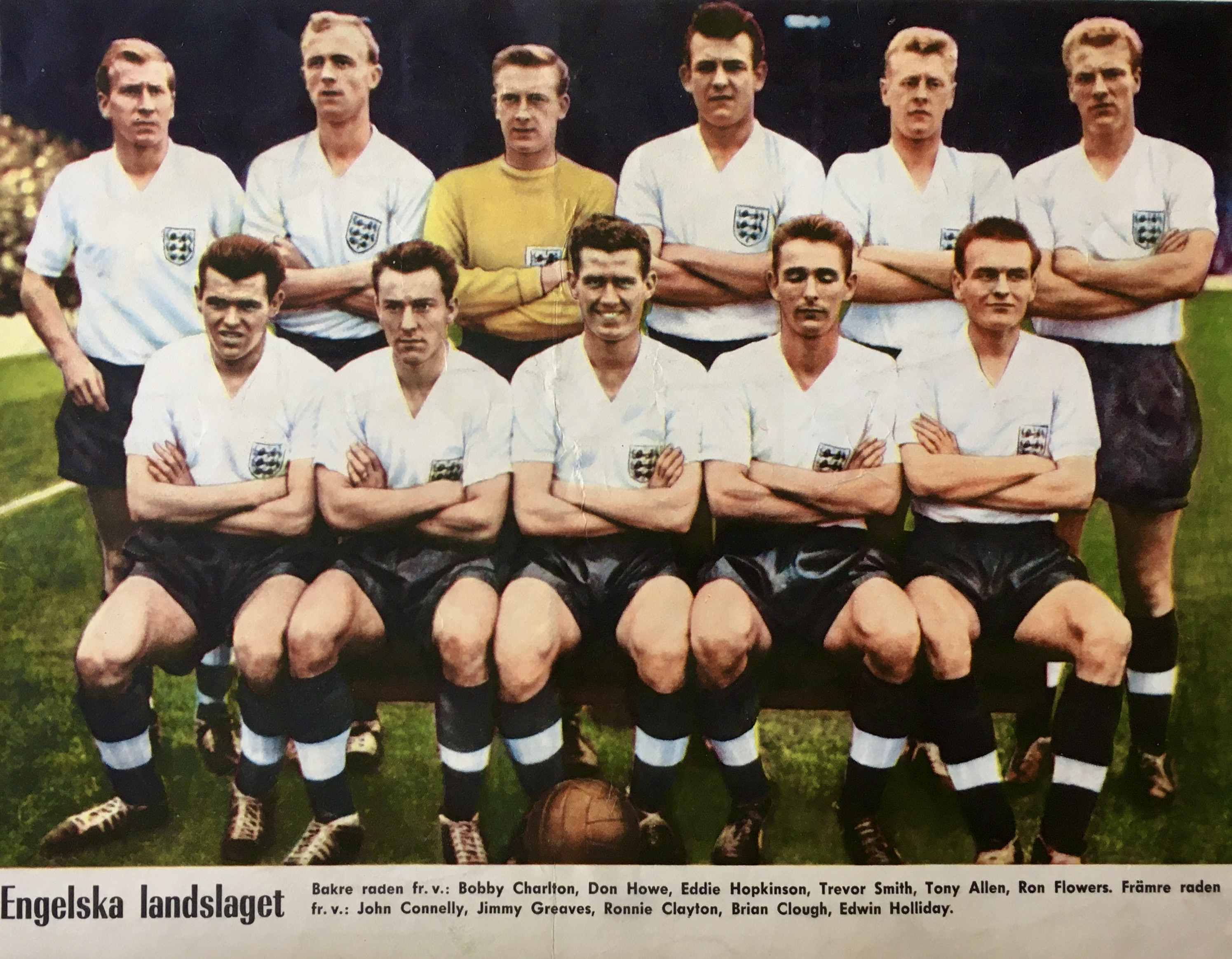
Les Three Lions en 1959.

Lors de la Coupe du monde de football 1958 en Suède, contrairement à 1954, les équipes d'une même poule se rencontrent toutes et jouent donc trois matchs. L'Angleterre réalise trois matchs nuls de rang, 2-2 après avoir été menée 0-2 à la 55e minute, contre l'URSS, 0-0 contre le Brésil et enfin 2-2 contre l'Autriche. L'Angleterre termine à égalité de points avec l'Union soviétique pour la deuxième place du groupe, et doit disputer un match d'appui : elle est battue 0-1 par l'URSS le 17 juin, et est ainsi éliminée dès le premier tour.
Le groupe de qualification pour la compétition de 1962 oppose le Portugal et le Luxembourg à l'Angleterre, celle-ci s'impose grâce à trois victoires en quatre matchs, le dernier se soldant par un résultat nul. L'Angleterre termine deuxième de son groupe derrière la Hongrie après une défaite 1-2 contre celle-ci, à un succès 3-1 contre l'Argentine et un nul 0-0 contre la Bulgarie. La différence de buts lui permet de prendre la seconde place du groupe derrière la Hongrie devant l'Argentine. En quart de finale, l'Angleterre est éliminée par le Brésil, tenant du titre et futur vainqueur, sur le score de 1-3.
Les seize années passées par Winterbottom à la tête de l'équipe d'Angleterre se traduisent par douze victoires finales lors du British Home Championship. Parmi celles-ci cinq sont des titres où l'Angleterre termine seule à la première place et sept sont des titres partagés, dont celui de 1956 où les quatre participants terminent à égalité.
L'Irlande est la première équipe en dehors du Royaume-Uni à réussir à s'imposer en Angleterre. Elle domine le onze anglais, à Goodison Park, le 21 septembre 1949 sur le score de 0-2. L'invincibilité face aux équipes continentales cesse à Wembley le 25 novembre 1953 face aux Hongrois qui s'imposent sur le score de 3-6. Cette lourde défaite mettra en évidence les lacunes du WM pratiqué depuis les années 1920. L'organisation d'un match revanche à Budapest, loin d'effacer cet échec, se solde le 23 mai 1954 par la plus lourde défaite de l'histoire de l'équipe Angleterre qui est battue 7-1.

### Alf Ramsey, une victoire en Coupe du monde sans lendemains (1962-1974)
Alors que l'Angleterre de Winterbottom ne participe pas au premier championnat d'Europe 1960, celle d'Alf Ramsey s'engage dès l'édition suivante. Mais l'Angleterre est sortie sans gloire dès le tour préliminaire de l'Euro 1964, battue au match retour par la France qui lui fait subir à cette occasion sa plus lourde défaite à l'extérieur en compétition officielle sur le score de (5-2),, alors que les deux équipes avaient fait match nul à l'aller.

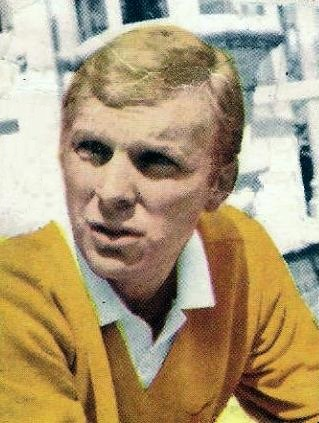
Bobby Moore en 1966.

La Coupe du monde de football 1966 se dispute à domicile, l'Angleterre qualifiée d'office en tant que pays organisateur est donc dispensée de matchs de qualification. Au premier tour de la compétition, après un match nul (0-0) contre l'Uruguay en ouverture, l'Angleterre obtient deux victoires sur le score de (2-0) contre le Mexique puis contre la France et remporte la première place de son groupe.

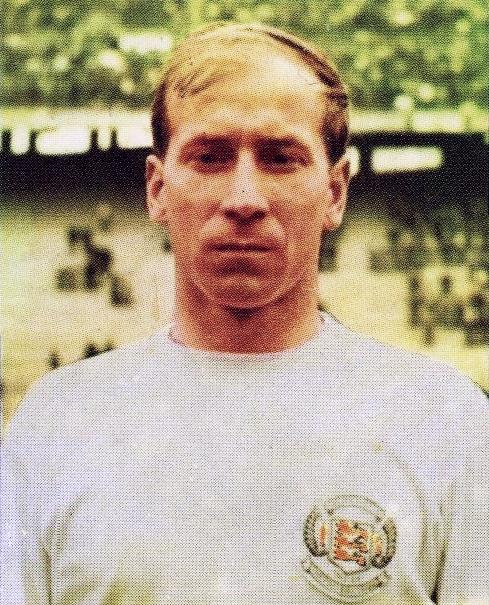
Bobby Charlton en 1966.

Elle affronte l'Argentine en quart de finale dans un match difficile marqué par la violence et le refus du capitaine argentin de sortir après une expulsion qu'il juge imméritée. L'Angleterre s'impose néanmoins (1-0) et accède ainsi aux demi-finales pour la première fois de son histoire : elle s'impose (2-1) contre le Portugal. En finale, l'Angleterre d'Alf Ramsey fait la différence contre la RFA (victoire 4-2) grâce notamment à un but litigieux marqué durant la prolongation. Trois des quatre buts anglais sont l'œuvre de Geoffrey Hurst, qui signe l'un des deux seul triplé lors d'un seul match, en finale de Coupe du monde. Les joueurs comme le milieu Bobby Charlton, recordman des buteurs en sélection, le défenseur Bobby Moore ou le gardien de but Gordon Banks sont considérés comme les éléments les plus importants du triomphe anglais.

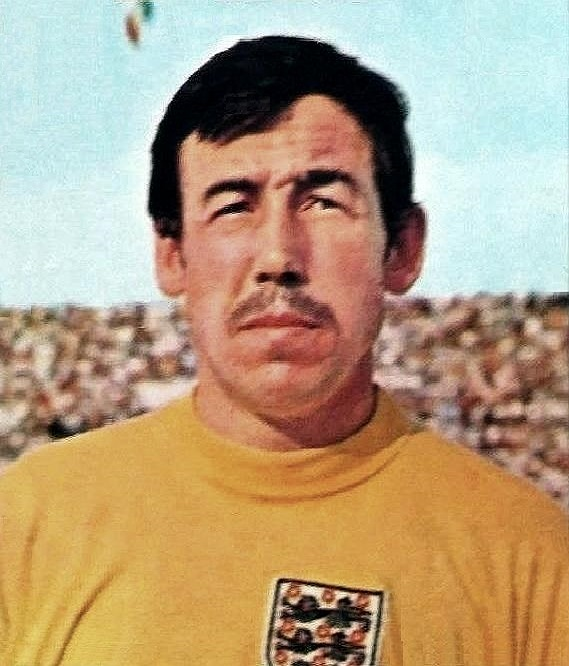
Gordon Banks gardien titulaire en 1966.

En 1968, auréolée de son titre de championne du monde, la sélection anglaise réussit à se qualifier pour le dernier carré du championnat d'Europe. Vainqueur du British Home Championship qui sert de groupe préliminaire, l'Angleterre écarte l'Espagne en quarts de finale en s'imposant à l'aller comme au retour. Lors du tournoi final disputé en Italie, elle est éliminée en demi-finale par la Yougoslavie sur le score de (1-0) et se console ensuite en remportant le match pour la troisième place contre l'Union soviétique (2-0).
Championne du monde en titre, l'Angleterre est une nouvelle fois dispensée de matchs éliminatoires, car qualifiée d'office pour le tournoi mondial de 1970. Au Mexique, l'Angleterre se classe deuxième de son groupe au premier tour après une victoire (1-0) contre la Roumanie, une défaite (0-1) contre le Brésil, match resté célèbre pour une parade exceptionnelle du gardien anglais face à une tête de Pelé et une victoire (1-0) contre la Tchécoslovaquie. Le 14 juin 1970 à León, alors que Gordon Banks est absent à cause d'une intoxication alimentaire, l'Angleterre mène 2-0 au bout de 50 minutes de jeu, en quart de finale contre les Allemands de l'Ouest. Alf Ramsey fait alors sortir Bobby Charlton, mais les Allemands qui ont de la ressource reviennent au score et font la différence dans la prolongation (3-2) pour éliminer les champions sortants Anglais. Cette défaite marque une fin de cycle pour la génération victorieuse de 1966.
L'Angleterre remporte son groupe préliminaire de l'Euro 1972 devant la Suisse, la Grèce et Malte en ne perdant qu'un seul point en route. Cependant elle est à nouveau éliminée par la RFA, futur champion d'Europe, en quarts de finale. Les Anglais essuient notamment un revers cinglant à Wembley au match aller (1-3) contre une Mannschaft impressionnante.
L'équipe d'Angleterre retrouve la Pologne, championne olympique 1972, et le Pays de Galles dans son groupe qualificatif pour la coupe du monde 1974. Le dernier match à Wembley le 17 octobre 1973 est décisif pour la qualification entre la Pologne, qui s'était imposée au match aller (2-0) à Chorzow, et l'Angleterre. Les Anglais comptent un point de moins que leurs adversaires avant le début du match et doivent donc impérativement gagner pour aller en Allemagne. Les Polonais résistent aux assauts de l'attaque anglaise grâce au talent du gardien Jan Tomaszewski qui à plusieurs reprises met en échec les occasions anglaises, à contrario le gardien anglais Peter Shilton se met en évidence par une erreur coûtant le but et la qualification. Le score nul (1-1) est synonyme d'élimination pour l'équipe d'Angleterre qui est alors l'une des grandes absentes du mondial 1974.

### Reconstruction de l'équipe nationale (1974-1982)

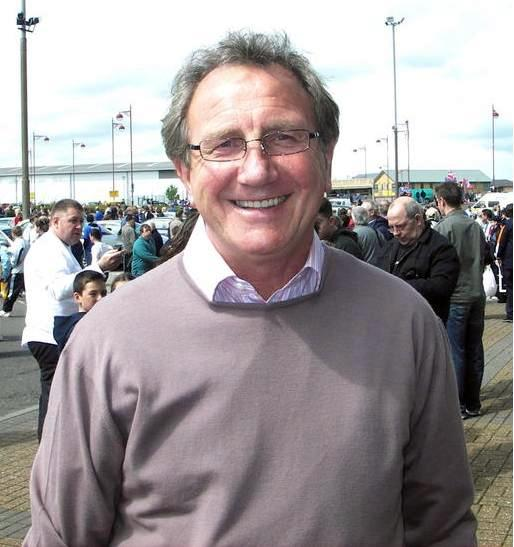
Roy McFarland, un des titulaires en défense lors des années 1970

L'Angleterre est placée dans un groupe qualificatif pour le Championnat d'Europe de football 1976 comprenant la Tchécoslovaquie, le Portugal et Chypre. Elle est notamment à la lutte pour la première place avec la Tchécoslovaquie qui gagne ses trois matchs à domicile, dont une victoire finalement décisive à Bratislava contre l'Angleterre 2-1. L'Angleterre qui a perdu un point à domicile contre le Portugal se classe deuxième derrière la Tchécoslovaquie, futur champion d'Europe, et est éliminée.
L'équipe d'Angleterre est placée dans le groupe 2 des qualifications pour la Coupe du monde 1978. Avec elle se retrouvent l'Italie, la Finlande et le Luxembourg. Le duel est serré entre l'Angleterre et l'Italie qui se rendent coup pour coup (victoire à domicile 2-0 pour chacune contre l'autre). Les deux équipes encaissent le même nombre de buts (4), mais les Italiens, plus dominateurs dans les duels contre les deux autres équipes du groupe, en marquent trois de plus que les Anglais et se qualifient à la différence de buts pour la phase finale en Argentine. L'Angleterre est une fois de plus absente du mondial.
L'Angleterre fait son retour dans un tournoi majeur en se qualifiant pour le championnat d'Europe 1980. Elle remporte facilement son groupe de qualification en terminant invaincue, devant l'Irlande du Nord, la république d'Irlande, la Bulgarie et le Danemark. Lors de la phase finale, l'Angleterre obtient le match nul (1-1) contre la Belgique, perd (1-0) contre l'Italie et l'emporte (2-1) contre l'Espagne. L'Angleterre termine troisième du groupe à seulement un point de la Belgique, finaliste, et de l'Italie, qualifiée pour la petite finale.
Le groupe de qualification pour la coupe du monde 1982 propose la Hongrie, la Roumanie, la Suisse et la Norvège comme opposition à l'Angleterre. Elle réussit à se qualifier en finissant deuxième du groupe derrière la Hongrie. Lors de la coupe du monde 1982, l'Angleterre impressionne au premier tour en remportant tous ses matchs avec la manière, (3-1) contre la France, (2-0) contre la Tchécoslovaquie et (1-0) contre le Koweït. Au second tour, elle accroche la RFA (0-0) mais ne parvient pas ensuite à battre l'Espagne (0-0) qui évolue à domicile. Ce sont les Allemands qui remporte le groupe et accèdent à la demi-finale grâce à leur succès contre les Espagnols. L'Angleterre est donc éliminée sans avoir perdu le moindre match.

### Bobby Robson, une sélection aux résultats en dents de scie (1982-1990)

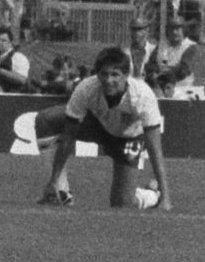
L'attaquant Gary Lineker en action face aux Pays-Bas.

Depuis 1963 et la nomination de Alf Ramsey, l'Angleterre remporte quinze fois le titre du British Home Championship dont quatre titres partagés, la compétition perd cependant peu à peu de son prestige du fait de la concurrence de la Coupe du monde et du championnat d'Europe. Pour le centenaire de la création de l'épreuve se joue la dernière édition du British Home Championship, l'Angleterre ainsi que l'Écosse décident, en effet, de ne plus participer à celle-ci. L'équipe de Bobby Robson dispute donc une dernière fois le tournoi en 1984 avant que la Rous Cup ne prolonge jusqu'en 1989 la tradition datant de 1870 du match annuel opposant Angleterre et Écosse. À partir de 1990, cette nouvelle compétition est elle-même supprimée.
L'Angleterre se retrouve pour les qualifications de l'Euro 1984 dans un groupe qui comprend le Danemark, la Grèce, la Hongrie et le Luxembourg. Au cours des éliminatoires, l'équipe anglaise perd un match (0-1), à domicile contre le Danemark, cette unique défaite suffit toutefois aux Scandinaves pour obtenir la première place et se qualifier aux dépens de l'Angleterre.
Le groupe de qualification pour la Coupe du monde 1986 oppose l'Irlande du Nord, la Roumanie, la Finlande et la Turquie à l'Angleterre. L'Angleterre domine son groupe finissant première devant l'Irlande du Nord.
Le début de l'Angleterre en phase finale est poussif avec une défaite d'entrée face au Portugal (0-1) suivie d'un nul (0-0) contre le Maroc. L'Angleterre obtient finalement la seconde place de son groupe derrière le Maroc grâce au coup du chapeau de Gary Lineker contre la Pologne (3-0).
En huitième de finale, le onze anglais bat facilement le Paraguay (3-0).

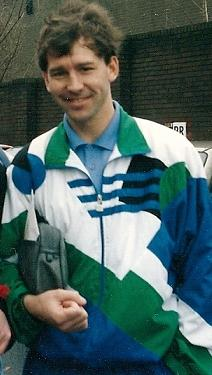
Bryan Robson, meneur de jeu de l'équipe de Bobby Robson, est blessé lors des coupes du monde 1986 et 1990

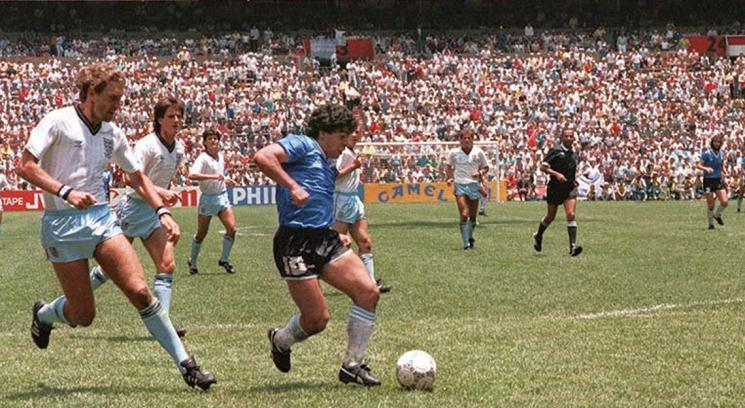
Scène du quart de finale du mondial 1986 face à l'Argentine.

Le parcours de l'Angleterre s'achève en quart de finale et une défaite amère (1-2) contre les Argentins futurs champions. Le match est marqué de l'empreinte de Diego Maradona qui marque un but de la main – validé à tort par l'arbitre – et un but sur une action individuelle où il dribble l'ensemble de la défense anglaise, gardien y compris, avant de marquer. Malgré l'élimination à ce stade, c'est un Anglais, Lineker, qui termine meilleur buteur de cette Coupe du monde.
L'Angleterre valide son ticket pour le championnat d'Europe de 1988 en remportant sans perdre de match son groupe de qualification devant la Yougoslavie, l'Irlande du Nord et la Turquie. L'Euro 88 tourne cependant au fiasco pour l'Angleterre qui s'en va avec trois défaites en trois matches. L'équipe s'incline d'abord (0-1) contre l'Irlande de Jack Charlton. Marco van Basten marque les trois buts qui scellent la défaite (1-3) contre les Pays-Bas futurs champions d'Europe. Enfin dans un match qui n'a d'enjeu que pour l'URSS, son adversaire de la dernière journée, l'Angleterre perd à nouveau sur le score de (3-1).
L'Angleterre lors des qualifications pour la Coupe du monde 1990 est opposée à la Suède, la Pologne, et l'Albanie. Elle réussit à se qualifier en finissant deuxième du groupe derrière la Suède. En phase finale, l'Angleterre termine en tête du groupe F avec des matchs nuls (1-1) contre l'Irlande et (0-0) contre les Pays-Bas puis une victoire (1-0) contre l'Égypte. Elle vient ensuite difficilement à bout de la Belgique en huitième de finale sur le score de (1-0) après prolongation par un but de David Platt à la 119e minute. En quart de finale, les Anglais doivent puiser dans leurs réserves pour battre le Cameroun (3-2) après prolongation dans l'un des matchs les plus spectaculaires du mondial italien. L'Angleterre est éliminée en demi-finale par la RFA aux tirs au but après un nul (1-1) après prolongation, ce qui lui barre la voie à une seconde finale après celle de 1966. Les Anglais terminent finalement quatrièmes, battus (1-2) par l'Italie pour la médaille de bronze.

### Instabilité des années 1990
L'Angleterre remporte à nouveau son groupe de qualification au Championnat d'Europe devant la république d'Irlande, la Turquie et la Pologne, en terminant invaincue. Lors de la phase de préparation pour l'Euro 1992 en Suède, elle bat en match amical un de ses futurs adversaires en phase finale, la France, qui restait sur une longue série d'invincibilité, 2-0. L'Angleterre rate encore son tournoi : après deux nuls 0-0 contre le Danemark et la France, elle perd 2-1 contre la Suède un match décisif de la dernière journée et est éliminée.

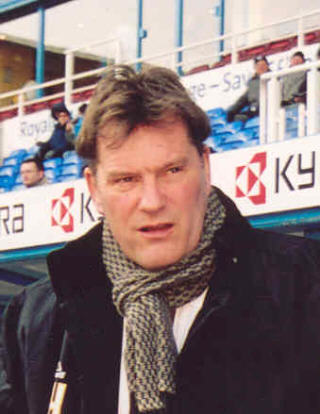
Glenn Hoddle, sélectionneur de 1996 à 1999.

L'Angleterre se retrouve dans un groupe de qualification pour la Coupe du monde 1994 avec la Norvège, les Pays-Bas, la Pologne, a Turquie et Saint-Marin. Ce dernier réussit à marquer un but contre la sélection anglaise 9 secondes après le début du match mais s'incline finalement 7-1. L'équipe d'Angleterre qui perd 2-0 en Norvège et aux Pays-Bas laisse les deux places qualificatives à ces deux équipes. Elle fait partie, avec la France et le Danemark, des grands absents du mondial américain.
En 1996, trente ans après son titre mondial, l'Angleterre accueille à nouveau un grand tournoi, le championnat d'Europe, et espère rééditer son exploit de 1966. Le résultat du premier match, 1-1 contre la Suisse, n'est pas convaincant, mais avec une victoire 2-0 contre l'Écosse et une autre contre les Pays-Bas, sur le score de 4-1, les Anglais passent finalement le premier tour sans problème.
Le quart de finale contre l'Espagne est plus difficile et se solde par un 0-0 après prolongation, les Anglais se qualifient aux tirs au but. En demi-finale contre l'Allemagne, l'équipe anglaise obtient encore un match nul 1-1 après prolongation, et cette fois échoue lors de la séance des tirs au but. Les Anglais ont pour consolation de voir Alan Shearer terminer meilleur buteur du tournoi avec 5 buts.
L'Angleterre se retrouve dans un groupe de qualification pour la coupe du monde 1998 comprenant l'Italie, à nouveau la Pologne, la Géorgie et la Moldavie. L'équipe d'Angleterre termine en tête du groupe devant l'Italie et se qualifie. Au premier tour de la phase finale, elle se classe deuxième du groupe F après une victoire 2-0 contre la Tunisie, une défaite 1-2 contre la Roumanie et une victoire 2-0 contre la Colombie. En huitième de finale, elle rencontre l'Argentine dans un match où Michael Owen marque l'un des plus beaux buts de la coupe du monde et où David Beckham est exclu après avoir répondu à une provocation de Diego Simeone. L'Angleterre est éliminée aux tirs au but après un nul 2-2 après prolongation, score acquis dans le temps règlementaire.
L'Angleterre termine deuxième de son groupe éliminatoire à l'Euro 2000 derrière la Suède et devant la Pologne, la Bulgarie et le Luxembourg, puis dispute les barrages face à l'Écosse. Victorieuse 2-0 à l'extérieur, elle perd 0-1 à domicile et se qualifie au score cumulé. En phase finale de l'Euro 2000., les Anglais entament parfaitement la compétition en menant 2-0 contre le Portugal au bout de 20 minutes, mais se font renverser et perdent le premier match 3-2. Alan Shearer remet l'équipe anglaise sur pied lors de la deuxième journée en inscrivant le but victorieux contre l'Allemagne 1-0. Ayant son destin entre les mains au coup d'envoi du troisième match (où un score nul peut lui suffire si par ailleurs l'Allemagne ne bat pas le Portugal), l'Angleterre mène au score contre la Roumanie à la mi-temps. Les Roumains égalisent en début de seconde période et font finalement craquer les Anglais qui concèdent un pénalty dans les dernières minutes du match. Le pénalty transformé qualifie la Roumanie et élimine l'Angleterre sur le fil (2-3).
Les années 1990 sont également marquées par le match amical du 15 février 1995 où l'équipe d'Angleterre alors dirigée par Terry Venables affronte la république d'Irlande, après l'ouverture du score irlandaise le match est interrompu du fait d'émeutes provoquées par certains des supporters anglais.

### Eriksson, premier sélectionneur étranger (2001-2006)
Après l'échec de l'Euro 2000 et la défaite à domicile contre l'Allemagne 0-1 en début d'éliminatoires pour la Coupe du monde 2002, la Fédération Anglaise confie pour la première fois la sélection anglaise à un entraîneur étranger, le Suédois Sven-Göran Eriksson qui remplace Kevin Keegan. L'Angleterre obtient alors une retentissante victoire 5-1 en Allemagne. L'Angleterre termine première de son groupe de qualification qui comprend l'Allemagne, la Finlande, la Grèce et l'Albanie devant l'Allemagne grâce à un nul 2-2 contre la Grèce, lors du dernier match, grâce à un coup franc direct de David Beckham à la dernière minute.
Avec un 1-1 contre la Suède, un 1-0 contre l'Argentine et un 0-0 contre le Nigeria, l'Angleterre termine deuxième de son groupe à égalité de points avec la Suède. David Beckham, expulsé en 1998 contre ces mêmes adversaires, prend sa revanche lorsqu'il inscrit le penalty victorieux contre les Argentins. En huitième de finale contre le Danemark, l'Angleterre se qualifie facilement sur le score de 3-0. Elle rencontre ensuite le Brésil, Michael Owen ouvre la marque, mais Rivaldo égalise peu avant la mi-temps. En début de seconde mi-temps, Ronaldinho inscrit un superbe coup franc qui lobe David Seaman. L'expulsion sévère de Ronaldinho ne change rien, l'Angleterre s'incline 1-2 et sort du tournoi.

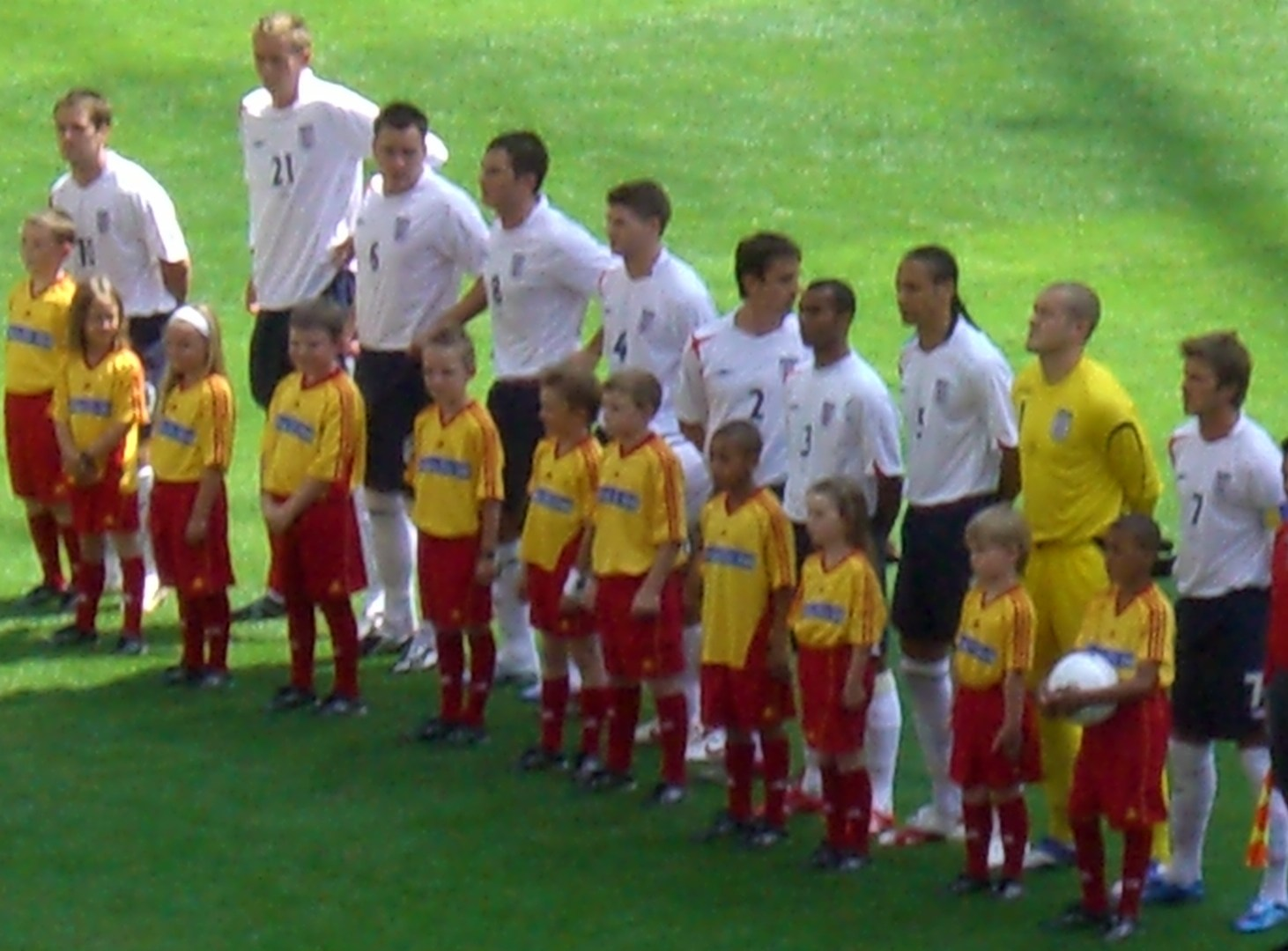
L'équipe d'Angleterre alignée contre le Paraguay lors de la Coupe du monde 2006

Dans un groupe de qualifications pour l'Euro 2004 comprenant également la Turquie, la Slovaquie, la Macédoine et le Liechtenstein, l'Angleterre se qualifie en obtenant la première position et en restant invaincue. Le premier match du championnat d'Europe commence pour l'Angleterre comme avait fini l'Euro 2000 : l'Angleterre perd dans les arrêts de jeu. Frank Lampard ouvre le score de la tête contre la France, mais Zinédine Zidane inscrit un doublé dans les dernières minutes : un coup franc direct puis un penalty qui sanctionne une mauvaise passe en retrait à David James, qui fait faute sur Thierry Henry. Il faut noter qu'à la 80e minute, Fabien Barthez avait repoussé un penalty de David Beckham. L'Angleterre s'incline donc 1-2

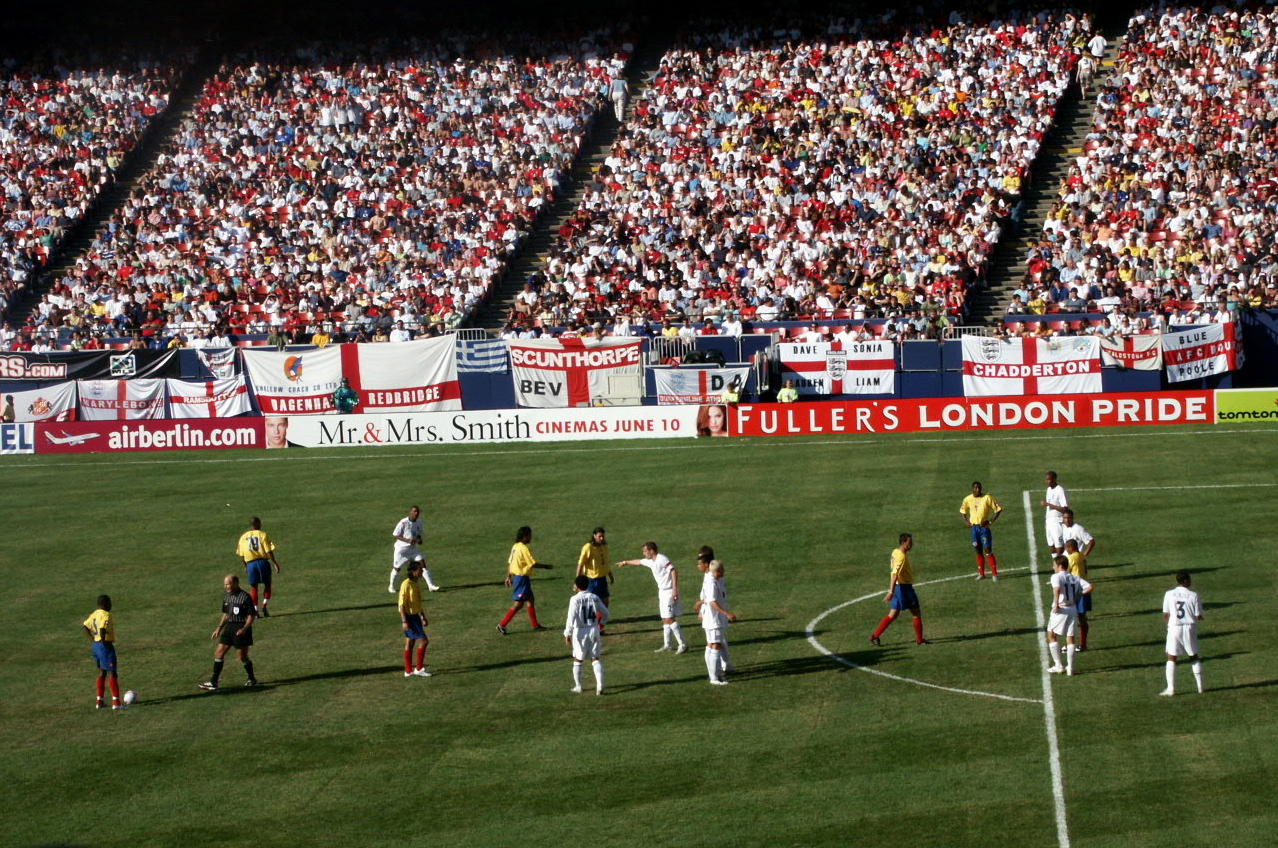
Rencontre face à la Colombie en 2005.

contre la France, mais se reprend très vite contre la Suisse 3-0 et la Croatie 4-2. Malgré un jeu convaincant et une belle résistance, l'Angleterre est éliminée en quart de finale aux tirs au but après un match nul 2-2 face au Portugal.
Dans un groupe de qualifications pour la Coupe du monde 2006 qui comprend la Pologne, l'Autriche, le Pays de Galles, l'Irlande du Nord et l'Azerbaïdjan, l'Angleterre termine première devant la Pologne et se qualifie. L'Angleterre passe aisément le premier tour, terminant première du groupe avec un 1-0 contre le Paraguay, un 2-0 contre Trinité-et-Tobago et un 2-2 contre la Suède. Elle remporte par la suite son huitième de finale contre l'Équateur 1-0 grâce à un coup franc de Beckham. L'Angleterre échoue contre le Portugal aux tirs au but après un 0-0, en quart de finale à Gelsenkirchen. Wayne Rooney est exclu de la rencontre alors que Cristiano Ronaldo, son coéquipier à Manchester United, influence la décision de l'arbitre. Le gardien portugais Ricardo arrête les tirs de Lampard, Gerrard et Carragher.

### La parenthèse McClaren et la désillusion Capello (2006-2012)

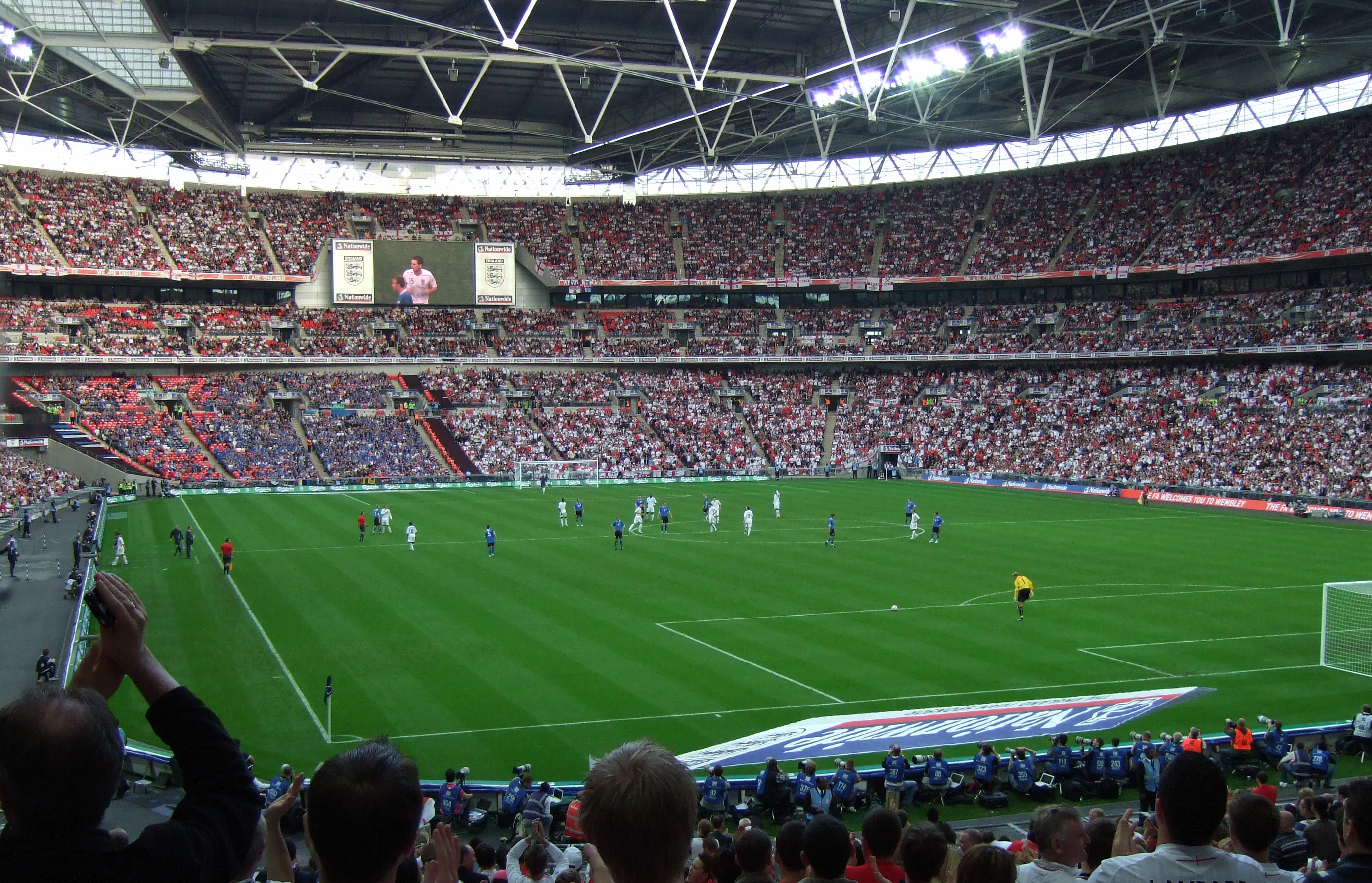
Match qualificatif pour l'Euro 2008 contre l'Estonie, disputé à Wembley

L'Angleterre est éliminée lors des éliminatoires pour l'Euro 2008 car, alors qu'il ne lui fallait qu'un seul point, elle perd ses deux derniers matchs décisifs 2-1 contre la Russie et 2-3 contre la Croatie à Wembley. Le sélectionneur Steve McClaren est alors démis de ses fonctions. C'est la première fois depuis la Coupe du monde 1994 que l'Angleterre est absente d'une grande compétition internationale. Son précédent échec dans les qualifications à un Championnat d'Europe de football remonte à celles de l'Euro 1984, alors que la phase finale ne retenait à l'époque que huit qualifiés.
Le 12 décembre 2007, Fabio Capello, l'ancien entraîneur du Milan AC, du Real Madrid, de l'AS Roma et de la Juventus, est nommé sélectionneur de l'équipe d'Angleterre, il est le deuxième étranger nommé à ce poste. Comme son prédécesseur, sa première décision importante est d'écarter Beckham de l'équipe, laissant l'ancien capitaine à 99 sélections et provoquant une campagne de presse hostile de la part de médias qui lui reprochent de ne pas le laisser atteindre le seuil des 100 sélections. Le premier match de Capello comme sélectionneur est une victoire 2-1 au cours d'un match amical contre la Suisse le 6 février 2008. La campagne des qualifications pour la Coupe du monde 2010 commence le 6 septembre 2008 contre Andorre qui est battu 2-0. La seconde rencontre de cette campagne oppose, le 10 septembre 2008, l'Angleterre à la Croatie qui est défaite 1-4 constituant une bonne performance dans la course à la qualification pour la coupe du monde 2010 en Afrique du Sud. Avec 9 victoires pour 1 défaite, les Anglais se qualifient pour le mondial sud-africain.

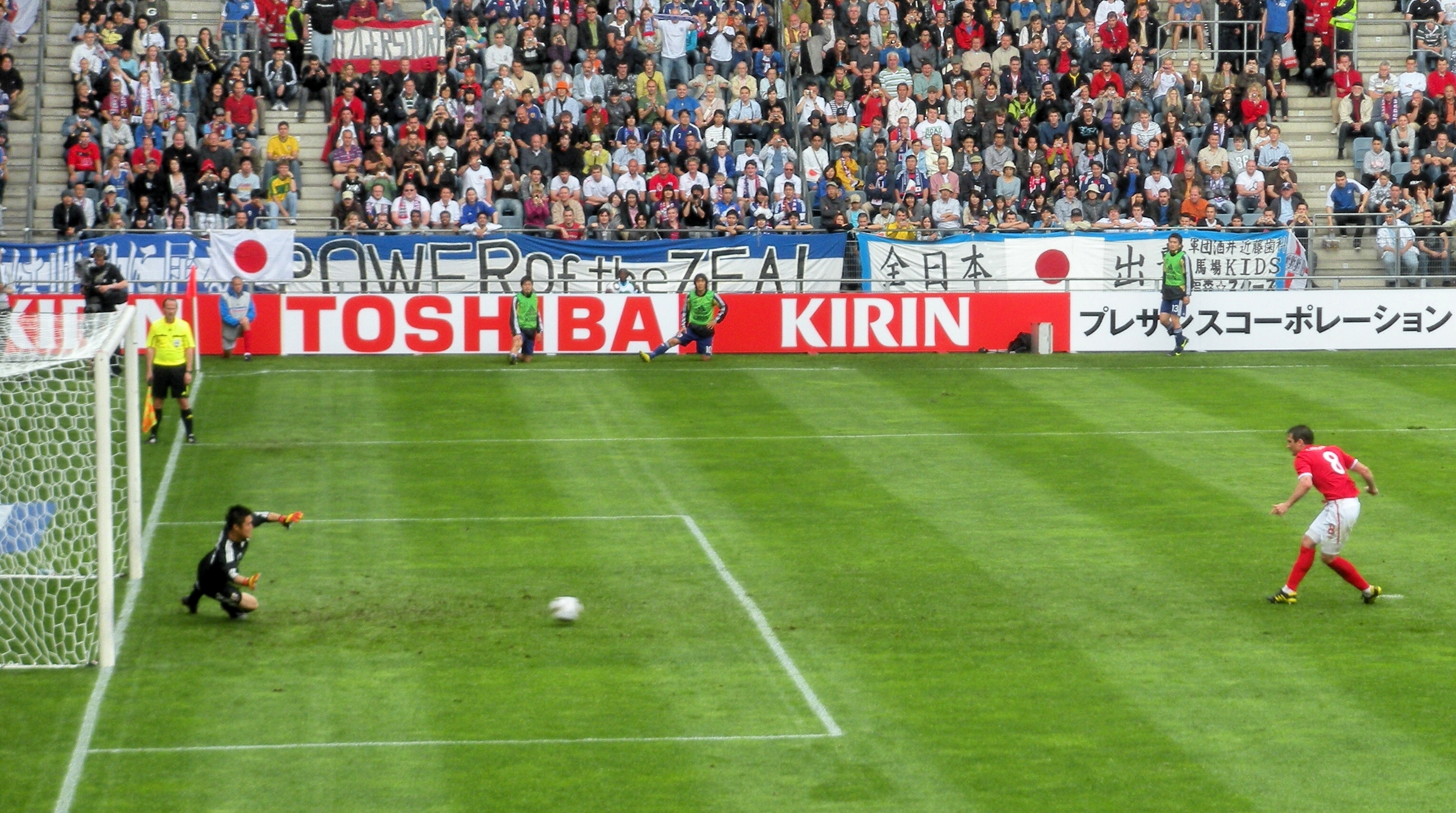
Frank Lampard, recordman du nombre de penaltys réussis en sélection ici en 2010.

Le tirage au sort des groupes de la phase finale a eu lieu le 4 décembre 2009 au Cap: il oppose les Anglais à l'Algérie, les États-Unis et la Slovénie. L'équipe commence sa compétition par un match nul (1-1) contre les États-Unis sur un but de Steven Gerrard à la quatrième minute, mais encaisse un but de Clint Dempsey à la 40e à cause d'une erreur du gardien de but Robert Green. Elle enchaîne sur un deuxième match nul face à l'Algérie. Elle réussit à se qualifier pour les huitièmes de finale en battant la Slovénie (1-0) mais est battue nettement par l'Allemagne 4 à 1. Frank Lampard, alors que le score est de 2 à 1, marque un but valable, mais refusé par l'arbitre, le ballon a frappé la barre transversale, a rebondi derrière la ligne puis est ressorti. Le 17 novembre 2010, l'Angleterre perd à domicile contre l'équipe de France 1-2 en étant dominée ; la place de Fabio Capello, qui avait pour l'occasion, sélectionné un joueur de deuxième division anglaise, Jay Bothroyd, est remise en question. Les Anglais terminent tout de même à la première place de leur groupe de qualifications pour l'Euro 2012 ce qui redonne de la confiance aux Three Lions. Fabio Capello, sous contrat durant la compétition disputée en Pologne et en Ukraine, choisit cependant de démissionner le 8 février 2012, à la suite de l'affaire John Terry, qui avait été démis de son rôle de capitaine à la suite de propos racistes, contre la volonté du sélectionneur. Stuart Pearce prend l'équipe en charge pour la rencontre suivante, le 29 février, un match amical contre les Pays-Bas.

### L'ère Hodgson, de l'espoir aux fiascos (2012-2016)

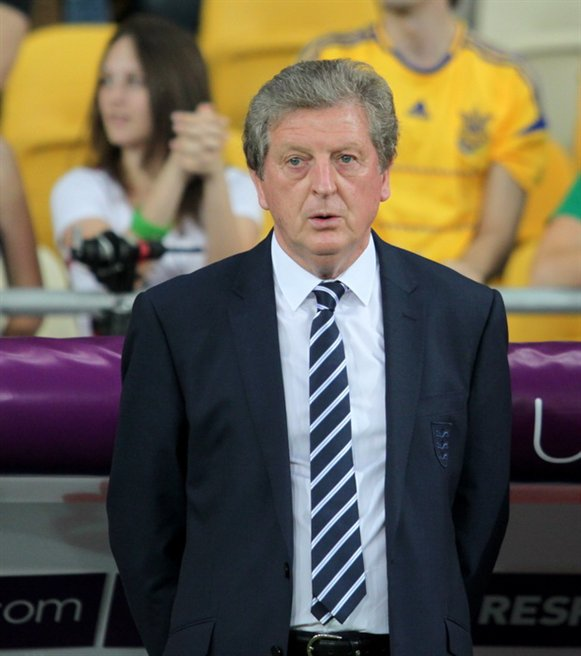
Roy Hodgson, selectionneur durant l'Euro 2012

Le 1er mai 2012, Roy Hodgson est nommé sélectionneur des Three Lions pour un contrat de quatre ans. Durant cette période, l'Angleterre va briller durant chaque éliminatoire de compétitions avant d'enterrer ces espoirs par une déception (Euro 2012) puis par des fiascos : la Coupe du monde 2014 puis l'Euro 2016 où Roy Hodgson annonce sa démission.
L'Angleterre termine 1re du Groupe D de l'Euro 2012 disputé en Pologne et en Ukraine devant la France avec sept points à la suite d'un match nul 1-1 contre les Français, une victoire 3-2 contre la Suède, puis 1-0 contre les Ukrainiens. C'est la deuxième fois que les Three Lions termine 1re d'un groupe d'un Euro (la première fois, c'était en 1996). Les joueurs de Hodgson sont battus par l'Italie en quart de finale (0-0 et 4 tab 2) avec Ashley Cole et Ashley Young ratant leurs penalties.

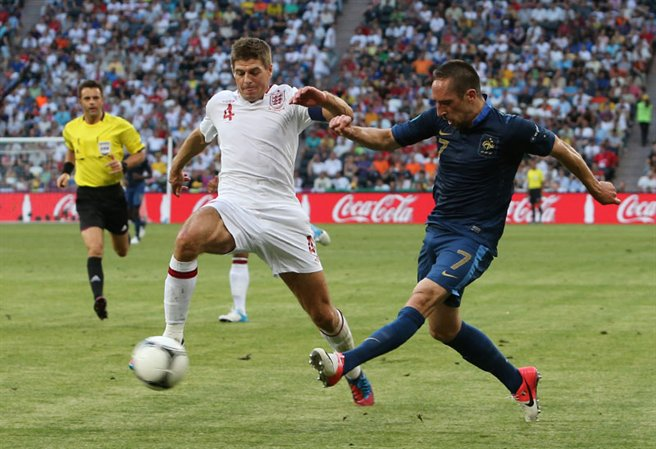
Steven Gerrard (gauche), capitaine durant l'Euro 2012 et le Mondial 2014

Hodgson réussit à qualifier son équipe pour la Coupe du monde 2014 au Brésil en terminant premier face à un groupe comptant notamment l'Ukraine, le Monténégro et la Pologne. L'Angleterre dispute sa quatorzième Coupe du monde et affronte au premier tour l'Uruguay, l'Italie et le Costa Rica dans un groupe difficile comprenant trois anciens champions du monde. Les Anglais commencent le tournoi contre l'Italie. Égalisant par Daniel Sturridge juste après un but italien, ils perdent finalement sur le score de 2-1. Le scénario du deuxième match est similaire pour les Anglais puisque, après avoir encaissé le premier but, ils égalisent par Wayne Rooney mais perdent finalement par deux buts à un. C'est le premier but de Rooney en trois Coupes du monde. Le succès costaricien face à l'Italie élimine l'Angleterre après deux matchs. Le score du troisième et dernier match, joué face au Costa Rica, reste nul et vierge. L'Angleterre termine ainsi dernière du groupe avec un point. C'est la première fois depuis 1958 que les Three Lions sont éliminés au premier tour d'une Coupe du monde, et c'est la première fois de l'histoire que cela arrive après deux matchs. Les faiblesses de la défense en sont en partie responsables.
L'Angleterre réalise un sans faute durant les éliminatoires de l'Euro 2016 en remportant ses 10 matchs. Elle commence la compétition dans le groupe B face à la Russie, où les deux équipes se neutralisent (1-1). Elle rencontre ensuite le Pays de Galles où elle remporte son premier match dans la compétition 2 buts à 1. À la suite d'un match nul (0-0) face à la Slovaquie, l'Angleterre termine deuxième de son groupe derrière le Pays de Galles. Elle rencontre en huitièmes de finale la surprenante équipe d'Islande, qui a terminé deuxième du groupe F devant le Portugal. L'Angleterre, annoncée largement favorite avant ce match, se fait pourtant surprendre et est éliminée (défaite 2 buts à 1). La presse anglaise parle de la « plus grande humiliation de l'histoire de la sélection ». À la suite de l'élimination, Roy Hodgson annonce sa démission.

### Gareth Southgate, meneur d'une génération prometteuse mais maudite (2016-2024)

#### Coupe du monde 2018: un parcours convaincant, première demi-finale depuis 1990
En septembre 2016, quelques semaines seulement après le fiasco de l'Euro 2016, le football anglais et en particulier le sélectionneur Sam Allardyce, sont frappés par un scandale de corruption. À la suite de l'éviction de ce dernier, c'est l'ancien international Gareth Southgate qui prend la tête de l'équipe le 27 septembre 2016, d'abord en tant qu'intérimaire. Son premier match se solde par une victoire 2-0, au stade de Wembley face à Malte.
Deux mois plus tard, le 30 novembre il est nommé sélectionneur des Three Lions pour quatre ans.
Les anglais valident leur billet pour le mondial 2018 le 5 octobre 2017 en battant l'équipe de Slovénie de football 1-0. L'équipe termine première de son groupe et invaincue.
Le 16 mai 2018, Gareth Southgate dévoile sa liste de 23 joueurs sélectionnés pour participer à la Coupe du Monde plus 5 réservistes. Plusieurs surprises sont à noter dans cette liste comme la présence du jeune défenseur de Liverpool Trent Alexander-Arnold ou du milieu de terrain Ruben Loftus-Cheek.

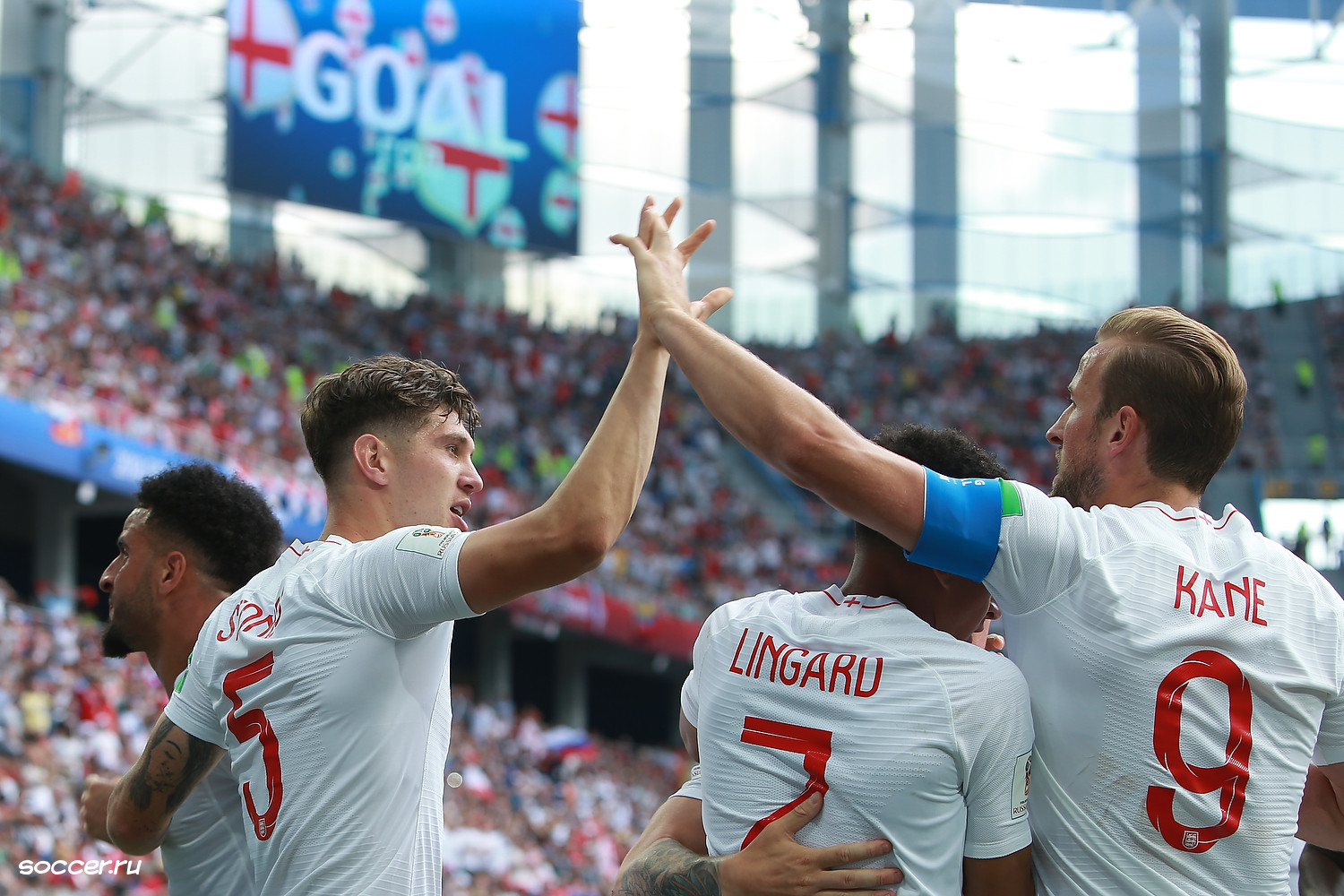
Les anglais célébrant un but face au Panama.

Les anglais franchissent assez facilement l'obstacle du premier tour en terminant deuxièmes de leur groupe derrière la Belgique (défaite 0-1 lors de la dernière journée avec des équipes remaniées des deux côtés), qui fait partie des favoris à la victoire finale, contre 2 succès (2-1 contre la Tunisie lors de la première journée, puis 6-1 face au Panama).
En huitième de finale, les anglais rompent la malédiction et remportent la première séance de tirs au but de leur histoire en coupe du monde face à la Colombie après un score de parité dans le temps réglementaire (1-1, les Sud-Américains ayant répliqué dans les arrêts de jeu au penalty d'Harry Kane) et les prolongations. Ce succès relance l'intérêt de la nation pour la sélection nationale et nombreux sont les observateurs qui saluent le travail accompli par Southgate avec cette jeune équipe. Qualifiés pour leur première demi-finale dans un grand tournoi depuis 1996 après avoir battu la Suède au tour précédent (2-0), les Anglais seront finalement éliminés aux portes de la finale face aux Croates à la suite de leur défaite 2-1 après prolongations, malgré une ouverture du score anglaise rapide. Les Three lions termineront finalement le tournoi à la quatrième place après une nouvelle défaite face à la Belgique lors du match pour la troisième place (0-2). Lors de ces deux revers consécutifs, l'Angleterre a fait preuve de manque de réalisme offensif et s'est montrée friable défensivement ; cependant le tournoi est considéré comme une belle réussite par les consultants et les fans, et la cote de popularité du sélectionneur Gareth Southgate se trouve au plus haut. Harry Kane, le capitaine de la sélection, termine meilleur buteur du tournoi avec 6 réalisations.

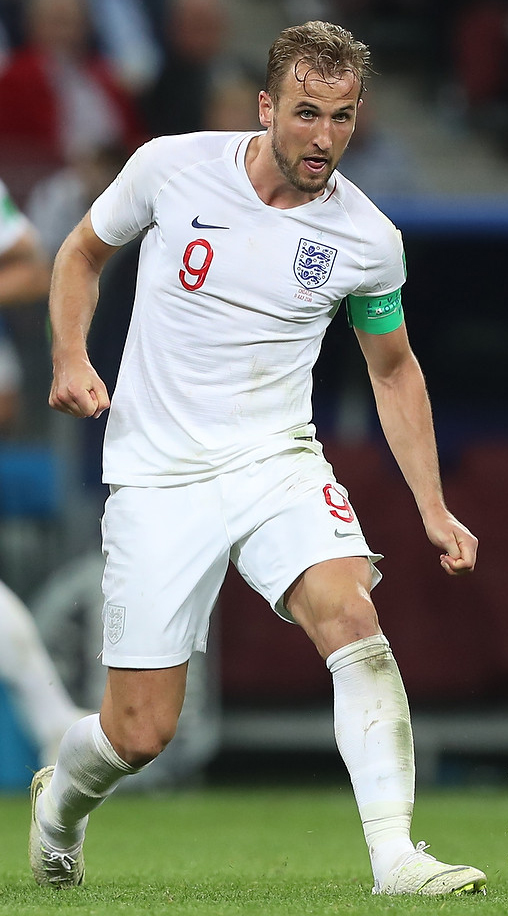
Harry Kane, capitaine actuel

En septembre 2018, Southgate et ses hommes entament la ligue des nations de l'UEFA, une nouvelle compétition créée pour remplacer les matchs amicaux souvent sans grand intérêt. Placée dans un groupe difficile en compagnie de l'Espagne et de la Croatie, l'Angleterre réalise un premier tour de qualité et parvient à se qualifier pour les demi-finales, qui ont lieu en juin 2019. Ils perdent la demi-finale face aux Pays-Bas, encaissant deux buts lors des prolongations, mais obtiennent la 3e place aux dépens de la Suisse à l'issue d'une séance de tirs au but.

#### Euro 2020: desThree Lionscourageux jusqu’au bout
L'équipe d'Angleterre se qualifie pour le championnat d'Europe 2020 à l'issue de la 9e journée des éliminatoires avec sa victoire écrasante contre le Monténégro (7-0) grâce notamment à un triplé de Harry Kane. Elle s'assure de la première place du groupe devant la République tchèque et le Kosovo. Elle a réalisé un parcours presque sans faute, ponctué certes par une défaite en République tchèque (1-2) mais montrant un visage très offensif (6-0 en Bulgarie, 5-0 et 5-3 à domicile respectivement contre la République tchèque et le Kosovo), marquant 37 buts (dont 11 par le seul Harry Kane) pour 6 encaissés, constituant la 2e meilleure attaque des qualifications derrière la Belgique et à égalité avec l'Italie.
Lors de l'Euro 2020, l'Angleterre, qui hérite du groupe D et a l'avantage de disputer toutes ses rencontres de poule à domicile, termine en tête de son groupe sans convaincre, avec deux courtes victoires contre la Croatie et la Tchéquie (1-0 à chaque fois) ainsi qu'un match nul sans relief lors du derby face à l'Écosse, l'adversaire le plus faible du groupe (0-0). Cependant, les Three Lions, toujours à domicile, montent en puissance en 1/8e de finale en écartant l'Allemagne (2-0), mettant fin à une disette de 55 ans sans battre la Mannschaft en match à élimination directe, avant de battre sans difficulté l'Ukraine (4-0) en quarts de finale, pour le seul match disputé par la troupe de Gareth Southgate sur terrain neutre. Opposé en demi-finale au Danemark, l'Angleterre s'en sort in extremis (victoire 2-1 en prolongations) après avoir concédé l'ouverture du score danoise sur un sublime coup-franc de Mikkel Damsgaard à la demi-heure de jeu, par ailleurs le premier but encaissé par les Three Lions depuis le début de la compétition ; au cours d'une rencontre marquée par une polémique liée à l'arbitrage, en raison d'un penalty généreux, accordé aux joueurs de Gareth Southgate à la 102e minute alors que le score était de 1 partout, sentence convertie par Harry Kane en deux temps après un arrêt initial du portier danois Kasper Schmeichel. 
Elle atteint ainsi la première finale d'un Euro de son histoire, une première en 55 ans dans le cadre d'une compétition majeure, qu'elle disputera toujours à Wembley contre l'Italie. Face à un adversaire ayant affiché un jeu plus séduisant et convaincant jusqu'à présent ; les Three Lions ne créent pas l'exploit et connaissent une désillusion supplémentaire,,, en concédant le match nul (1-1) à la fin du temps réglementaire et des prolongations – l'égalisation de Leonardo Bonucci à la 67e minute ayant répondu à l'ouverture du score anglaise à la 2e minute de Luke Shaw, but le plus rapide en finale d'un Euro –, avant de s'incliner aux tirs au but (2 à 3), au cours d'une rencontre maîtrisée par une Squadra Azzurra supérieure sur le plan technique et beaucoup plus dangereuse offensivement.

#### Coupe du monde 2022: une nouvelle déception
L'Angleterre domine ensuite sans encombre sa poule qualificative pour la Coupe du monde 2022, avec 8 victoires et 2 nuls (1-1 en Pologne et sur le même score à domicile contre la Hongrie), signant une 7e qualification consécutive à une phase finale de Coupe du monde.
Au cours de l'année 2022, les Three Lions disputent deux matchs amicaux en préparation du mondial, contre la Suisse (victoire 2-1) et la Côte d'Ivoire (victoire 3-0). Pour la 3e ligue des nations de l'UEFA, l'Angleterre est versée dans le groupe 3 de la ligue A en compagnie de l'Italie, de l'Allemagne et de la Hongrie. Elle ne remporte aucun des matchs, avec 3 nuls, 3 défaites, dont une lourde contre la Hongrie à domicile (0-4), et est réléguée en ligue B.
Lors de la Coupe du monde 2022, elle est versée dans le groupe B avec les États-Unis, le Pays de Galles, et l'Iran. Elle finit première du groupe, avec des larges victoires sur l'Iran (6-2) et son voisin gallois (3-0), malgré un match nul au score vierge face aux Américains (0-0). Les Three Lions n'auront pas réussi à battre les Yanks en trois rencontres en coupe du monde. En huitième de finale, l'Angleterre bat sèchement le Sénégal, bien qu'elle ait subi plusieurs occasions sénégalaises en début de match (3-0). En quart de finale, elle rencontre la France qu'elle n'a plus battue en compétition officielle depuis la coupe du monde 1982. Il s'agit de la première rencontre en phase à élimination directe d'un tournoi majeur entre les deux équipes. La partie est globalement dominée par les Three Lions, qui auront réalisé pas moins de 8 tirs cadrés pour 16 tirs, mais les Bleus se montrent plus réalistes, en ouvrant la marque par l'intermédiaire d'Aurélien Tchouaméni (16e) et Olivier Giroud (78e). Harry Kane obtient deux penalty à la suite des erreurs des défenseurs français. Il transforme le premier pour permettre à l'Angleterre de revenir au score en début de deuxième mi-temps (54e), mais voit le deuxième passer largement au-dessus de la barre transversale. Le score n'évolue plus et l'Angleterre est défaite pour la 7e fois de son histoire en quart de finale et déçoit une nouvelle fois face à un adversaire de gros calibre en compétition officielle.

#### Euro 2024: un nouvel échec en finale
Les éliminatoires pour le championnat d'Europe 2024 se déroule très bien pour les hommes de Gareth Southgate. Malgré un groupe plutôt relevé (avec notamment l'Italie et l'Ukraine), les Three Lions terminent premier, invaincu avec 22 buts marqués pour seulement 4 encaissés. L’équipe a mis l’accent sur la continuité avec le groupe de l’Euro 2020, combinant jeunes talents et cadres expérimentés, ce qui lui a permis d’aborder le tournoi avec confiance et ambition, notamment avec la forme qu'ont plusieurs cadres (Kane, Foden ou encore Bellingham) avec leurs clubs lors de la saison 2023/2024.
L'Angleterre est tirée dans un groupe abordable avec le Danemark, la Serbie et la Slovénie. Pourtant, elle réalise une phase de groupe laborieuse, avec seulement une victoire (1-0) contre la Serbie, et deux matchs nuls. Mais cela suffit au Three Lions pour terminer premier de leur groupe. En huitième de finale, les hommes de Southgate affrontent la Slovaquie, et sont avant le match largement favori. Cependant, les Slovaques se montrent combattifs, et ouvrent le score à la 25e minutes grâce à Ivan Schranz. Les Repre tiennent le score, et sont prochent de réaliser l'exploit, jusqu'à ce que Jude Bellingham marque un spectaculaire coup de pied de bicyclette à la 90+5e minute. Le match part en prolongation et les Anglais finissent par gagner grâce à un but de l'inévitable Harry Kane à la 91e, éliminant des Slovaques courageux. En quart, le Three Lions affronte la Suisse, qui vient de triompher de l'Italie. Le match est fermé, jusqu'à la 75e minute ou le suisse Breel Embolo ouvre le score, suivie peu après par l'égalisation de Bukayo Saka sur une passe de Declan Rice à la 80e. Le match va en prolongation, puis au tirs aux buts, ou les Anglais marquent tout leurs tirs et écartent la Suisse (5-3). En demi-finale, l'Angleterre et les Pays Bas s'affrontent dans un match disputé. Les Néerlandais ouvrent le score (Xavi Simons), puis les Anglais égalisent (Harry Kane), et le match semblent se diriger une nouvelle fois vers les prolongations. C'était sans compter sur Ollie Watkins, rentrer en cours de jeu, qui marque à la 90+1e minute, et envoie l'Angleterre vers sa deuxième finale de Championnat d'Europe d'affilée. En finale à Berlin, les Three Lions affrontent la Roja. Après une première période fermée, l’Espagne a ouvert le score dès la reprise grâce à Nico Williams, avant que Cole Palmer, entré en jeu, n’égalise pour les Three Lions à la 73e minute. Mais en fin de rencontre, Mikel Oyarzabal a inscrit le but décisif à la suite d’un centre de Marc Cucurella, scellant la victoire espagnole. Dominateurs dans la possession (63 %) et plus incisifs offensivement, les Espagnols ont su exploiter les failles anglaises, malgré une réaction tardive des hommes de Gareth Southgate. L'Angleterre devient ainsi la première équipe de l'histoire à perdre deux finales consécutives du Championnat d'Europe. Cette nouvelle défaite illustre une fois encore l’incapacité de l’Angleterre à concrétiser son potentiel dans les grands rendez-vous.
Alors que la FA était prête à prolonger son contrat, Southgate a annoncé sa démission en tant que sélectionneur de l'Angleterre le 16 juillet 2024, déclarant qu'il était « temps pour le changement et pour un nouveau chapitre ». Southgate est le sélectionneur de l'Angleterre qui a le mieux réussi en termes de performances constantes lors de tournois majeurs - atteignant deux finales du Championnat d'Europe et les demi-finales de la Coupe du monde - et a été décrit comme le deuxième meilleur sélectionneur de l'Angleterre derrière Alf Ramsey,. Cependant, il reste le symbole d’une Angleterre souvent annoncée parmi les grandes favorites, mais incapable de répondre pleinement aux attentes placées en elle, et qui poursuit, depuis 1966, une interminable quête d’un nouveau titre majeur.

### L'ère Thomas Tuchel (depuis 2025)
Le 16 octobre 2024, l'allemand Thomas Tuchel est nommé sélectionneur,.

## Tenue, emblèmes, symboles de l'équipe d'Angleterre

### Équipementiers
L'équipementier actuel de l'équipe d'Angleterre est Nike, qui a racheté Umbro le 23 octobre 2007. L'équipementier américain qui conçoit les maillots utilise la marque anglaise pour la confection et la distribution ; c'est le sigle de cette dernière qui figure également sur le maillot. Les premiers équipementiers de l'équipe sont Umbro, Hope Brothers et St.Blaize dont les tenues sont utilisées entre 1949 et 1952, l'équipe n'ayant pas équipementier attitré pour les matchs joués avant cette date. Umbro reste l'équipementier le plus fréquent puisqu'il a fourni seul les tenues de l'équipe d'Angleterre pendant trois périodes distinctes, entre 1952 et 1960, entre 1965 et 1974 et entre 1984 et 2009, à ce titre il était l'équipementier de l'équipe d'Angleterre lors de la campagne victorieuse en coupe du monde 1966,. Entre ces périodes où Umbro équipait l'équipe, Bukta, entre 1960 et 1965 et Admiral entre 1974 et 1983 ont également équipé le onze anglais. À la suite de la vente de Umbro, Nike devient l'équipementier officiel de l'équipe d'Angleterre jusqu'au 31 juillet 2018.

### Tenues

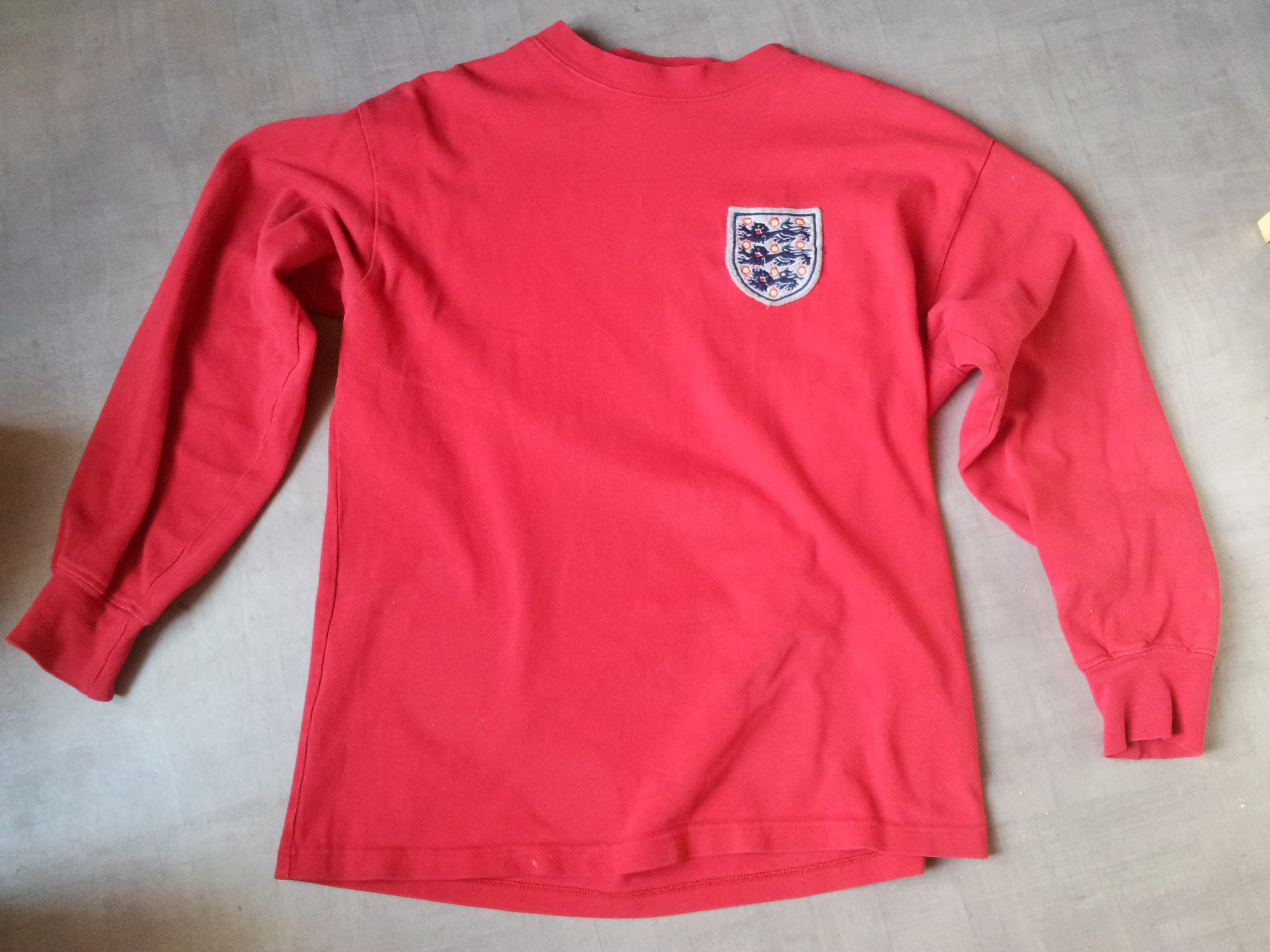
Maillot anglais lors de la finale de la Coupe du monde 1966.

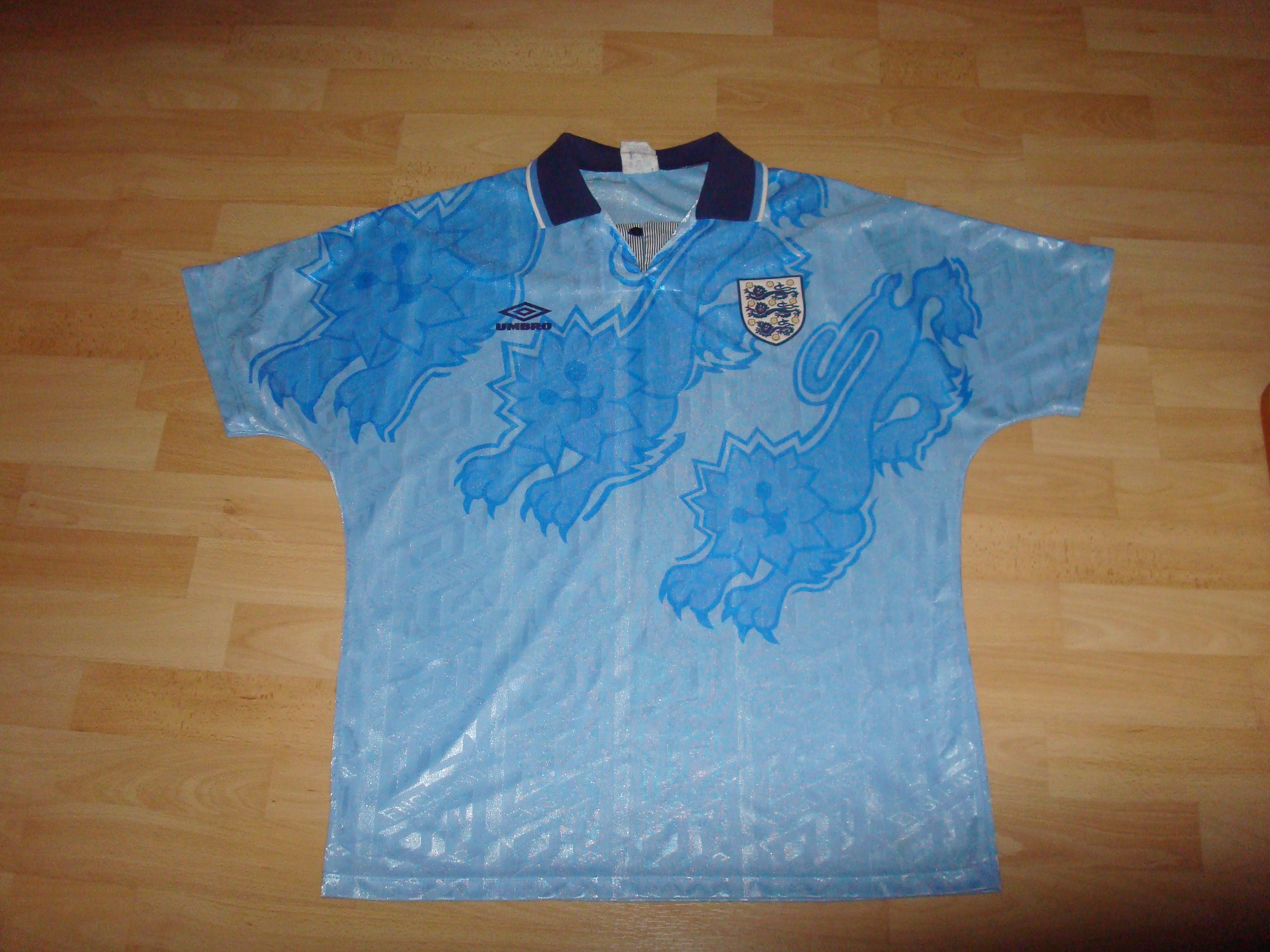
Troisième maillot de l'équipe d'Angleterre en 1992.

Blason depuis 1979, avec supports et cimier

Les couleurs traditionnelles des tenues de l'équipe d'Angleterre à domicile sont formées des maillots blancs, des shorts bleus et des bas blancs. Depuis 2001, l'équipe a périodiquement porté des shorts blancs au cours des matchs à domicile. L'équipe d'Angleterre a régulièrement changé le design et les couleurs de ses maillots, ainsi depuis 1966, elle a porté plus de 45 maillots différents. Depuis 2005, David Blanch est le concepteur principal des tenues de l'équipe d'Angleterre.
Le 28 mars 2009, Umbro a fourni une tenue entièrement blanche reprenant un design plus ancien, qui est porté la première fois lors d'une victoire 4–0 lors d'un match amical contre la Slovaquie à Wembley. Cette tenue remplace les traditionnels shorts bleu marine par des shorts blancs. Les traditionnels shorts bleu marine sont de nouveau utilisés, le 10 octobre 2009 lors de la défaite 1–0 contre l'Ukraine.
Les couleurs de la tenue extérieure de l'équipe d'Angleterre sont constituées de maillots rouges, de shorts blancs et de bas rouges, cette tenue extérieure n'a pas été nécessaire avant que l'équipe d'Angleterre ne rencontre des équipes en dehors du Royaume-Uni. De 1945 à 1952, l'Angleterre porte une tenue extérieure entièrement bleue. En 1996, le maillot extérieur de l'Angleterre est changé pour une tenue comprenant des maillots, des shorts et des bas gris. Cette tenue est portée contre la Bulgarie, l'Allemagne et la Géorgie mais l'abandon du traditionnel rouge se révèle impopulaire parmi les supporters et depuis lors la tenue extérieure est restée rouge. Cette tenue extérieure est parfois utilisée pour les matchs à domicile.
L'Angleterre a également parfois eu recours à un troisième maillot. Lors de la coupe du monde 1970, l'Angleterre utilise une troisième tenue avec des maillots, des shorts et des bas bleu clair contre la Tchécoslovaquie. En 1973, l'équipe utilise une tenue similaire à celle du Brésil, avec un maillot jaune et un short bleu, qui est portée contre la Tchécoslovaquie, la Pologne et l'Italie. Entre 1986 et 1992 l'Angleterre utilise plusieurs tenues,,, au maillot bleu pâle, rarement portées en match.
Les tenues utilisées par les gardiens de l'équipe d'Angleterre ont également connu une grande variété. À l'origine le gardien Anglais portait un maillot jaune ou bien un maillot bleu. Plus récemment d'autres couleurs ont été utilisées comprenant entre autres des modèles multicolores,.
| Premier maillot (depuis 1870) |

| Variante blanche |

| Maillot extérieur rouge (depuis les années 30) |

| Maillot bleu roi (années 30 et 1959) |

| 3e maillot or (1973) |

| 3e tenue bleu pâle (1970-1993) |

| Maillot bleu indigo/gris (1996) |

### Hymne
Contrairement au pays de Galles ou à l'Écosse, l'Angleterre n'a pas d'hymne national unanimement reconnu qui lui soit propre. L'équipe d'Angleterre de football utilise par défaut l'hymne national du Royaume-Uni, God Save the King.

### Blason
Le blason de l'équipe d'Angleterre et de la fédération anglaise de football est constitué de l'association d'une variante des Armoiries de l'Angleterre et de roses des Tudor. Dès le premier match international entre l'Angleterre et l'Écosse, en 1872, les joueurs de l'équipe d'Angleterre utilisent un maillot où figure un blason représentant leur nation. Le blason est alors composé par une reprise des armoiries de l'Angleterre remontant à Richard Ier d'Angleterre avec une variation de couleur. Au champ de gueules avec trois léopards d'or armés d'azur se substitue un champ d'Argent avec trois léopards d'azur armés de gueules surmonté d'une couronne d'azur et de gueules. Le blason est modifié au début du siècle, le bouclier et la couronne sont réduits, les léopards rendus plus droits et réalistes et des couronnes de gueules placés sur chacun des léopards. En 1949, la Fédération décide d'adopter un nouveau blason réalisé par le College of Arms afin qu'il se distingue de celui de l'équipe de cricket qui partageait jusqu'alors le même blason. Le nouveau blason reprend les trois léopards d'azur sur champ d'argent, mais les léopards sont redessinés et armés de gueules, les couronnes que portent les léopards sont également supprimées. Le changement le plus notable reste l'introduction d'un nouveau symbole de l'Angleterre puisque dix roses Tudor sont disposées sur le champ, entre les léopards. Ce blason connaît quelques légères variations depuis son origine touchant les teintes de couleurs, le design des léopards, des roses ainsi que les éléments périphériques au blason lui-même comme la présence ou non du terme England au-dessus du blason et la mention du match joué dans un encadré en dessous du blason.

Blason d'origine 1872 - 1900
Blason de 1900 à 1949
Blason depuis 1949: D'argent à trois lions d'azur armés et lampassés de gueules posés l'un sur l'autre accompagnés de 10 roses du même ordonnées 3,3,3 et 1.

## Joueurs

### Joueurs importants

#### Jusqu'aux années 1940
L’évolution du football explique une certaine disparité entre la notion de joueurs importants entre les origines de l’équipe d’Angleterre et la période actuelle. Au début des matchs internationaux, l’équipe d’Angleterre joue moins de matchs que de nos jours, ces oppositions se font d’abord avec l’équipe d'Écosse, puis sont élargies aux autres nations britanniques. Dans ces conditions, l’émergence de joueurs importants est rendue plus difficile. De plus, le système de sélection par la fédération plutôt que par un sélectionneur tend à une moindre reconduction des joueurs match après match. Les transports moins développés et le statut encore amateur du sport empêche également les joueurs de pouvoir participer à tous les matchs de l’équipe, de longs transports étant incompatibles avec leurs occupations professionnelles. Enfin, seule la presse écrite relate les matchs tout en n'y accordant qu’une place peu importante, le sport ne s’étant pas alors encore imposé comme sujet journalistique.

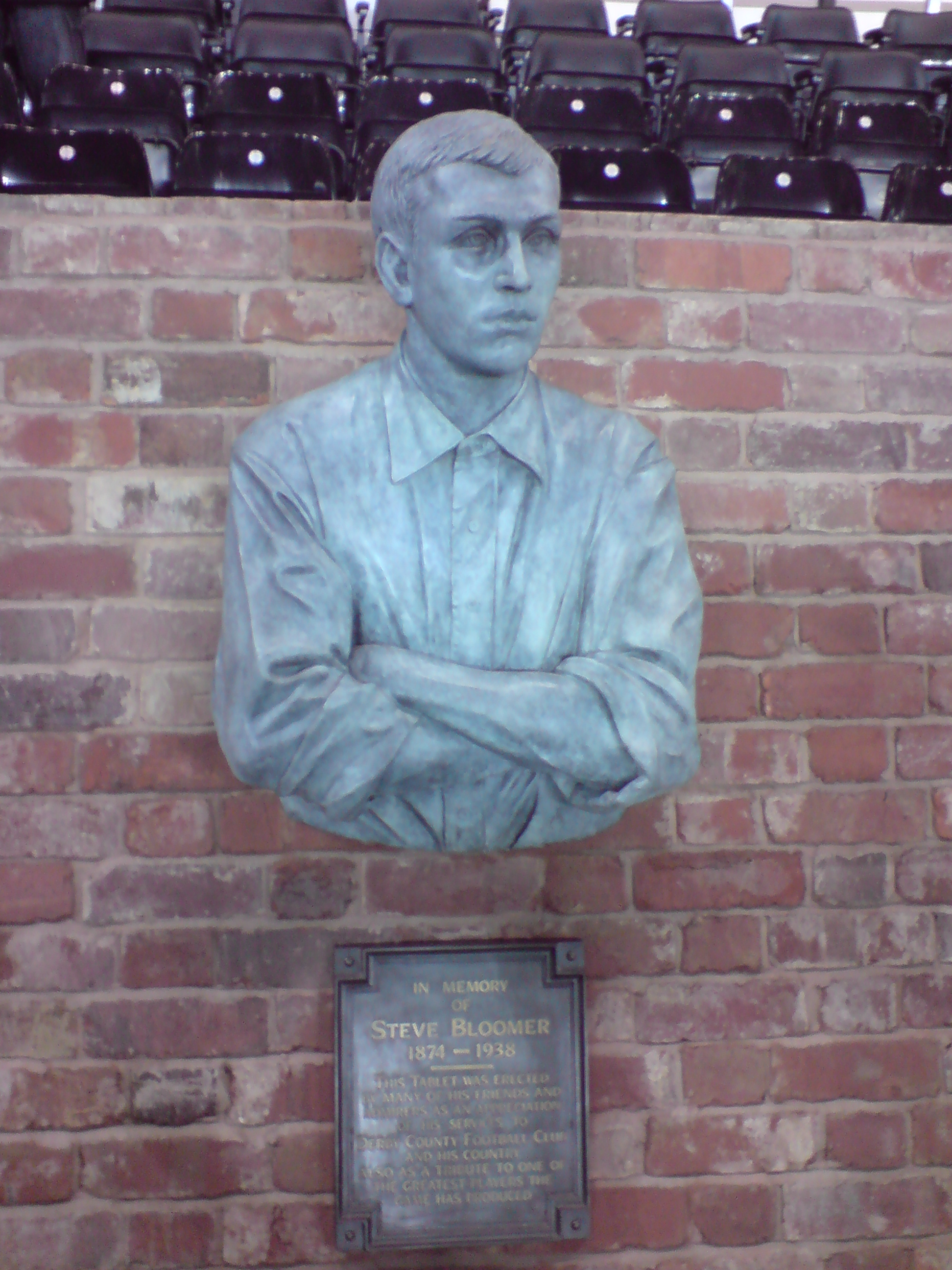
Steve Bloomer, International anglais dès le XIXe siècle

Lors d'un des premiers matchs officiels William Kenyon-Slaney entre à la fois dans l'histoire de l'équipe d'Angleterre et du football en général, le 8 mars 1873, face à l'Écosse, dès la première minute du second match de l'équipe d'Angleterre, il devient et le premier buteur de l'équipe d'Angleterre et de l'histoire du football international. Les premiers éléments clefs de l’équipe d’Angleterre sont à la fin du XIXe siècle, Norman Bailey, un défenseur central qui est le premier joueur anglais à honorer plus de dix sélections, finissant sa carrière avec un total de 19 sélections et Tinsley Lindley, attaquant qui inscrit 14 buts en 13 sélections. Steve Bloomer est un attaquant qui marque 28 buts en 23 sélections entre 1895 et 1907.
Entre le début du XIXe siècle et la Première Guerre mondiale, Bob Crompton, défenseur au Blackburn Rovers est sélectionné 41 fois entre 1902 et 1914. Un de ses partenaires réguliers en équipe d’Angleterre est Billy Wedlock, joueur des Bristol Rovers, qui occupe le poste de défenseur de 1907 à 1914 pour un total de 26 sélections. Vivian John Woodward, attaquant joue 23 fois pour l’Angleterre entre 1903 et 1911 et marque 29 buts, son nombre de buts constituera un record jusqu’aux années 1950. Jesse Pennington occupe quant à lui, le poste d’arrière gauche entre 1907 et 1920 pour un total de 25 sélections, sa carrière internationale se situant de part et d’autre de la guerre.
Dans l’entre-deux-guerres, Roy Goodall défenseur de Huddersfield Town est sélectionné 25 fois entre 1926 et 1933, au cours de cette période il tient la fonction de capitaine 12 fois. Dixie Dean, détenteur du record de buts en une saison en championnat d’Angleterre avec 60 buts en 1927-1928 occupe la pointe de l’attaque de l’équipe anglaise entre 1927 et 1932 avec un total de 16 sélections et 18 buts. Le défenseur Ernie Blenkinsop porte 26 fois le maillot de l’équipe d’Angleterre entre 1928 et 1933. Le premier gardien de but régulièrement appelé en équipe d’Angleterre est Harry Hibbs qui garde les cages anglaises entre 1929 et 1936 au cours de 25 sélections. L’ailier droit Sammy Crooks joue 26 fois pour l’équipe d’Angleterre pour 7 buts entre 1930 et 1936. Eddie Hapgood occupe le poste d’arrière gauche entre 1933 et 1939 au cours de 30 sélections.
Stanley Matthews qui commence sa carrière internationale dès 1934 occupe le poste d'ailier droit de l'équipe d'Angleterre jusqu'en 1957. Sa longévité exceptionnelle en fait un des joueurs phares de l'équipe d'Angleterre sur trois décennies de part et d'autre de la Seconde Guerre mondiale, il joue 54 matchs et marque 11 buts, à l'âge de 41 ans, en 1956, il remporte le premier Ballon d'or de l'histoire. Tommy Lawton joue également de part et d'autre de la guerre pour l'équipe d'Angleterre dont il occupe le poste d'attaquant entre 1938 et 1948, jouant 23 fois en équipe nationale pour un total de 22 buts. Les premiers joueurs importants qui se révèlent après la guerre sont Wilf Mannion et Neil Franklin. Mannion, joue en attaque entre 1946 et 1951, il joue 25 matchs pour l'équipe d'Angleterre et marque 11 buts. Franklin joue au poste de défenseur, il participe à 27 matchs avec l'équipe d'Angleterre mais est définitivement écarté après son refus de jouer la coupe du monde 1950. Stan Mortensen effectue sa carrière en équipe d'Angleterre au poste d'attaquant, il joue 25 matchs et marque 23 buts entre 1947 et 1953.

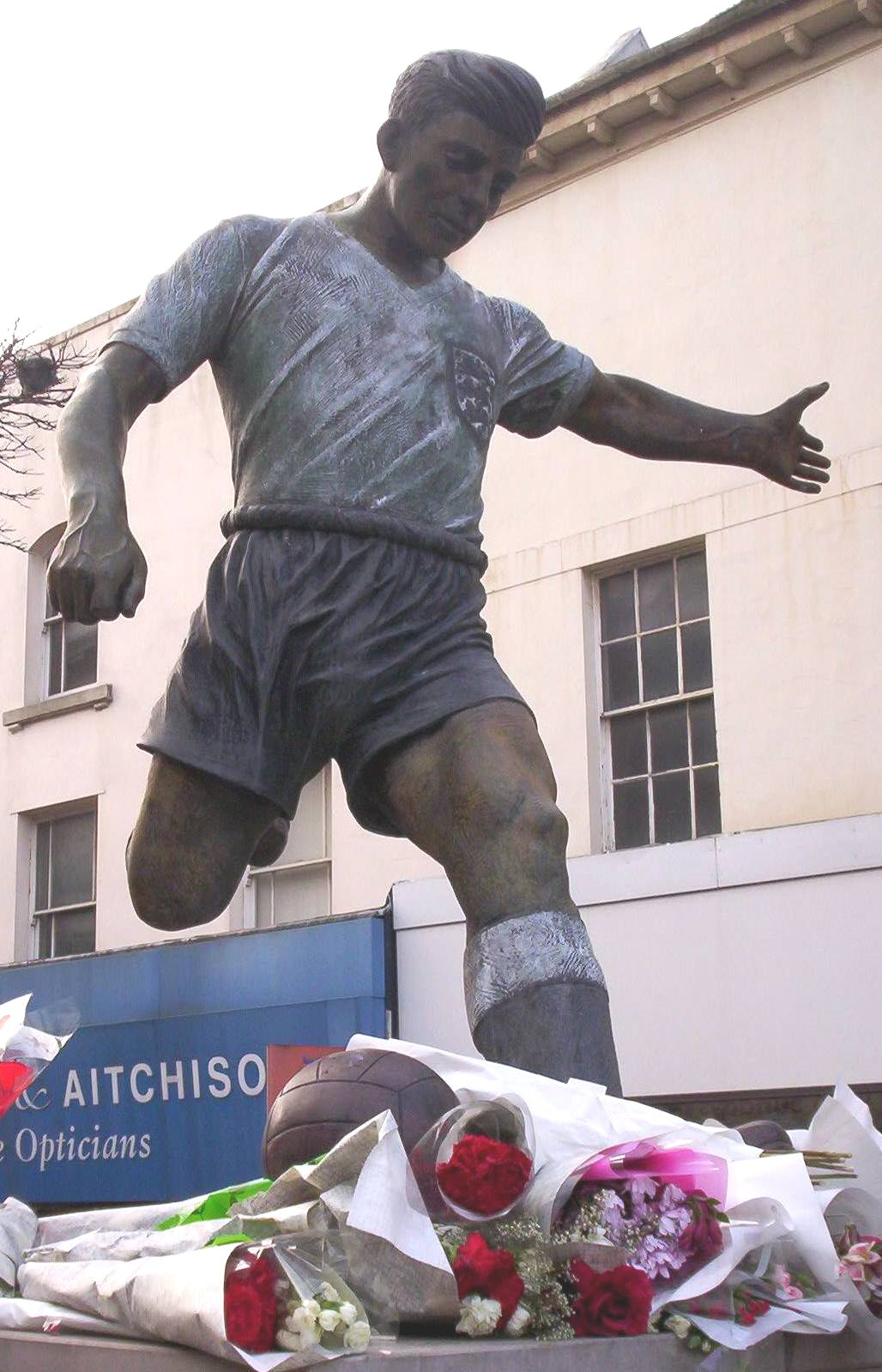
Duncan Edwards, joueur international des années 1950, mort prématurément

#### Années 1950 et 1960
La Coupe du monde 1950 marque l'entrée de l'Angleterre au sein des grandes compétitions internationales, ce changement va permettre d'accroître le nombre de matchs de l'équipe d'Angleterre et en conséquence accroître l'importance des joueurs de l'équipe. Outre Mannion qui participe, en fin de carrière à la coupe du monde 1950 et Stanley Matthews qui sera une pièce très importante de l'équipe d'Angleterre durant plus de la moitié de la décennie, les années 1950 marquent l'éclosion de nouveaux joueurs qui se mettent en valeur sous le maillot anglais. Bert Williams et Gil Merrick avec respectivement 24 sélections entre 1949 et 1955 et 23 sélections entre 1951 et 1954 se partagent le poste de gardien de but toute la première partie de la décennie. Billy Wright, un défenseur qui est international depuis 1946 est le capitaine de l'équipe tout au long des années 1950, terminant sa carrière avec un record de 105 sélections, la dernière obtenue en 1959. Bien qu'ils aient commencé leur carrière internationale lors de la précédente décennie Alf Ramsey, Tom Finney et Jimmy Dickinson restent emblématiques des joueurs des années 1950. Ramsey, inscrit trois buts en 32 sélections au poste d'arrière gauche entre 1948 et 1954. Finney joue 76 matchs au poste d'attaquant et inscrit 30 buts entre 1946 et 1958. Jimmy Dickisnson qui joue milieu de terrain effectue 48 matchs sous le maillot de l'équipe d'Angleterre entre 1949 et 1956. Nat Lofthouse avec 30 buts en 33 sélections entre 1951 et 1959 reste une figure essentielle de l'attaque de l'équipe d'Angleterre tout au long de la décennie. Johnny Haynes marque la seconde partie des années 1950 en jouant 56 matchs, inscrivant 18 buts au poste de milieu offensif entre 1954 et 1962. La fin des années 1950 est marquée par Ronnie Clayton un milieu de terrain qui obtient 35 sélections entre 1955 et 1960. Entre 1955 et 1958, un autre milieu de terrain Duncan Edwards obtient 18 sélections et marque 5 buts, considéré comme le joueur le plus talentueux de l'équipe d'Angleterre il décède à l'âge de 21 ans dans le crash aérien de Munich.

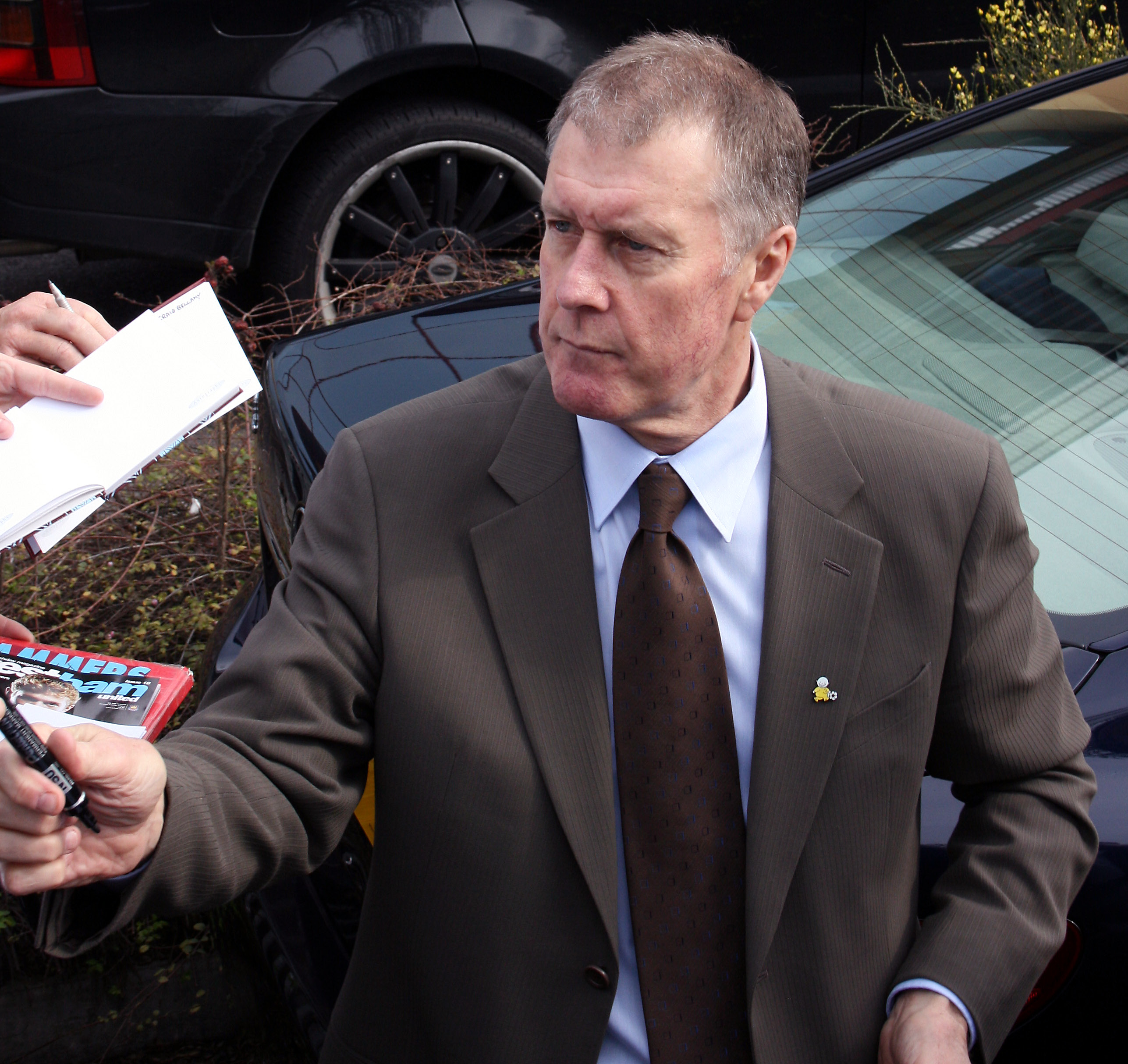
Geoff Hurst, auteur d'un triplé lors de la finale de la coupe du monde 1966

Bryan Douglas est un joueur important de l'équipe d'Angleterre de la fin des années 1950 et du début des années 1960, ailier droit, il obtient 36 sélections et marque 11 buts pour l'équipe d'Angleterre. La décennie reste marquée par la coupe du monde 1966 organisée en Angleterre et remportée par l'équipe d'Angleterre. Du fait que cette victoire reste l'unique victoire de l'équipe lors d'un tournoi majeur, les joueurs de cette époque restent les icônes de la réussite du football anglais depuis lors. Ron Springett participe, mais comme remplaçant, au tournoi, avec 33 sélections entre 1959 et 1966, il est le gardien titulaire de l'équipe toute la première moitié de la décennie. Jimmy Greaves quant à lui est bien titulaire au début de cette coupe du monde, mais ne réussissant pas à marquer le moindre but lors des 3 premiers matchs, il assiste comme remplaçant au reste de la compétition, avec 44 buts en 57 sélections entre 1959 et 1967 il reste une figure incontournable de l'attaque de l'équipe d'Angleterre de la décennie. L'équipe victorieuse de la coupe du monde voit ses cages gardées par Gordon Banks, qui obtient 63 sélections entre 1963 et 1972 et est considéré comme un des tout meilleurs gardiens de l'histoire du football. La défense centrale est composée de Jack Charlton, 35 sélections et 6 buts entre 1965 et 1970 et Bobby Moore, 108 sélections et 2 buts entre 1961 et 1973 qui avec 90 matchs comme capitaine est également le recordman du nombre de capitanats avec Billy Wright en équipe d'Angleterre. Norman Hunter, 28 sélections et 2 buts entre 1966 et 1975 et Nobby Stiles, 28 sélections et 1 but entre 1958 et 1970 constituent les joueurs remplaçants de cette défense centrale, mais peuvent tous deux évoluer au poste de milieu de terrain défensif, Stiles effectuera la plupart des matchs à ce poste tandis qu'Hunter ne sera pas utilisé lors du tournoi. Les postes d'arrières latéraux sont dévolus à George Cohen, 37 sélections entre 1964 et 1967 sur le côté droit et Ray Wilson, 60 sélections entre 1960 et 1968 sur le côté gauche. Jimmy Armfield, 43 sélections entre 1959 et 1966, élu meilleur arrière droit de la coupe du monde 1962, est le remplaçant de George Cohen mais ne participe à aucun match. Alan Ball, 72 sélections entre 1965 et 1975 constitue avec Ron Flowers, 49 sélections et 10 buts entre 1955 et 1966 le milieu de terrain, mais tandis que Ball jouera 4 matchs lors de la coupe du monde, Flowers ne participera à aucun match. Les postes de milieux offensifs sont quant à eux occupés par Martin Peters, 67 sélections, 20 buts entre 1966 et 1974 et Bobby Charlton, 106 sélections et 49 buts entre 1958 et 1970, vainqueur du ballon d'or 1966 et considéré comme le meilleur joueur de l'histoire du football anglais. L'attaque est principalement menée par Roger Hunt, 34 matchs et 18 buts entre 1962 et 1969 et Geoffrey Hurst, 49 matchs pour 24 buts entre 1966 et 1972 qui remplace Jimmy Greaves après les 3 premiers matchs. Brian Labone, défenseur central, 26 sélections entre 1962 et 1970 s'affirmera à la fin de la décennie tout comme Keith Newton, 27 sélections entre 1966 et 1970, qui joue au poste d'arrière latéral indifféremment à droite ou à gauche. Alan Mullery, 35 sélections entre 1964 et 1971 s'imposera également au milieu de terrain lors des dernières années de la décennie.

#### Années 1970 et 1980

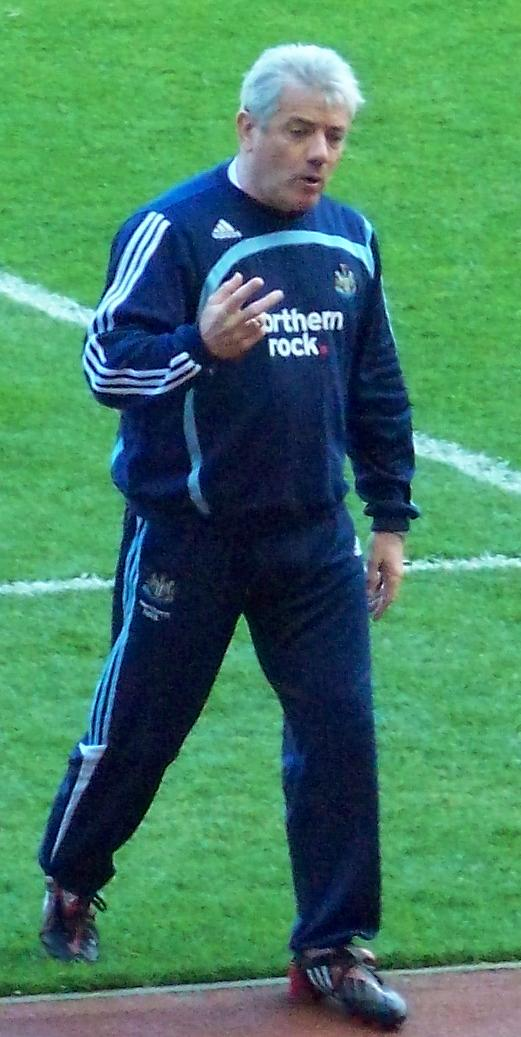
Kevin Keegan, attaquant international dans les années 1970

Les années 1970 voient les champions du monde 1966 passer la main à des joueurs plus jeunes, la décennie est marquée par le manque de réussite de l'équipe d'Angleterre qui ne réussit pas à se qualifier pour la coupe du monde 1974 ni pour celle de 1978, de même la sélection anglaise échoue à se qualifier pour l'Euro 1976. Cette période peu réussie de l'équipe d'Angleterre n'empêche pas l'émergence de joueurs de talent au sein de la sélection. Les gardiens titulaires au cours des années 1970 en équipe d'Angleterre sont alternativement Ray Clemence, 61 sélections entre 1972 et 1984 et Peter Shilton, 125 sélections entre 1970 et 1990 qui sera également le titulaire du poste tout au long des années 1980 et établira le record actuel du nombre de sélections pour l'Angleterre. Les postes d'arrières latéraux sont principalement tenus par Mick Mills, 42 sélections entre 1973 et 1983 sur le côté gauche et Phil Neal sur le côté droit avec 50 sélections, la seconde moitié de la décennie, entre 1976 et 1983. La défense centrale est occupée par Emlyn Hughes, le capitaine de Liverpool, 62 sélections entre 1969 et 1980. Hugues est associé au début de la décennie aux joueurs de Derby County, ou bien Roy McFarland, 28 sélections entre 1971 et 1977 ou bien Colin Todd, 27 sélections entre 1972 et 1977. En fin de décennie Hugues est plus associé à Trevor Cherry, 27 sélections entre 1976 et 1980. Au cours des années 1970, les milieux de terrain les plus régulièrement alignés en équipe d'Angleterre sont David Watson, 65 sélections et 4 buts entre 1974 et 1982, Colin Bell, 48 sélections et 9 buts entre 1968 et 1975, Terry McDermott, 25 sélections et 3 buts entre 1976 et 1982 et Trevor Brooking, 47 sélections et 5 buts entre 1974 et 1982. Les joueurs d'attaque sont principalement Mick Channon, 46 sélections et 21 buts entre 1972 et 1977 et Kevin Keegan, double ballon d'or 1978 et 1979, 63 sélections et 21 buts entre 1973 et 1982.

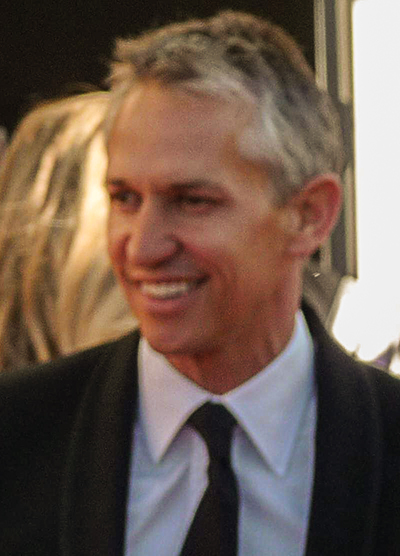
Gary Lineker, buteur international dans les années 1980

La coupe du monde 1982, constitue un tournant dans l'histoire de l'équipe d'Angleterre, puisqu'elle voit associer certains joueurs des années 1970, n'ayant participé à aucune grande compétition internationale auparavant et de nouveaux talents. Le poste de gardien de but reste occupé dans les années 1980 par Peter Shilton seul, après la retraite internationale de Ray Clemence en 1984. Le poste de défenseur central est occupé pendant toute la décennie par Terry Butcher, 77 sélections entre 1980 et 1990, ses partenaires en défense sont Terry Fenwick, 20 sélections entre 1984 et 1988 et Mark Wright, 45 sélections entre 1984 et 1996 par la suite. Le poste d'arrière latéral est occupé par Kenny Sansom, 86 sélections entre 1979 et 1988, à gauche, et Viv Anderson, premier joueur noir en équipe d'Angleterre, 30 sélections entre 1978 et 1988 ou Gary Stevens, 46 sélections entre 1985 et 1991, à droite. Le milieu de terrain voit jouer principalement Bryan Robson, 90 sélections et 26 buts entre 1980 et 1991, associé à Trevor Francis, 52 sélections et 12 buts entre 1976 et 1986, Ray Wilkins, 83 sélections entre 1976 et 1986, Glenn Hoddle, 53 sélections entre 1979 et 1988 ou Trevor Steven, 36 sélections entre 1985 et 1992. Les années 1980 marquent aussi le retour d'ailiers en équipe d'Angleterre à un jeu avec John Barnes, 79 sélections, 11 buts entre 1983 et 1995 sur le côté gauche et Steve Coppell, 42 sélections, 7 buts entre 1977 et 1983 au début de la décennie puis Chris Waddle, 62 sélections et 6 buts entre 1985 et 1991 sur le côté droit. L'attaque est principalement menée par Gary Lineker, 80 sélections et 48 buts entre 1984 et 1992, meilleur buteur de la coupe du monde 1986. D'autres attaquants comme Tony Woodcock, 42 sélections et 16 buts entre 1978 et 1986, Paul Mariner, 35 sélections et 13 buts entre 1977 et 1985, Peter Beardsley, 56 sélections entre 1986 et 1996 ou Mark Hateley, 32 sélections et 8 buts entre 1984 et 1992 sont régulièrement alignés en équipe d'Angleterre au poste d'attaquant.

#### Depuis les années 1990

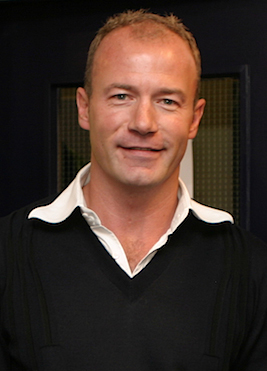
Alan Shearer, attaquant international dans les années 1990

Les titulaires des années 1980, prennent majoritairement leur retraite ou bien après la coupe du monde 1990 ou bien après l'Euro 1992. Le poste de gardien de but occupé depuis 20 ans par Peter Shilton est d'abord tenu par Chris Woods, 43 sélections entre 1985 et 1993 longtemps son remplaçant au cours des années 1980. David Seaman, 75 sélections entre 1988 et 2002 s'impose ultérieurement comme le meilleur gardien anglais. La défense centrale comprend outre Mark Wright qui prend sa retraite en 1996, Des Walker, 59 sélections entre 1988 et 1993 puis Tony Adams, 66 sélections entre 1987 et 2000 et Martin Keown, 43 sélections entre 1992 et 2002. Gareth Southgate, 57 sélections entre 1995 et 2004 joue un rôle important la seconde moitié de la décennie et la première partie de la suivante. Sol Campbell, 73 sélections entre 1996 et 2007 assurera le poste à la fin de la décennie et pendant une bonne part des années 2000. Le poste de latéral gauche est longtemps occupé par Stuart Pearce, 78 sélections entre 1987 et 1999, Graeme Le Saux, 36 sélections entre 1994 et 2000 prenant de plus en plus souvent sa place en fin de décennie. Gary Neville, 85 sélections entre 1995 et 2007 reste titulaire au poste d'arrière droit toute la seconde moitié de la décennie et au cours d'une bonne part des années 2000. Le poste de milieu de terrain défensif est occupé par Paul Ince, 53 sélections entre 1992 et 2000, qui sera le premier joueur noir capitaine de l'équipe d'Angleterre. David Batty, 42 sélections entre 1991 et 2002 constitue son principal partenaire à ce poste au cours de cette période. Les milieux offensifs jouant un rôle important pour l'équipe d'Angleterre dès le début de la décennie sont David Platt, 62 sélections et 27 buts entre 1989 et 1996 ainsi que Paul Gascoigne, 57 sélections et 10 buts entre 1988 et 1998. subséquemment l'éclosion du talent de Darren Anderton, 30 sélections et 7 buts entre 1994 et 2001 et de Steve McManaman, 37 sélections entre 1994 et 2001 vont leur assurer une place régulière dans l'équipe. David Beckham, 115 sélections et 17 buts depuis 1996, recordman du nombre de sélections pour un joueur de champ s'imposera plus tard dans l'équipe pour près de 15 ans. Pour les postes d'attaque la sélection s'appuiera successivement sur Ian Wright, 33 sélections et 9 buts entre 1991 et 1998, Alan Shearer, 63 sélections et 30 buts entre 1992 et 2000, Teddy Sheringham, 51 sélections et 11 buts entre 1993 et 2002 et Robbie Fowler, 26 sélections et 7 buts entre 1996 et 2002.

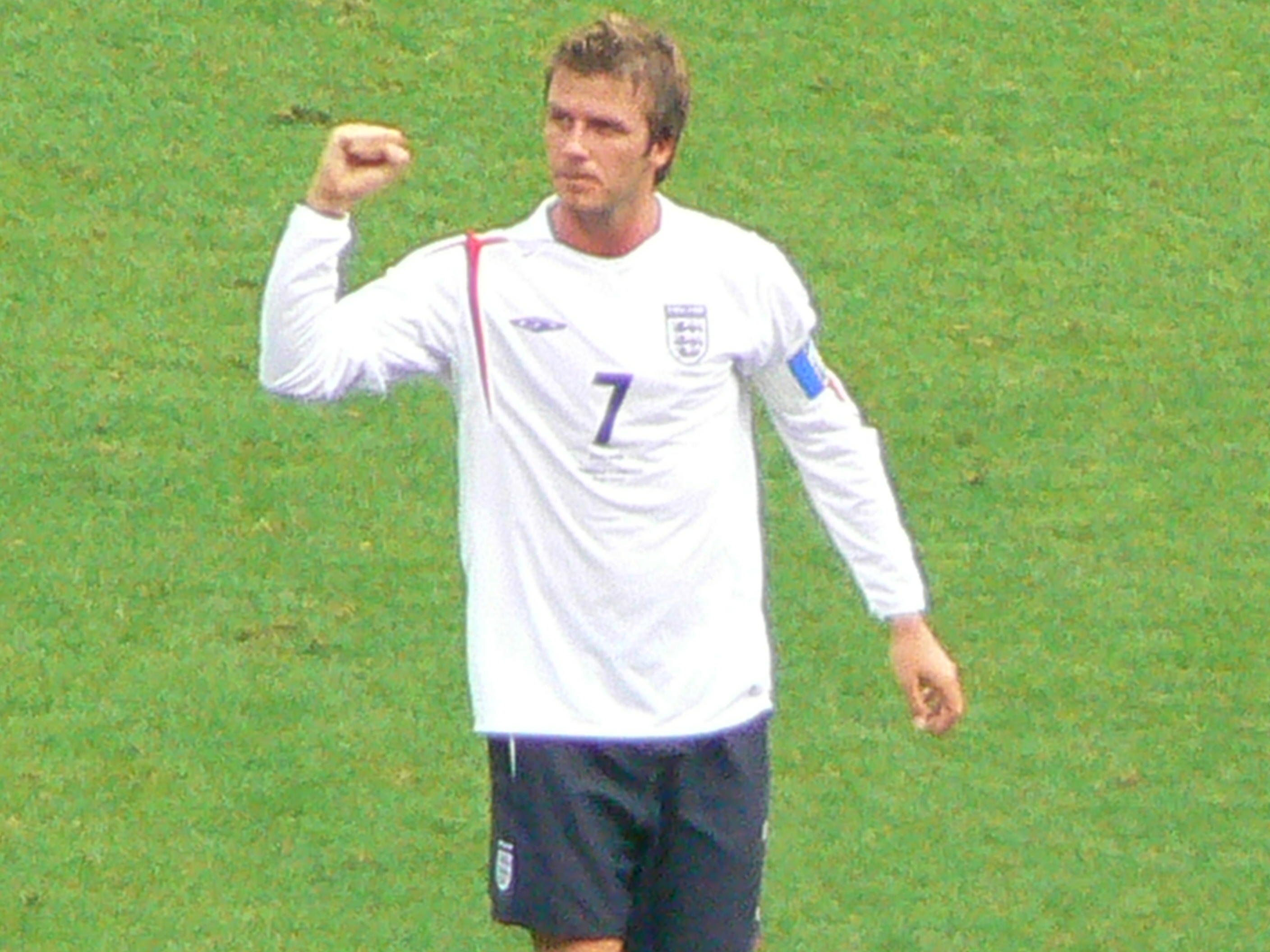
David Beckham, milieu de terrain international des années 1990 et 2000

Outre David Beckham, Gary Neville et Sol Campbell titulaire depuis le milieu des années 1990, les années 2000 vont permettre à de nouveaux joueurs de se distinguer en équipe d'Angleterre. Au poste de gardien de but, David James, 53 sélections de 1997 à 2010 et Paul Robinson, 41 sélections depuis 2003 constituent les premiers choix de gardien. En défense centrale Jamie Carragher, 34 sélections entre 1999 et 2007, Rio Ferdinand, 81 sélections entre 1997 et 2011 et John Terry, 78 sélections entre 2003 et 2012 sont les nouveaux éléments les plus souvent appelés. Ashley Cole, 98 sélections depuis 2001 s'impose au poste d'arrière gauche. Au milieu de terrain, les milieux défensifs Nicky Butt, 39 sélections entre 1997 et 2004 et Owen Hargreaves, 42 sélections entre 2001 et 2008 font régulièrement partie de l'équipe. Le milieu relayeur Steven Gerrard, 98 sélections, 19 buts depuis 2000 s'impose également. Les milieux offensifs Paul Scholes, 66 sélections et 14 buts entre 1997 et 2004, Frank Lampard, 93 sélections et 26 buts depuis 1999 et Joe Cole, 56 sélections et 10 buts entre 2001 et 2010 tiennent aussi une place importante. En ce qui concerne l'attaque, c'est surtout Wayne Rooney, 106 sélections et 49 buts depuis 2003 et Darren Bent qui s'imposent. Emile Heskey avec 62 sélections de 1999 à 2010 et Peter Crouch, 42 sélections et 22 buts depuis 2005 sont les éléments qui leur sont le plus souvent associés en attaque.

### Records individuels
| Rang | Joueur         | Sélections | Période   |
| ---- | -------------- | ---------- | --------- |
| 1    | Peter Shilton  | 125        | 1970-1990 |
| 2    | Wayne Rooney   | 120        | 2003-2018 |
| 3    | David Beckham  | 115        | 1996-2009 |
| 4    | Steven Gerrard | 114        | 2000-2014 |
| 5    | Bobby Moore    | 108        | 1962-1973 |
| 6    | Ashley Cole    | 107        | 2001-2014 |
| 7    | Harry Kane     | 107        | 2015-     |
| 8    | Bobby Charlton | 106        | 1958-1970 |
| 8    | Frank Lampard  | 106        | 1999-2014 |
| 9    | Billy Wright   | 105        | 1946-1959 |

| Rang | Nom             | Buts | Période   |
| ---- | --------------- | ---- | --------- |
| 1    | Harry Kane      | 73   | 2015-     |
| 2    | Wayne Rooney    | 53   | 2003-2018 |
| 3    | Bobby Charlton  | 49   | 1958-1970 |
| 4    | Gary Lineker    | 48   | 1984-1992 |
| 5    | Jimmy Greaves   | 44   | 1959-1967 |
| 6    | Michael Owen    | 40   | 1998-2008 |
| 7    | Nat Lofthouse   | 30   | 1950-1958 |
| 7    | Alan Shearer    | 30   | 1992-2000 |
| 7    | Tom Finney      | 30   | 1946-1958 |
| 10   | Vivian Woodward | 29   | 1903-1911 |
| 10   | Frank Lampard   | 29   | 1999-2014 |

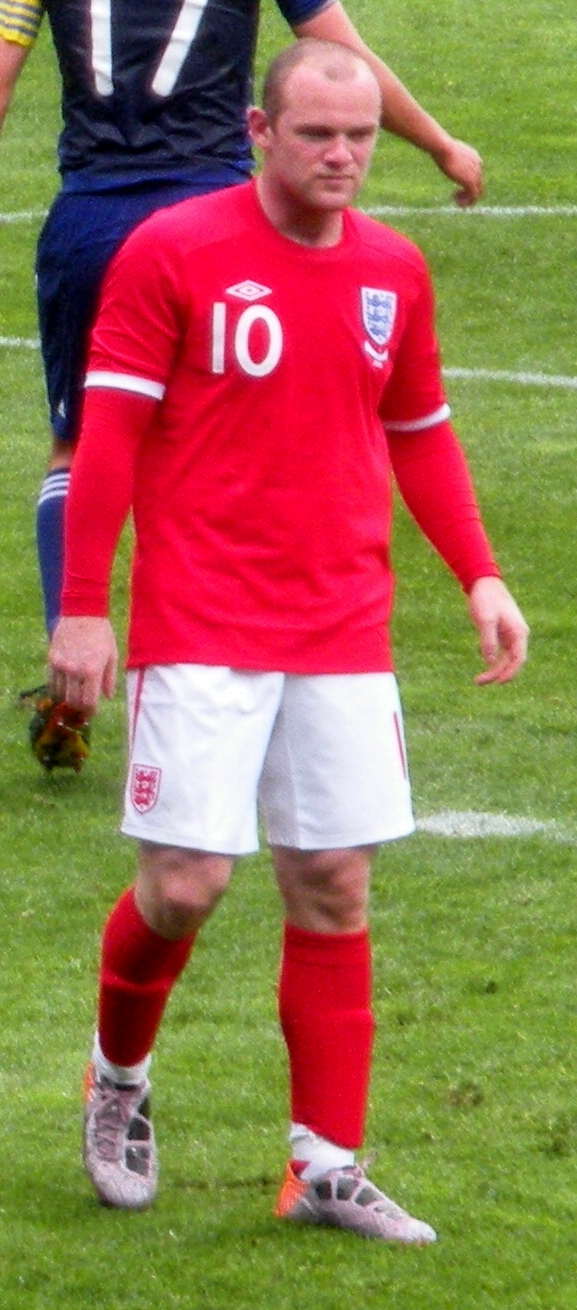
Wayne Rooney, 2e meilleur buteur de l'histoire de la sélection et joueur de champs le plus capé.

Mis à jour le 7 juin 2025. Les joueurs en gras sont encore en activité.

### Capitaines

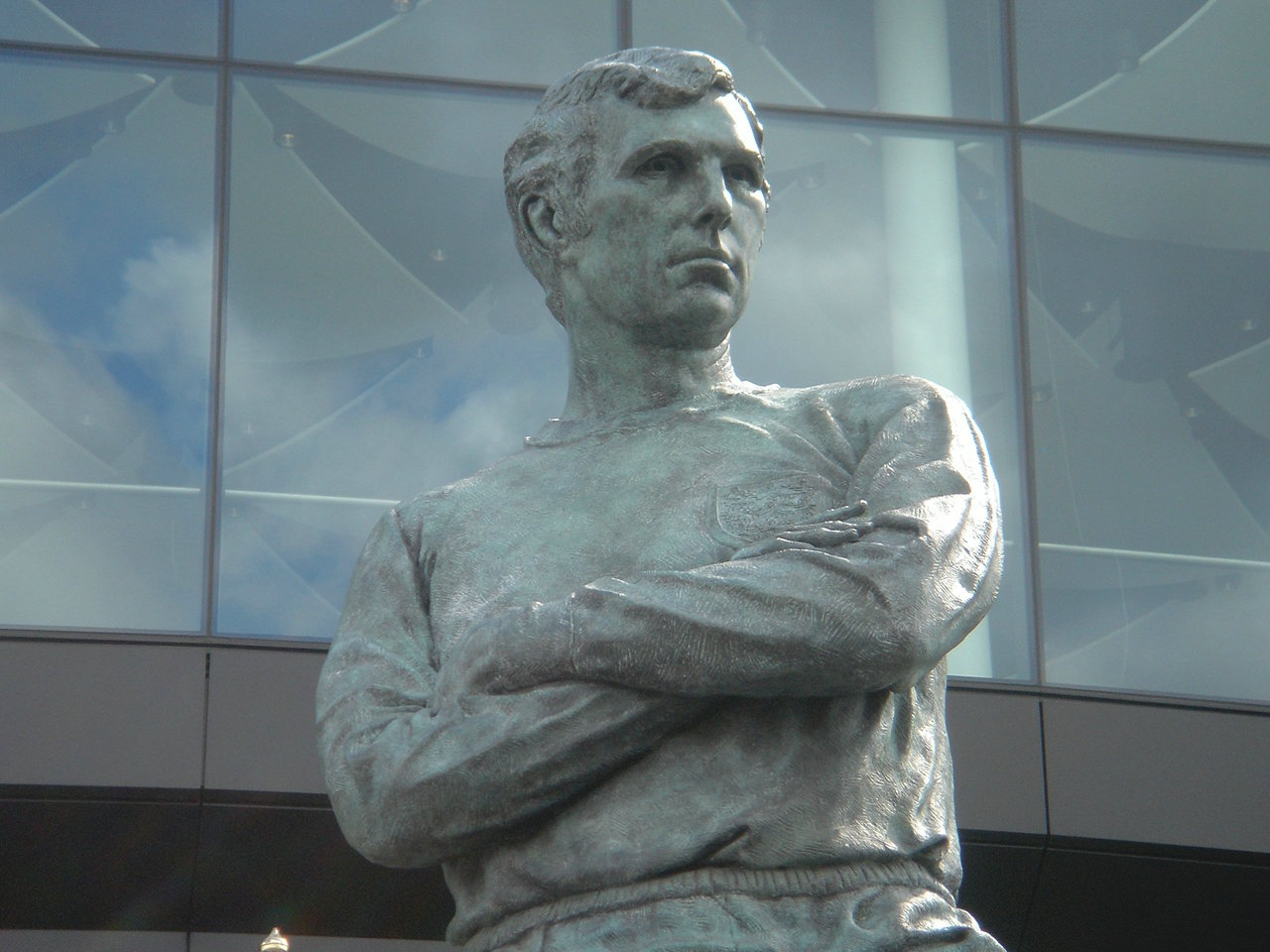
Statue de Bobby Moore, codétenteur du record de capitanat

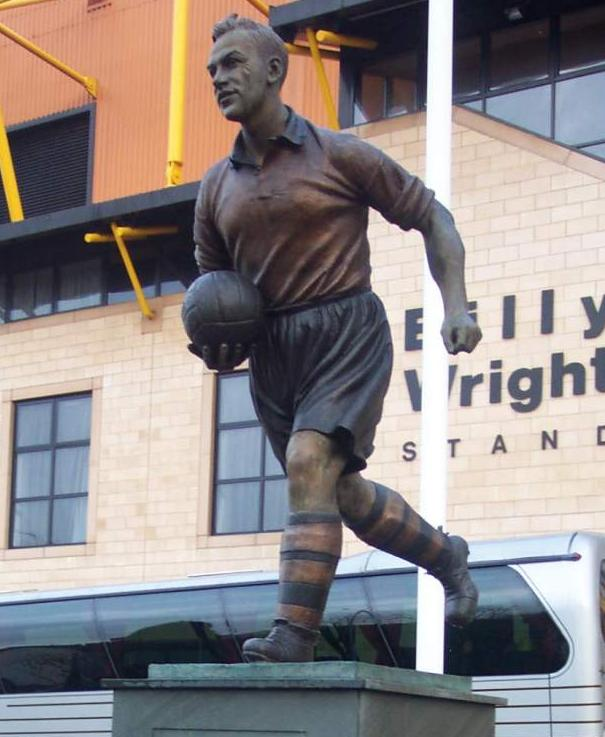
Statue de Billy Wright, codétenteur du record de capitanat

Depuis 1872 et le premier match international, l'Angleterre a eu 108 capitaines. Les joueurs ayant été le plus souvent capitaines de l'Angleterre sont Billy Wright et Bobby Moore qui ont porté 90 fois le brassard de capitaine, ce qui constitue le record mondial. Les autres joueurs ayant été le plus souvent capitaines de l'équipe d'Angleterre sont Bryan Robson (65 fois capitaine), David Beckham (59 fois), Alan Shearer (34 fois) et Kevin Keegan (31 fois). Avant la Seconde Guerre mondiale, les joueurs ayant été le plus souvent capitaines sont Bob Crompton (22 fois), Eddie Hapgood (21 fois) et Norman Bailey (15 fois). Le rôle de capitaine a également été accordé à certains joueurs, à titre exceptionnel pour des événements marquants de leur carrière internationale, Bobby Charlton est ainsi le capitaine de l'équipe d'Angleterre lors de sa 100e sélection, David Seaman est quant à lui capitaine lors de sa 50e sélection. À la suite de l'affaire Terry, le nouveau sélectionneur Roy Hodgson a nommé Steven Gerrard comme capitaine. Après la retraite de celui-ci en 2014, Wayne Rooney a été nommé. Harry Kane est aujourd'hui capitaine de cette équipe.

### Clubs et championnats de provenance des joueurs
L’essentiel des joueurs utilisés en équipe d’Angleterre proviennent de club du championnat anglais. En effet, ce championnat est non seulement le plus ancien du monde mais également un des plus compétitifs et rémunérateurs tout au long de son histoire, de ce fait les joueurs Anglais ont moins tendance à chercher une équipe étrangère. Les clubs anglais ayant fourni le plus de joueurs à l’équipe d’Angleterre sont par ordre d’importance : Aston Villa avec 64 joueurs fournis, Tottenham Hotspur (59), Everton et Arsenal (57), Liverpool (56), Manchester United (54), Blackburn (46), Sheffield Wednesday ainsi que West Bromwich Albion (41) et Chelsea (40).
Le second championnat dont proviennent les joueurs de l’équipe d’Angleterre est celui d'Écosse. Les Glasgow Rangers ont fourni 7 membres des Three Lions tandis que le Celtic et Hibernian ont un rôle plus anecdotique avec un seul joueur chacun.
En dehors de la Grande-Bretagne, quelques clubs parmi les meilleurs championnats européens ont également fourni des joueurs à l’équipe d’Angleterre. Le Real Madrid et le Milan AC, avec 4 joueurs sont les clubs continentaux ayant fourni le plus grand nombre de joueurs à l’équipe d’Angleterre, suivent la Sampdoria avec 3 joueurs, l’AS Bari, l’Inter Milan, l’AS Monaco et l’Olympique de Marseille avec 2 joueurs et le FC Barcelone, le Bayern Munich, Hambourg SV, la Juventus, la Lazio de Rome, 1. FC Cologne et le Werder Brême avec 1 joueur chacun.

### Minorités visibles

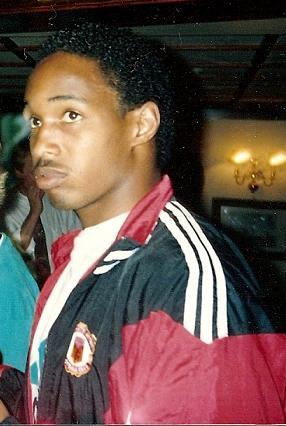
Paul Ince, premier capitaine noir

Le premier joueur non-blanc à être appelé en équipe d'Angleterre est Jack Leslie, attaquant de Plymouth Argyle dans les années 1920, Leslie voit cependant sa sélection annulée par la fédération lorsque celle-ci réalise qu'il s'agit d'un homme noir. Au cours de la Seconde Guerre mondiale Frank Soo est le premier joueur d'origine asiatique jouant pour l'équipe d'Angleterre, il ne participe cependant qu'à des matchs en période de guerre qui ne sont pas considérés comme de véritables sélections en équipe d'Angleterre. Il faut attendre le 29 novembre 1978 pour que Ron Greenwood sélectionne Viv Anderson qui devient le premier joueur noir à porter le maillot de l'équipe nationale anglaise lors d'un match contre la Tchécoslovaquie. Depuis cette date, un peu moins d'un quart des internationaux anglais qui ont débuté étaient des joueurs noirs ce qui représente 59 joueurs au total. Cinq joueurs noirs ont également été capitaines de l'équipe d'Angleterre, il s'agit de Paul Ince, Sol Campbell, Rio Ferdinand, Ashley Cole et Chris Smalling.

### Joueurs ayant porté le maillot d'une autre nation
Au début des années 1960, la FIFA interdit à un joueur ayant porté le maillot d'une équipe nationale d'être sélectionné par une autre équipe. Avant cette interdiction, il était possible de jouer pour plusieurs équipes nationales consécutivement. Concernant les joueurs de l'équipe d'Angleterre, 4 joueurs ont joué non seulement pour l'équipe d'Angleterre, mais aussi pour une autre équipe nationale. Jack Reynolds, 7 sélections et 3 buts entre 1892 et 1897 avait auparavant porté le maillot irlandais et avait même marqué son unique but sous ces couleurs contre l'Angleterre. John Hawley Edwards, une sélection en 1874 porte postérieurement le maillot du Pays de Galles en 1876. Robert Evans, 4 sélections et un but entre 1911 et 1912 porte entre 1906 et 1910 le maillot gallois. Plus récemment, Ken Armstrong, membre de l'équipe d'Angleterre pour la coupe du monde 1954, 1 sélection en 1955 émigre en Nouvelle-Zélande en 1957 et porte le maillot de ce pays entre 1958 et 1962.

## Encadrement technique

### Sélectionneurs

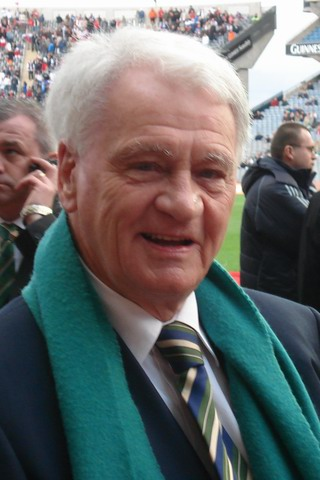
Bobby Robson, sélectionneur de l'équipe entre 1982 et 1990.

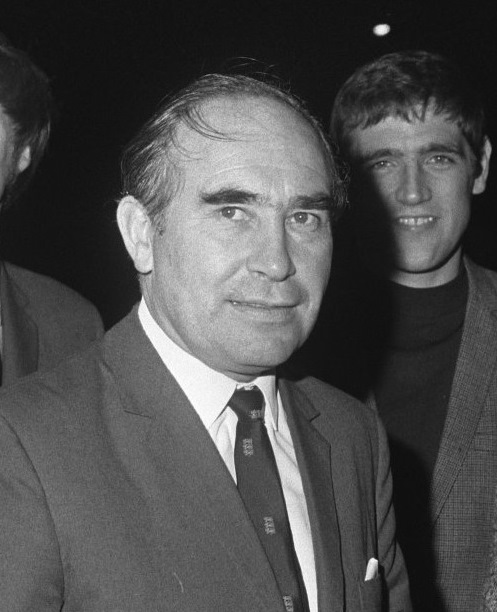
Alf Ramsey, seul sélectionneur à remporter un titre avec les Three lions.

Le poste de sélectionneur de l’équipe d’Angleterre de football est créé en mai 1947 lors de l'engagement de Walter Winterbottom,. Avant cette date l'équipe d'Angleterre est composée par l'International Selection Committee, un procédé permettant à la fédération anglaise de choisir pour chaque match des entraîneurs et des formateurs du championnat pour préparer l'équipe, mais de garder les décisions importantes aux mains du comité. Une défaite 1-0 contre la Suisse force Stanley Rous, secrétaire de la fédération, à promouvoir Winterbottom du poste de directeur national de l'entraînement à celui de sélectionneur,.
Vingt hommes ont occupé ce poste depuis sa création ; cinq de ces sélectionneurs n'ont occupé le poste que dans une fonction d'intérim : Joe Mercer (7 matchs), Howard Wilkinson (2 matchs), Peter Taylor et Stuart Pearce (1 match chacun) ainsi que Gareth Southgate en 2016. Winterbottom garde le poste pendant la plus longue période jusqu'à présent ; 16 ans d'un seul bloc qui comprennent quatre participations à la Coupe du monde et un total de 139 matchs. Alf Ramsey est le seul sélectionneur à gagner un titre majeur, remportant la coupe du monde 1966 avec une équipe sans ailiers. Aucun autre manager n'a emmené l'équipe au-delà d'une demi-finale d'une grande compétition. L'entraîneur suédois Sven-Göran Eriksson devient le premier sélectionneur étranger de l'équipe en 2001, ce qui provoqua beaucoup de réticences
, ; il conduit l'équipe à disputer trois quarts de finale consécutifs lors de tournois majeurs. Le sélectionneur Roy Hodgson remplace l'Italien Fabio Capello 2012 après la démission de celui-ci. Il conduit l'équipe à se qualifier pour la coupe du monde 2014. Hodgson démissionne à la suite de l'élimination de l'Angleterre en huitièmes de finale de l'Euro 2016 face à l'Islande (1-2).

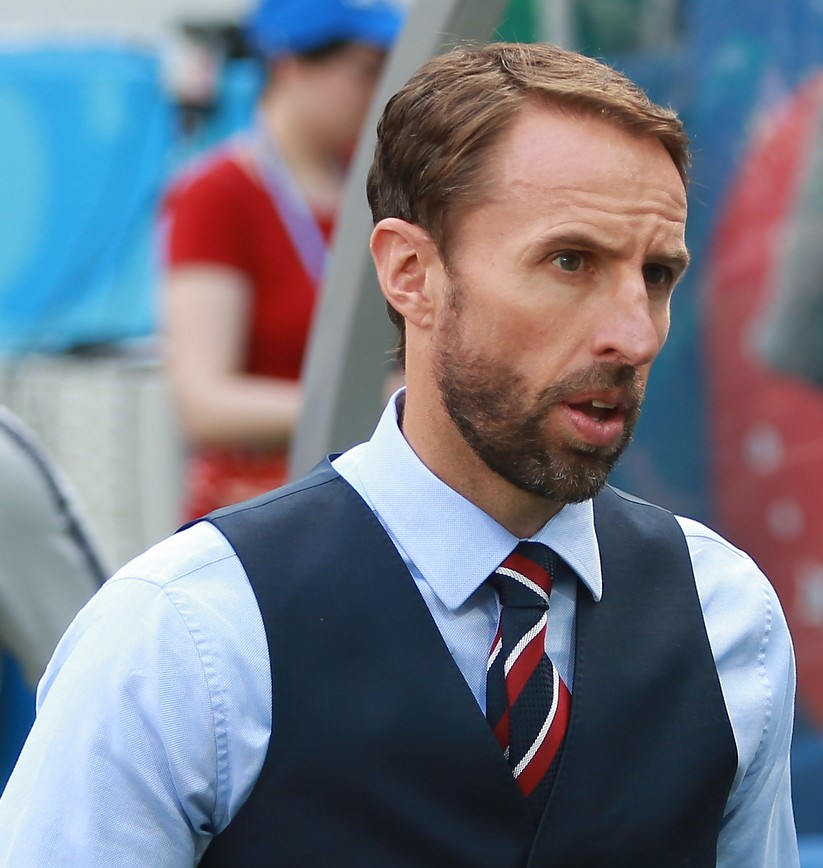
Gareth Southgate, sélectionneur de 2016 à 2024.

Sam Allardyce qui lui succède ne reste en poste que durant un match : à la suite d'une enquête du Daily Telegraph montrant une potentielle corruptibilité de sa part, Allardyce annonce sa démission le 27 septembre.
Le poste de sélectionneur est l'objet d'un grand intérêt de la presse, qui périodiquement fait des révélations sur la vie privée du sélectionneur en place,. Du fait de l'importance des attentes du public et des médias le poste est décrit comme « impossible », ou comparé dans son importance à celui de Premier ministre du Royaume-Uni,.
| Rang | Nom                 | Période   |
| ---- | ------------------- | --------- |
| 1    | Walter Winterbottom | 1946-1962 |
| 2    | Alf Ramsey          | 1962-1974 |
| 3    | Joe Mercer          | 1974      |
| 4    | Don Revie           | 1974-1976 |
| 5    | Ron Greenwood       | 1977-1982 |
| 6    | Bobby Robson        | 1982-1990 |
| 7    | Graham Taylor       | 1990-1993 |

| Rang | Nom                 | Période   |
| ---- | ------------------- | --------- |
| 8    | Terry Venables      | 1994-1996 |
| 9    | Glenn Hoddle        | 1996-1999 |
| 10   | Howard Wilkinson    | 1999      |
| 11   | Kevin Keegan        | 1999-2000 |
| 12   | Howard Wilkinson    | 2000      |
| 13   | Peter Taylor        | 2000      |
| 14   | Sven-Göran Eriksson | 2001-2006 |

| Rang | Nom                   | Période   |
| ---- | --------------------- | --------- |
| 15   | Steve McClaren        | 2006-2007 |
| 16   | Fabio Capello         | 2007-2012 |
| 17   | Stuart Pearce         | 2012      |
| 18   | Roy Hodgson           | 2012-2016 |
| 19   | Sam Allardyce         | 2016      |
| 20   | Gareth Southgate      | 2016-2024 |
| 21   | Lee Carsley (intérim) | 2024-2025 |
| 22   | Thomas Tuchel         | 2025      |

### Staff actuel
Après la démission d'Allardyce, Gareth Southgate, alors entraîneur de l'équipe d'Angleterre des moins de 21 ans, a été chargé temporairement de l'équipe nationale jusqu'en novembre 2016, avant de se voir confier le poste de manière permanente à la fin de cette période. Gareth Southgate a été le dernier manager de l'équipe, il a quitté ses fonctions en juillet 2024 après l'Euro 2024,. Lee Carsley, entraîneur des moins de 21 ans, a ensuite été nommé entraîneur intérimaire de l'équipe senior.
| Nom              | Fonction                                                        |
| ---------------- | --------------------------------------------------------------- |
| Lee Carsley      | Sélectionneur par intérim                                       |
| Ashley Cole      | Sélectionneur adjoint par intérim                               |
| Tim Dittmer      | Entraîneur des gardiens par intérim                             |
| Dr Mark Williams | Médecin chef de file de la performance                          |
| Simon Spencer    | Physiothérapeute en chef                                        |
| Dr Mark Williams | Médecin de l'équipe première                                    |
| Joleon Lescott   | Entraîneur par intérim                                          |
| Steve Kemp       | Chef de la performance                                          |
| Hailu Theodros   | Entraîneur de performance physique                              |
| Chris Jones      | Entraîneur de performance physique                              |
| Mike Naylor      | Nutritionniste                                                  |
| Charlotte Cowie  | Chef de la médecine de performance                              |
| Steve O'Brien    | Analyste principal de la performance                            |
| Michael Baker    | Analyste principal de la performance                            |
| Rhys Long        | Responsable de l'analyse et de la connaissance des performances |

## Infrastructures

### Les stades de l'équipe d'Angleterre

#### En dehors de Wembley

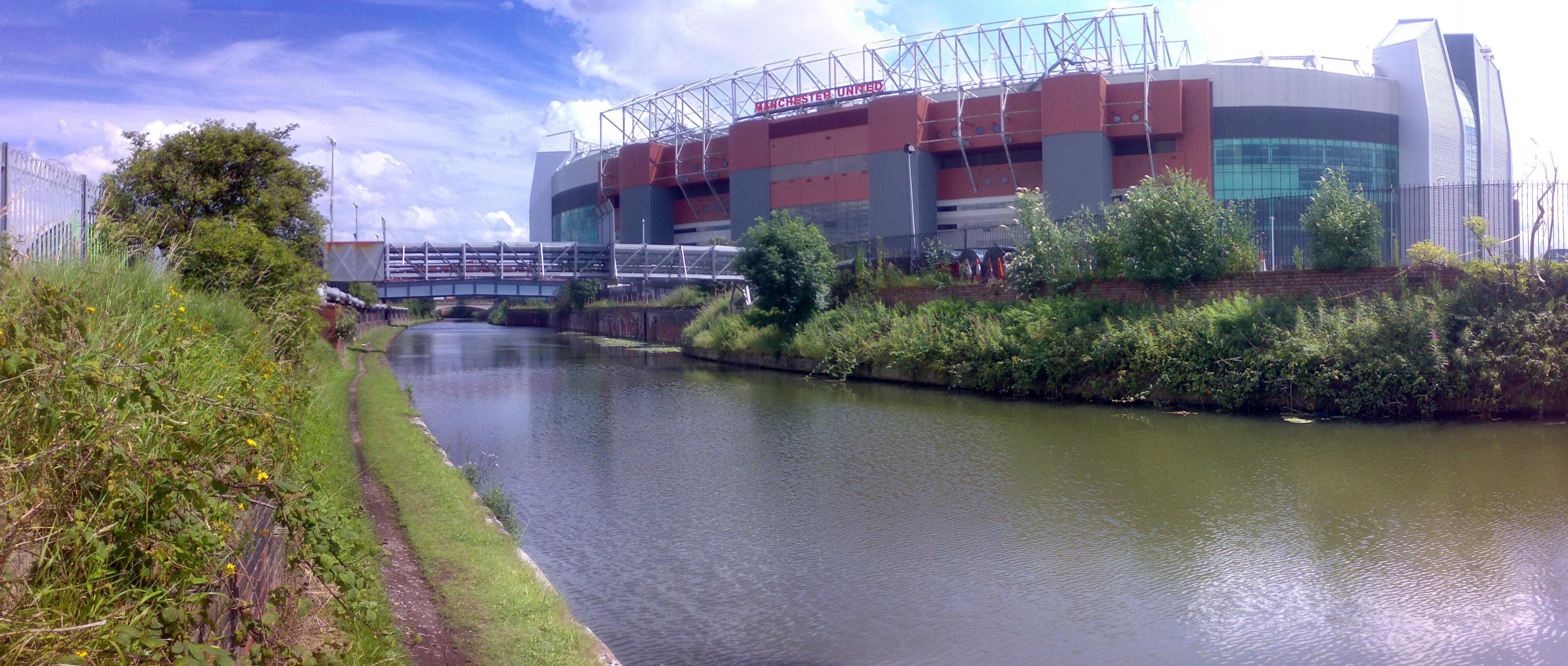
Old Trafford, stade provincial le plus utilisé

Au cours de ses 50 premières années d'existence, l'équipe d'Angleterre joue ses matchs à domicile dans des stades répartis à travers tout le pays ; pour ses premières années, elle utilise des terrains de cricket, avant d'aller plus tard jouer sur des stades de clubs de football. Au total elle joue 387 matchs à domicile, l'ancien Wembley Stadium est utilisé à 223 reprises faisant de lui le stade historique de l'équipe d'Angleterre. Parmi les stades les plus utilisées on retrouve les stades de Londres, en dehors de Wembley pour 40 matchs, ceux de Manchester pour 22 matchs faisant de cette ville la ville provinciale ayant le plus reçu de matchs, Liverpool voit se tenir 21 matchs, le nouveau Wembley Stadium utilisé à 17 reprises depuis sa construction, puis les stades de la ville de Birmingham qui accueillent 10 matchs, les autres matchs se tiennent dans divers autres stades situés en Angleterre. À l'extérieur de Londres, le stade le plus souvent utilisé est Old Trafford avec 17 matchs, il est particulièrement utilisé lors de la période située entre la destruction de l'ancien stade de Wembley et la construction du nouveau. Historiquement, le stade de Goodison Park avec 12 matchs est resté longtemps un stade d'accueil de l'équipe en dehors de Londres, mais n'a plus accueilli une seule rencontre depuis 1973.

#### Stade de Wembley

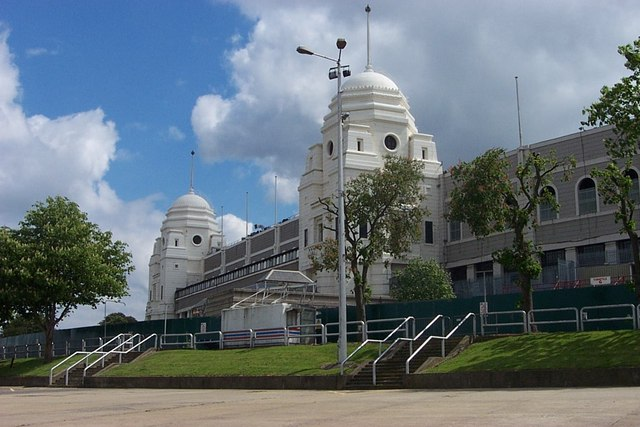
Ancien Stade de Wembley

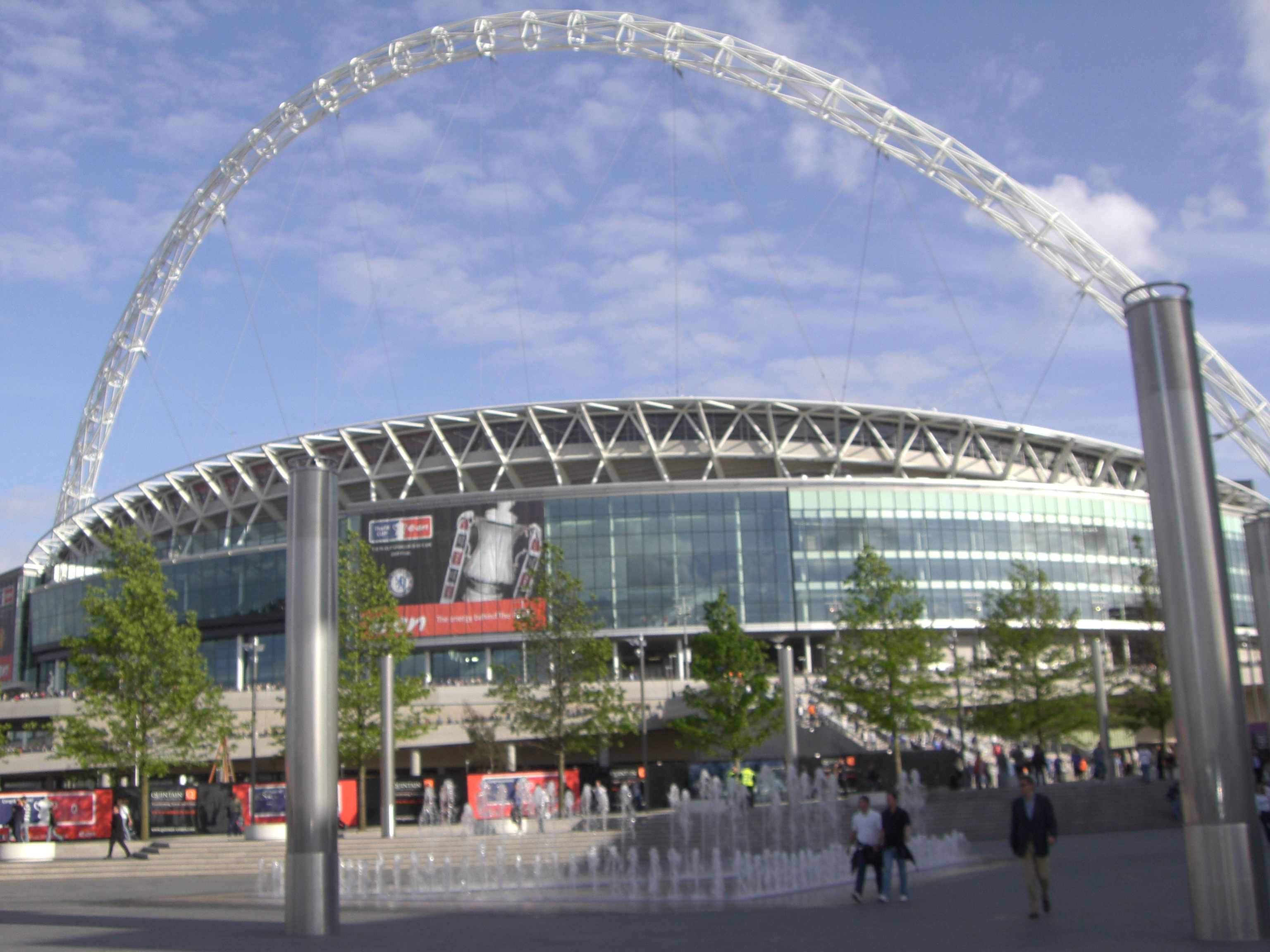
Stade de Wembley actuel

Le Wembley Stadium est un stade de football, construit à Wembley qui forme la partie nord du district de Brent, banlieue du nord-ouest de Londres. Il est la propriété de la Fédération d'Angleterre de football qui le détient à travers la Wembley National Stadium Limited. Sa fonction première est de recevoir les matchs à domicile de l'équipe d'Angleterre ainsi que les finales des principales compétitions anglaises.
L'équipe d'Angleterre inaugure le Wembley Stadium par un match qui l'oppose à l'Écosse en 1924. Pendant les 27 ans qui suivent, Wembley n'est utilisé que pour les matchs opposant l'Angleterre à l'Écosse. Le stade est fermé en 2000 après une confrontation avec l'Allemagne, perdue par l'Angleterre. Le nouveau Wembley Stadium comprenant 90 000 places assises a couté 800 millions £, et accueille son premier match international, un match nul 1-1 opposant l'Angleterre et le Brésil, le 1er juin 2007, avec l'ancien capitaine de la formation anglaise David Beckham qui fait une passe décisive au nouveau capitaine de l'équipe John Terry pour le premier but de l'Angleterre dans son nouveau stade résidant.

### Centre de préparation de l'équipe
L'équipe d'Angleterre possède avec le St George's Park National Football Centre (en) d'un centre d'entraînement spécifique, ouvert en 2012. Il s'inspire alors du Centre technique national Fernand-Sastre de la France et du centre d'entrainement de Coverciano (it) de l'Italie.
Géré par la Fédération d'Angleterre de football, ce centre d'entraînement est consacré uniquement au football en Angleterre, pour toutes les équipes d'Angleterre - des moins de 16 ans à l'équipe nationale - de façon à devenir le point névralgique de la fédération anglaise et la formation des jeunes joueurs. Il est situé à Byrkley Lodge, entre Burton upon Trent et Lichfield dans Staffordshire, sur le terrain de Burton, acheté par la fédération en 2001.
Le président du projet en construction est David Sheepshanks. Les travaux, lancés en 2001, sont interrompus en 2004, la fédération concentrant ses moyens financiers sur la construction du nouveau Wembley Stadium. Au début 2008, les plans ont été repris, Trevor Brooking demandant que le projet soit achevé d'ici à 2010, en précisant que sans la NFC « le travail de sélectionneur de l'Angleterre sera d'autant plus difficile ». Il est finalement inauguré en 2012.
Le NFC est doté notamment d'un terrain d'intérieur, de bureaux pour les experts techniques de la fédération, d'hébergement pour 300 personnes, d'installations relatives aux sciences du sport et à la médecine, ainsi que 12 terrains d'entraînement du meilleur niveau en herbe et en surfaces synthétiques. La League Managers Association s'est engagée à faire du nouveau centre son futur siège.

## Résultats de l'équipe d'Angleterre

### Palmarès
Le tableau suivant liste le palmarès de l’équipe d'Angleterre de football dans les différentes compétitions internationales officielles.
| Coupe du monde                                                                         | Tournois internationaux |
| -------------------------------------------------------------------------------------- | --- |
| - Coupe du monde (16 participations) : - Vainqueur en 1966 - Quatrième en 1990 et 2018 | - Championnat d'Europe (11 participations à la phase finale) - Finaliste en 2020 et 2024 - Demi-finale en 1968 (3e place), 1996 - Ligue des nations - Troisième en 2019 - British Home Championship (90 participations) - Vainqueur : 54 victoires (dont 20 titres partagés) |
|                                                                                        | |

La sélection anglaise ne participe pas à l'épreuve de football des Jeux olympiques, car la nation anglaise y est représentée, de même que les autres nations qui constituent le Royaume-Uni, par l'équipe de Grande-Bretagne. Cette équipe a remporté la médaille d'or à deux reprises en 1908 et 1912.

### Parcours dans les compétitions internationales
| Année | Position         |      | Année               | Position |                       | Année | Position |
| 1930  | Non inscrite     | 1974 | Non qualifiée       | 2010     | Huitièmes de finale   |       |          |
| 1934  | Non inscrite     | 1978 | Non qualifiée       | 2014     | 1er tour              |       |          |
| 1938  | Non inscrite     | 1982 | 2e tour             | 2018     | Demi-finale (4e)      |       |          |
| 1950  | 1er tour         | 1986 | Quarts de finale    | 2022     | Quarts de finale      |       |          |
| 1954  | Quarts de finale | 1990 | Demi-finale (4e)    | 2026     | Éliminatoire en cours |       |          |
| 1958  | 1er tour         | 1994 | Non qualifiée       | 2030     | À venir               |       |          |
| 1962  | Quarts de finale | 1998 | Huitièmes de finale | 2034     | À venir               |       |          |
| 1966  | Vainqueur        | 2002 | Quarts de finale    |          |                       |       |          |
| 1970  | Quarts de finale | 2006 | Quarts de finale    |          |                       |       |          |

#### Parcours en Coupe du monde
L'Angleterre remporte la Coupe du monde en 1966 pour la première et unique fois. Aux Coupes du monde 1990 et 2018, elle termine à la 4e place. À sept reprises, en 1954, 1962, 1970, 1986, 2002, 2006 et 2022, elle atteint les quarts de finale. C'est également le stade qu'elle atteint en 1982 lorsqu'elle sort pourtant invaincue du tournoi (trois victoires, deux nuls), échouant en phase de poule du second tour aux portes des demi-finales. Lors des éditions 1998 et 2010, l'Angleterre est éliminée en huitième de finale. Elle est éliminée trois fois au premier tour (en phase de poule, mais à des niveaux différents), en 1950 (deuxième de poule équivalent quart de finale), 1958 (huitième de finale) et 2014 (seizième de finale). L'Angleterre refuse de participer aux trois premières éditions du tournoi entre 1930 et 1938, allant même jusqu'à rejeter une ultime main tendue de la FIFA qui lui offrait pourtant sans conditions la place de l'Autriche contrainte de déclarer forfait pour la phase finale de la Coupe du monde 1938 à cause de l'Anschluss ! Pour les coupes du monde se déroulant en 1974, 1978 et 1994, l'Angleterre ne réussit pas à se qualifier. Elle participe donc à 16 éditions sur 22 pour un résultat de trente-deux victoires, vingt-deux nuls et vingt défaites en soixante-quatorze matchs en phase finale.

#### Parcours en championnat d'Europe
| Année | Position          |      | Année             | Position |                     | Année | Position |
| 1960  | Non inscrite      | 1988 | 1er tour          | 2016     | Huitièmes de finale |       |          |
| 1964  | Tour préliminaire | 1992 | 1er tour          | 2020     | Finaliste           |       |          |
| 1968  | Demi-finale (3e)  | 1996 | Demi-finales      | 2024     | Finaliste           |       |          |
| 1972  | Quarts de finale  | 2000 | 1er tour          | 2028     | À venir             |       |          |
| 1976  | Tour préliminaire | 2004 | Quarts de finale  | 2032     | À venir             |       |          |
| 1980  | 1er tour          | 2008 | Tour préliminaire |          |                     |       |          |
| 1984  | Tour préliminaire | 2012 | Quarts de finale  |          |                     |       |          |

L'Angleterre obtient ses meilleurs résultats en championnat d'Europe en 2021 et 2024 lorsqu'elle atteint 2 fois consécutivement la finale, tandis qu'en 1968 et en 1996 elle atteint deux fois la demi-finale. Si en 1968, l'Angleterre obtient la 3e place grâce à une victoire sur l'Union soviétique 2-0,, en 1996, il n'y a en revanche pas de match pour départager les deux demi-finalistes malheureux. L'équipe anglaise est éliminée au niveau des quarts de finale en 1972 (hors phase finale), en 1980, 1988 et 1992 (groupe 1er tour), et en 2004 et 2012. Elle échoue deux fois au niveau des huitièmes de finale, en 2000 (groupe 1er tour) et en 2016. L'Angleterre ne s'est pas inscrite pour la première édition de 1960. Pour les championnats d'Europe se déroulant en 1964, 1976, 1984 et 2008, l'aventure anglaise s'arrête au tour préliminaire. L'Angleterre a finalement participé à 16 éditions sur 17 dont 11 présences en phase finale, pour un résultat de 18 victoires, 16 nuls et 11 défaites lors des 45 matchs de phase finale.

#### Parcours en Ligue des nations de l'UEFA
| Édition   | Ligue | Phase de Groupe      | Phase de Groupe | Phase de Groupe | Phase de Groupe | Phase de Groupe | Phase de Groupe | Phase de Groupe | Phase finale | Phase finale  | Phase finale  | Phase finale  | Phase finale  | Phase finale  | Phase finale  | Phase finale  |
| Édition   | Ligue | Classement de groupe | J               | G               | N               | P               | bp              | bc              | Pays hôte    | Résultat      | J             | G             | N             | P             | bp            | bc            |
| --------- | ----- | -------------------- | --------------- | --------------- | --------------- | --------------- | --------------- | --------------- | ------------ | ------------- | ------------- | ------------- | ------------- | ------------- | ------------- | ------------- |
| 2018-2019 | A     | 1/3                  | 4               | 2               | 1               | 1               | 6               | 5               | 2019         | 3e            | 2             | 0             | 1             | 1             | 1             | 3             |
| 2020-2021 | A     | 3/4                  | 6               | 3               | 1               | 2               | 7               | 4               | 2021         | Non qualifiée | Non qualifiée | Non qualifiée | Non qualifiée | Non qualifiée | Non qualifiée | Non qualifiée |
| 2022-2023 | A     | 4/4                  | 6               | 0               | 3               | 3               | 4               | 10              | 2023         | Non qualifiée | Non qualifiée | Non qualifiée | Non qualifiée | Non qualifiée | Non qualifiée | Non qualifiée |
| 2024-2025 | B     | 1/4                  | 6               | 5               | 0               | 1               | 16              | 3               | 2025         | Inéligible    | Inéligible    | Inéligible    | Inéligible    | Inéligible    | Inéligible    | Inéligible    |
| Total     | Total | Total                | 22              | 10              | 5               | 7               | 33              | 22              | Total        | Total         | 2             | 0             | 1             | 1             | 1             | 3             |

#### Parcours aux Jeux olympiques d'été
Les règles de représentation des pays différent entre les Jeux olympiques d'été et la FIFA, l'équipe d'Angleterre n'est pas éligible pour jouer dans les compétitions de Football aux Jeux olympiques. Entre 1900 et 1972, c'est l'équipe de Grande-Bretagne olympique de football qui prend part aux qualifications et aux Jeux olympiques. De 1972 à 2012, aucune équipe britannique ne participe ni aux qualifications ni au tournoi olympique de football. Une équipe de Grande-Bretagne a participé aux Jeux olympiques de 2012 organisés à Londres et a atteint les quarts de finale.

#### Autres tournois
L'équipe d'Angleterre participe au premier tournoi international le British Home Championship qui oppose les équipes britanniques, entre 1883 et 1984. Au cours de ces éditions, l'Angleterre gagne 54 British Home Championships, dont 20 victoires partagées ce qui en fait la nation la plus titrée. Au total elle joue 266 matchs cette compétition, gagne 161 matchs pour 56 matchs nuls et 49 défaites. Du fait de l'abandon de la compétition, la Rous Cup perpétue l'opposition annuelle traditionnelle entre l'Écosse et l'Angleterre entre 1985 et 1989. L'Angleterre remporte trois des cinq éditions, les trois dernières incluant outre l'Écosse, une équipe nationale d'Amérique du Sud. De plus, l'Angleterre a également remporté des tournois de moindre importance. Elle remporte ainsi l'England Challenge Cup qu'elle organise en 1991 aux dépens de l'URSS et de l'Argentine, le Tournoi de France en 1997 qui l'oppose à la France, au Brésil et l'Italie ainsi que le Tournoi de l'été 2004 de la Fédération Anglaise devant le Japon et l'Islande.

### Statistiques
Longtemps nation dominante avec l'Écosse, l'Angleterre présente un bilan positif face à la majorité des nations du football remportant près de 500 matchs sur 881 rencontres. L'Écosse reste la nation qui a battu le plus souvent l'équipe d'Angleterre avec quarante-et-une victoires écossaises sur cent-dix matchs disputés. Après que l'Angleterre a refusé de participer aux premières coupes du monde en estimant être trop performante pour y être alignée, les années 1950 et la première participation anglaise à une coupe du monde se solde par une défaite contre les États-Unis et une élimination dès le premier tour ce qui montre les limites de la supériorité présumée de l'équipe. Dès lors l'Angleterre va disputer davantage de matchs contre des équipes non britanniques et affronter les meilleures équipes mondiales. Depuis 1966 et la victoire en coupe du monde de l'Angleterre, l'équipe d'Angleterre a un bilan négatif contre trois équipes qu'elle a beaucoup de mal à battre : l'équipe du Portugal présente un bilan de 2 victoires (ainsi que 2 rencontres officiellement comptabilisées comme des matchs nuls avant de l'emporter aux tirs au but lors des quarts de finale de l'Euro 2004 et de la Coupe du monde 2006) pour 3 défaites en 13 rencontres contre l'Angleterre, l'équipe du Brésil présente un bilan de 9 victoires pour 3 défaites en 21 rencontres et l'équipe d'Allemagne présente un bilan de 14 victoires (ainsi que 2 rencontres officiellement comptabilisées comme des matchs nuls avant de l'emporter aux tirs au but lors des demi-finales de la Coupe du monde 1990 ainsi que de l'Euro 1996, avant que l'Allemagne ne remporte ensuite la compétition concernée) pour 7 défaites en 27 rencontres,.

### Classement FIFA
Dès 1992, la FIFA procède à un classement annuel des équipes nationales en fin d'année, pour ce premier classement l'Angleterre se trouve en décembre 1992 à la cinquième place mondiale. À partir d'août 1993 le classement mondial de la FIFA est introduit et classe régulièrement les équipes nationales. Depuis lors, l'équipe d'Angleterre a oscillé entre la 27e et la 4e place du classement mondial. L'Angleterre est classée 27e en février 1996, cette place s'explique à la fois par les manques de résultats à l'époque où elle est dirigée par Graham Taylor comprenant l'absence de qualification pour la coupe du monde 1994, et la période sous la houlette de Terry Venables où l'Angleterre, organisatrice du Championnat d'Europe 1996 ne dispute aucun match de qualification ce qui la handicape par rapport au mode de calcul accordant moins d'importance aux matchs amicaux. A contrario en décembre 1997, dirigée par Glenn Hoddle elle occupe la 4e place mondiale après un bon parcours lors des qualifications à la coupe du monde 1998.
Le Classement mondial de football Elo applique le système de Classement Elo utilisé pour les joueurs d'Échecs aux équipes nationales de football ce qui permet rétrospectivement un classement depuis l'origine des matchs internationaux. Dès le premier match officiel de l'histoire du football, l'équipe d'Angleterre occupe la première place d'un classement qui ne comprend que les équipes internationales d'alors, l'Angleterre et l'Écosse. Elle occupera cette place pendant une période non négligeable alors que l'équipe d'Écosse est sa seule rivale à une époque où le football se limite aux îles Britanniques. Après l'ouverture du football au niveau mondial, l'Angleterre occupe la première place de ce classement après la finale de la coupe du monde 1966, elle perd cette place en conséquence d'une défaite contre l'Allemagne lors de la coupe du monde 1970. Une nouvelle période de domination du classement commence le 11 novembre 1987 après une victoire à 4-1 à l'extérieur contre la Yougoslavie, elle s'achève le 12 juin 1988 après une défaite face à la république d'Irlande lors du Championnat d'Europe 1988. En matière de points, l'équipe d'Angleterre connaît son meilleur résultat avec 2041 points le 20 octobre 1966 après une victoire 2-0 en Irlande du Nord.
Le magazine France Football publie également un classement annuel de la meilleure équipe nationale par continent, l'Angleterre est classée première nation européenne de ce classement à six reprises. Elle est désignée meilleure équipe européenne en 1965, 1966, 1969, 1971, 1987 et 2005. L'Angleterre est à ce titre seconde en termes de première place, à égalité avec l'Espagne derrière l'Allemagne, classée première à dix reprises.
| Année                | 1993 | 1994 | 1995 | 1996 | 1997 | 1998 | 1999 | 2000 | 2001 | 2002 | 2003 | 2004 | 2005 | 2006 | 2007 |
| -------------------- | ---- | ---- | ---- | ---- | ---- | ---- | ---- | ---- | ---- | ---- | ---- | ---- | ---- | ---- | ---- |
| Classement mondial   | 11   | 18   | 21   | 12   | 4    | 9    | 12   | 17   | 10   | 7    | 8    | 8    | 9    | 5    | 12   |
| Classement en Europe | 8    | 13   | 15   | 9    | 3    | 7    | 9    | 11   | 6    | 5    | 5    | 5    | 5    | 3    | 10   |

| Année                | 2008 | 2009 | 2010 | 2011 | 2012 | 2013 | 2014 | 2015 | 2016 | 2017 | 2018 | 2019 | 2020 | 2021 | 2022 |
| -------------------- | ---- | ---- | ---- | ---- | ---- | ---- | ---- | ---- | ---- | ---- | ---- | ---- | ---- | ---- | ---- |
| Classement mondial   | 8    | 9    | 6    | 5    | 6    | 13   | 13   | 9    | 13   | 15   | 6    | 4    | 4    | 4    | 5    |
| Classement en Europe | 6    | 7    | 4    | 4    | 4    | 9    | 9    | 5    | 8    | 10   | 4    | 3    | 3    | 3    | 3    |

| Année                | 2023 | 2024 | 2025 | 2026 | 2027 | 2028 | 2029 | 2030 | 2031 | 2032 | 2033 | 2034 | 2035 | 2036 | 2037 |
| -------------------- | ---- | ---- | ---- | ---- | ---- | ---- | ---- | ---- | ---- | ---- | ---- | ---- | ---- | ---- | ---- |
| Classement mondial   | 3    | 4    |      |      |      |      |      |      |      |      |      |      |      |      |      |
| Classement en Europe | 2    | 3    |      |      |      |      |      |      |      |      |      |      |      |      |      |

| Légende du classement mondial : Légende du classement UEFA : | - de 1 à 3 - de 1 à 3 | - de 4 à 14 - de 4 à 9 | - de 15 à 209 - de 10 à 54 |

## Aspects socio-économiques

### Popularité du football en Angleterre

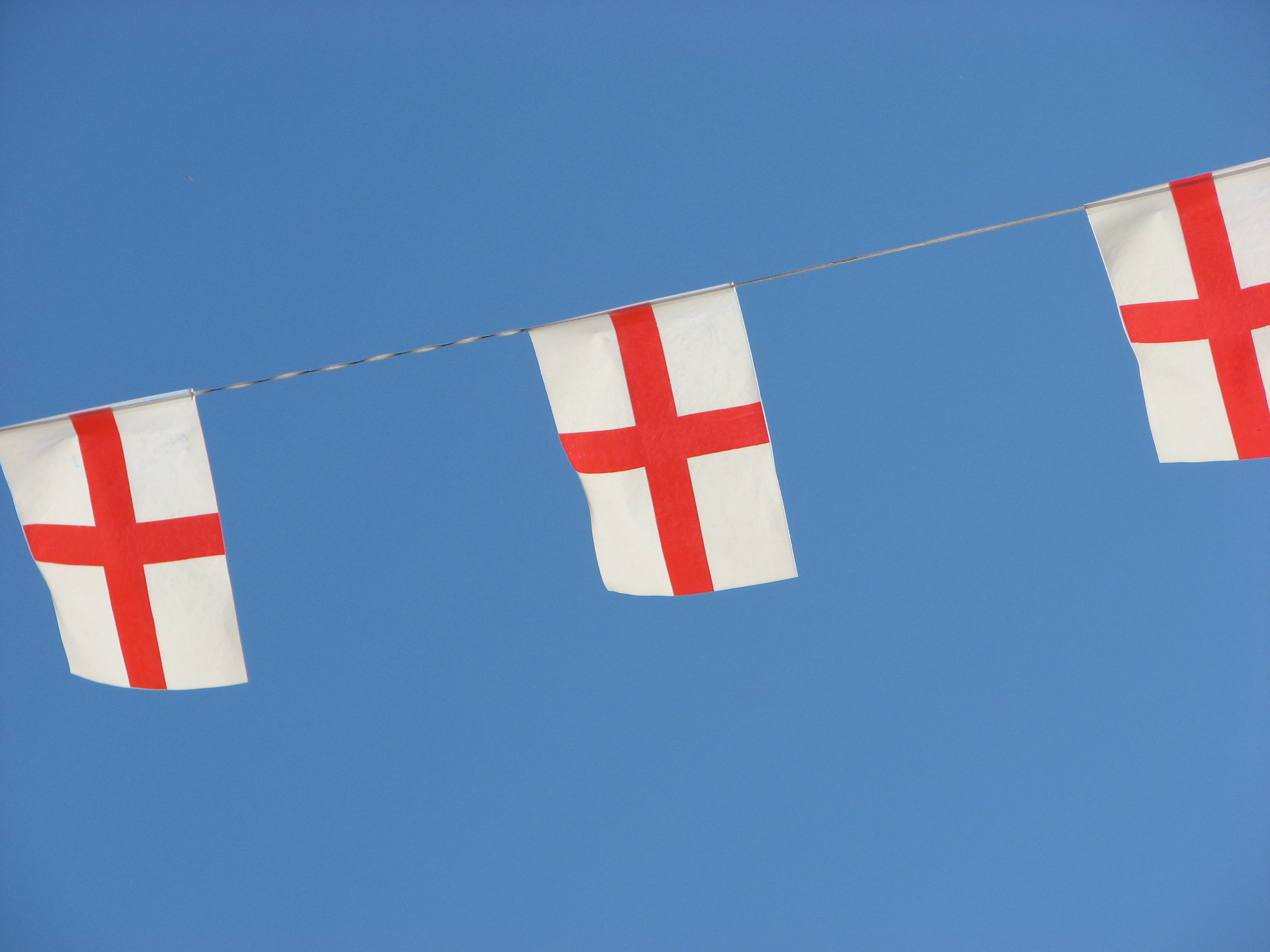
Les drapeaux anglais, dont les ventes se multiplient lorsque l'équipe nationale se qualifie pour les grandes compétitions

La passion pour le football comme sport national anglais se couple avec le patriotisme et le fait que le Wembley Stadium soit considéré comme le « berceau » du football. Des sommes d'argent considérables sont jouées sur les victoires de l'équipe d'Angleterre, et lors des grands tournois le pays est rempli de drapeaux à la croix de saint Georges ; pendant la Coupe du monde 2006, sur une durée d'un mois, 27 % des adultes anglais ont acheté un drapeau anglais. Les bureaux et les magasins sont désertés par un grand nombre de personnes qui regardent les matchs,. La révocation ou la nomination d'un sélectionneur de l'Angleterre fait la une des journaux et fait l'objet d'un vif intérêt. Le poste de sélectionneur de l'équipe d'Angleterre a été comparé en importance à celui de Premier ministre du Royaume-Uni.

### Aspects économiques

#### Couverture audiovisuelle
Tous les matchs de l'équipe d'Angleterre sont diffusés avec commentaires par BBC Radio 5 Live. À partir de la saison 2008–09 et jusqu'à la saison 2011–12, les matchs qualificatifs à domicile de l'Angleterre ainsi que les matchs amicaux à l'extérieur sont diffusés en direct par ITV. Les matchs qualificatifs à l'extérieur et les amicaux à domicile sur Setanta Sports jusqu'à ce qu'en juin 2009 la chaine soit mise sous redressement judiciaire. Aucun autre diffuseur n'a pour l'instant repris les droits de ces matchs alors que la Fédération recherche un remplaçant. Du fait de l'indisponibilité du diffuseur Setanta Sports, le match qualificatif de l'Angleterre pour la coupe du monde du 10 octobre 2009 en Ukraine était uniquement disponible sur internet par un système de pay-per-view. Ce type de diffusion constituait une première pour un match de l'équipe d'Angleterre. Le nombre de spectateurs payants, ayant dépensé entre 4,99 £ et 11,99 £ chacun, est estimé entre 250 000 et 300 000 et le nombre total de spectateurs aux alentours de 500 000.
En Australie, les matchs à domicile de l'équipe d'Angleterre et une sélection de certains matchs à l'extérieur sont diffusés par Setanta Sports Australia.

#### Action caritative
Les joueurs Anglais reversent l'ensemble de leurs rétributions comme internationaux à des associations caritatives par l'intermédiaire de l'organisme de bienfaisance Team England Footballers Charity, qui avait pour objectif en 2009, la prévention du Cancer du côlon. Pour la coupe du monde de football de 2010, l'organisme entend prendre part à hauteur d'au moins 1 million de livres Sterling à différentes actions caritatives. Les actions caritatives choisies pour l'année 2010 sont l'aide aux enfants malades organisée par Wellchild, à nouveau la prévention du Cancer du côlon organisée par la fondation Bobby Moore et l'aide aux anciens joueurs de football organisée par l'association des joueurs professionnels. De plus, l'organisme s'est également engagé dans un programme d'aide aux jeunes issus de zones sensibles.

## Soutiens et image

### Surnom
Le surnom de l'équipe d'Angleterre est The Three Lions, en français, les trois lions en référence aux trois léopards portés sur le blason de l'équipe qui sont issus des armoiries de l'Angleterre. Ce surnom est utilisé la première fois en 1996 dans la chanson Three Lions de David Baddiel, Frank Skinner et The Lightning Seeds qui se classe 1er de l'UK Singles Chart et popularise le terme jusqu'à le faire devenir le surnom de l'équipe.

### Hooliganisme

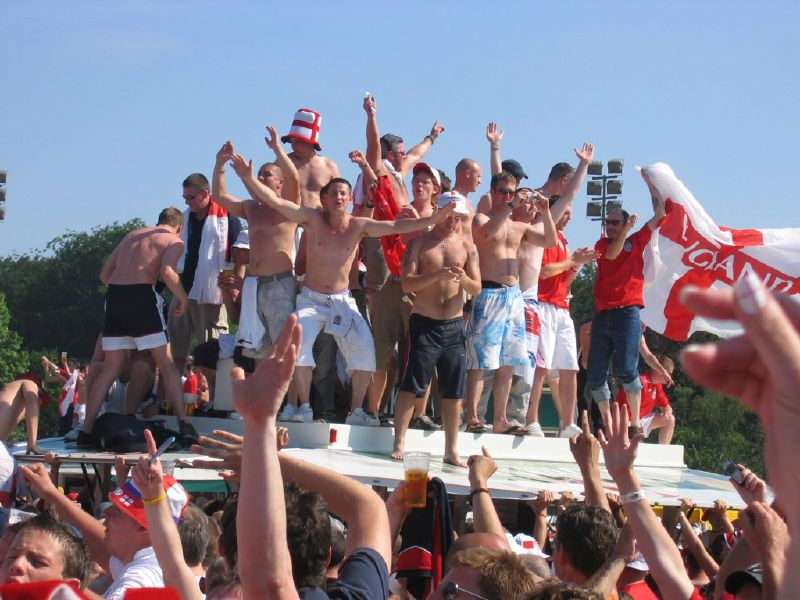
Rassemblement de supporteurs anglais, des hooligans utilisent ces rassemblements pour se fondre dans la masse des supporteurs

Le hooliganisme est un phénomène ancien en Angleterre, remontant au XIXe siècle dans le sport en général et le football en particulier, les hooligans étant très actifs jusqu'à la Première Guerre mondiale principalement dans le cadre des rencontres de clubs. Il disparait quasiment lors de l'entre-deux guerres pour réapparaitre la Seconde Guerre mondiale terminée. Le phénomène se développe lors des années 1960 et se généralise dans les années 1970.
À partir des années 1970, les liens entre le hooliganisme et le mouvement Skinhead se développent, ce lien va désormais impliquer une vision raciste au sein d'une frange des supporteurs anglais. Les années 1970 sont ainsi marquées par le racisme envers les joueurs noirs qui sont ainsi dissuadés de continuer une carrière dans le football professionnel, le nombre de joueurs noirs au sein des équipes professionnelles augmente néanmoins de façon importante lors de la seconde moitié de la décennie, cette évolution ouvre la porte à la sélection en 1978 du premier joueur noir, Viv Anderson. L'introduction de joueurs noirs au sein de l'équipe d'Angleterre n'empêche pas ceux-ci d'être victimes du racisme, Cyrille Regis est ainsi conspué lors de sa première sélection et lorsqu'il marque son premier but, John Barnes subit un accueil semblable lors de la tournée en Amérique du Sud de 1984, il est à nouveau confronté à la violence raciale quand des supporteurs néo-nazis, prétendent que le but qu'il a marqué face au Brésil ne compte pas du fait qu'il soit noir. Le 28 avril 1993, autour d'un match contre les Pays-Bas, les hooligans sont impliqués et dans des bagarres de pubs et dans des combats contre la police locale. Les médias anglais eux-mêmes construisent une « communauté imaginaire » blanche au milieu des années 1990, cette construction culmine lors de l'Euro 96 en Angleterre. Ce racisme au sein des supporteurs anglais est combattu tant par les autorités du football qui ont lancé au niveau national une campagne nommé kick racism out of football que par le gouvernement qui a en 1991 édicté une loi proscrivant tout chant raciste.
L'équipe d'Angleterre engagée lors des confrontations internationales n'est pas épargnée par le phénomène, les supporteurs de clubs qui s'adonnent au hooliganisme suivent l'équipe d'Angleterre notamment lors des grandes compétitions internationales. Ainsi en 1980 lors du championnat d'Europe le match qui oppose l'Angleterre à la Belgique, qui se solde par un match nul 1-1, est interrompu du fait d'une émeute organisée par les hooligans anglais prenant à partie les supporters se réjouissant de l'égalisation belge. Cette première manifestation du hooliganisme lors d'un match de l'équipe d'Angleterre, au cours d'un grand tournoi international, eut une répercussion importante, Margaret Thatcher, alors premier ministre en exercice qualifie ces incidents de « disgraceful embarrassment ». La coupe du monde 1982 signe le retour de l'équipe d'Angleterre à la plus grande des compétitions internationales depuis 1970, à cette occasion de violents affrontements entre les hooligans anglais et la police espagnole se produisent. Lors de ces incidents, la presse, pour la première fois confrontée à un hooliganisme de masse lors de la coupe du monde va principalement pointer la violence de la police. Les déplacements de l'Angleterre sont en conséquence redoutés, lors de la coupe du monde 1990, l'Angleterre, au premier tour, est cantonnée en Sardaigne et les autorités renforcent le dispositif policier afin de mieux contrôler ses supporteurs ce qui n'empêche pas des affrontements avec les supporteurs locaux. Le 15 février 1995, le match amical opposant l'Angleterre à l'Irlande est définitivement interrompu à cause de nouvelles émeutes dues aux hooligans anglais protestant après l'ouverture du score par les irlandais. Le championnat d'Europe organisé en 1996, en Angleterre donne lieu à de nombreux incidents, le principal étant l'émeute de Trafalgar Square suivant l'élimination anglaise. Lors de la coupe du monde 1998, à Marseille, de graves incidents éclatent entre hooligans anglais et forces de l'ordre la veille du match Angleterre-Tunisie au stade Vélodrome, ces incidents sont les plus graves depuis ceux de 1982. Lors de la coupe du monde 2006, 3286 supporteurs violents anglais sont interdits de quitter le territoire britannique. Les confrontations avec les autres équipes du Royaume-Uni ont également donné lieu à des exactions, lors de la confrontation en match de barrage contre l'Écosse, près de 160 hooligans sont arrêtés lors d'émeutes au centre de Glasgow.

### Rivalités

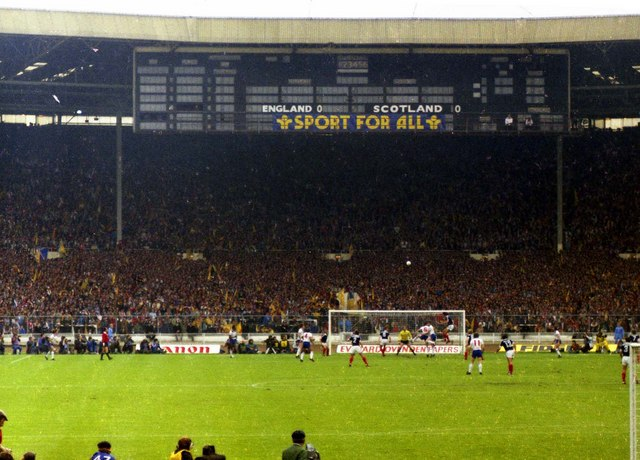
Rencontre face à l'Écosse à Wembley en 1981.

L'équipe d'Angleterre entretient une rivalité traditionnelle avec l'équipe d'Écosse. C'est entre ces deux nations que s'est joué le premier match international officiel en 1872. Avant ce match plusieurs rencontres non officielles ont lieu entre elles depuis 1870. Cent-dix rencontres entre les deux équipes se sont tenues, ce qui constitue un record mondial pour le nombre de confrontations entre équipes nationales. Jusqu'en 1984 et l'arrêt de cette compétition, les rencontres entre les deux équipes ont, en particulier, pour cadre le British Home Championship qui constitue la première compétition internationale de l'histoire du football. Les équipes disputent postérieurement la Rous cup qui prolonge la tradition d'une confrontation annuelle entre les deux équipes jusqu'en 1988.
De nouvelles rivalités importantes impliquant l'équipe d'Argentine et l'équipe d'Allemagne se sont développées depuis la participation de l'équipe d'Angleterre aux grandes compétitions internationales avec son engagement dans la coupe du monde 1950.

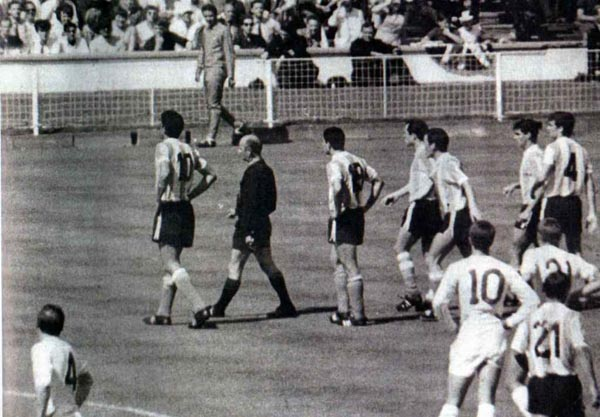
L'expulsion de Rattin, capitaine de l'Argentine, en 1966.

En 1951, l'équipe d'Argentine devient la première nation en dehors de l'Écosse à jouer contre l'équipe d'Angleterre à Wembley. Après ce match, les deux équipes se rencontrent en 1953, 1962 et 1964 sans que ces matchs soient le théâtre d'une rivalité particulière. Le match déclencheur de la rivalité entre les deux équipes se déroule lors de la coupe du monde 1966. Au niveau des quarts de finale du tournoi, les deux équipes se rencontrent dans un match marqué par sa violence. De plus, les Argentins considèrent le but victorieux de l'Angleterre marqué par Geoff Hurst comme hors-jeu et en conséquence leur élimination comme injuste ; ils considèrent également que leur capitaine Antonio Rattin est expulsé à tort. Celui-ci ne sortira du terrain que contraint par les officiels de la FIFA. À la fin du match le sélectionneur anglais refuse que ses joueurs échangent leurs maillots avec les Sud-américains qu'il qualifie d'animaux dans la presse. La seconde rencontre impliquant les deux équipes qui dénote de cette forte rivalité a lieu au Mexique au cours de la coupe du monde 1986. Ce match tient place peu après la fin de la Guerre des Malouines qui oppose les deux nations. Il reste marqué par les deux buts de Diego Maradona; le premier resté célèbre comme la « main de Dieu » est un but non valable accordé par l’arbitre, marqué de la main par le capitaine de la sélection d’Argentine. Le second au contraire est l’un des buts les plus célèbres au monde de par sa qualité, l’Argentin le marque après avoir à lui seul éliminé l’ensemble de la défense de l’équipe anglaise. Les rencontres au cours des coupes du monde 1998 et 2002 ont également eu leur lot de polémiques, la première du fait de l’expulsion de l’Anglais David Beckham conséquence d'une confrontation avec l’Argentin Diego Simeone, la seconde du fait d’un penalty accordé aux Anglais contesté par les Argentins.
Une autre rivalité importante existe également avec l'équipe d’Allemagne qui tire ses origines de la Seconde Guerre mondiale. L’Allemagne constitue un des premiers opposants de l’Angleterre en dehors du Royaume-Uni, et les relations entre les deux sélections sont plutôt bonnes jusqu'à la Deuxième Guerre mondiale ; le match de 1934 voit le journal anglais The Observer parler de la chevalerie des joueurs allemands et le match de 1938 les joueurs Anglais effectuer le salut nazi. Le match de 1954 voit l’équipe d’Angleterre s’imposer sur le score de 3-1 contre l’équipe allemande pourtant championne du monde en titre. La coupe du monde 1966 tout comme avec l’Argentine va déclencher la rivalité, les deux équipes y disputent la finale qui se clos par un 2-2 au terme du temps réglementaire et qui doit donc se jouer aux prolongations. Cette finale reste connue par un but de Geoff Hurst lors des prolongations qui reste controversé du fait qu’il est difficile de déterminer si le ballon a bien passé la ligne de but. Un autre but, lui aussi controversé sera marqué par le même Hurst à la fin de la prolongation. La rivalité entre les deux équipes va se développer à partir du match de 1970 ou les Allemands éliminent les Anglais, ces derniers la trouvant injuste, car acquise alors que Gordon Banks était absent pour cause d'intoxication alimentaire et Bobby Charlton sorti par Alf Ramsey en cours de match. Les matchs où l’Allemagne élimine l’Angleterre en demi-finale de la coupe du monde 1990 et de l’euro 1996 aux tirs au but renforcent cette rivalité. Gary Lineker déclare après le match de 1990 : « Football is a simple game: 22 men chase a ball for 90 minutes and at the end, the Germans always win » (« Le football est un sport simple : 22 hommes poursuivent un ballon pendant 90 minutes et à la fin, les Allemands gagnent toujours »). Subséquemment à cet ensemble de matchs, la rivalité entre les deux équipes reste forte.
Une rivalité de moindre importance existe avec l'équipe de république d'Irlande. Celle-ci, plus importante du point de vue irlandais qu’anglais, a vu son point culminant lors du match de 1995 qui n’a pu aller à son terme du fait d'émeutiers anglais d'extrême droite alors que l'Irlande menait 1-0 au score. Une rivalité plus récente avec l'équipe du Portugal est née à partir du match opposant les deux nations lors de la coupe du monde 2006 prenant racine dans l’expulsion de Wayne Rooney par l’arbitre du match et l’implication de Cristiano Ronaldo qui est alors son coéquipier à Manchester.

## Dans la culture populaire

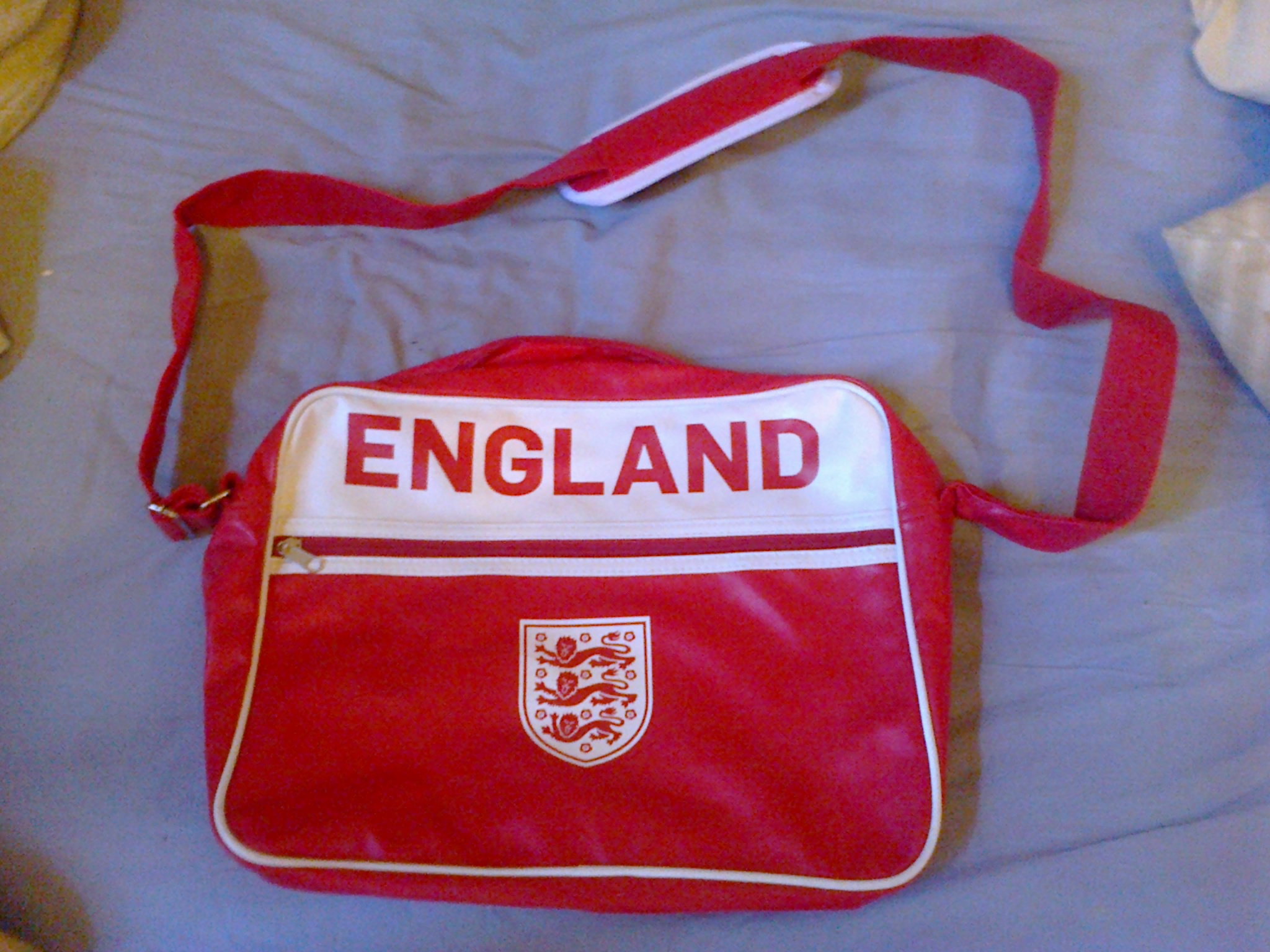
Besace de l'équipe d'Angleterre de football (2014).

De par l'importance du football dans la société anglaise et l'importance de la victoire, à domicile, lors de la Coupe du monde 1966, l'équipe d'Angleterre est très présente au sein de la culture populaire.
Du côté du cinéma, l'équipe nationale reste longtemps dans l'ombre des clubs qui dominent l'affiche jusqu'en 1966. La victoire lors de la Coupe du monde permet la sortie d'un premier film consacré en partie au onze d'Angleterre. Il s'agit d'un documentaire de 108 minutes : Goal! World Cup 1966 de Ross Devenish et Abidine Dino (1966). Les scénaristes utilisent toutefois assez peu cette référence, préférant encore et toujours l'univers des clubs. Parmi les œuvres scénarisées, on citera tout de même Sixty Six, film de 2006, dont le jeune héros voit la date de sa Bar Mitzvah coïncider avec celle de la finale de la Coupe du monde 1966. Le film hollywoodien Le Match de leur vie qui date de 2004 présente une version romancée du match de Coupe de monde 1950 États-Unis-Angleterre remporté à la surprise générale par les Américains.
Dans le secteur de la musique, bon nombre de chansons se rapportent à l'équipe d'Angleterre. On distingue d'une part, les chansons chantées collégialement par les joueurs de l'équipe d'Angleterre de celles chantées pour supporter l'équipe ou s'y rapportant. Ces chansons sont principalement éditées lors des grandes compétitions internationales auxquelles l'équipe d'Angleterre participe. Une ancienne tradition de créer des chansons pour soutenir les clubs anglais se voit appliquer à l'équipe d'Angleterre à partir de la Coupe du monde 1966. La chanson World Cup Willie de Lonnie Donegan, chanson officielle de la compétition, reprend le nom de la mascotte de la compétition souvent associée à l'équipe d'Angleterre.
Le quarante-cinq tours Back Home, enregistré en 1970, constitue le premier titre à être enregistré par une équipe sportive, il se vend à 500 000 exemplaires. Cette chanson est elle-même issue de l'album The World Beaters Sing the World Beaters. En 1982, alors que l'équipe joue la coupe du monde 1982 le quarante-cinq tours This Time et l'album This Time dont il est issu sont commercialisés. Les autres quarante-cinq tours chantés par des équipes d'Angleterre ont moins de réussite We've Got the Whole World at Our Feet en 1986 se classe néanmoins dans les meilleures ventes au Royaume-Uni.

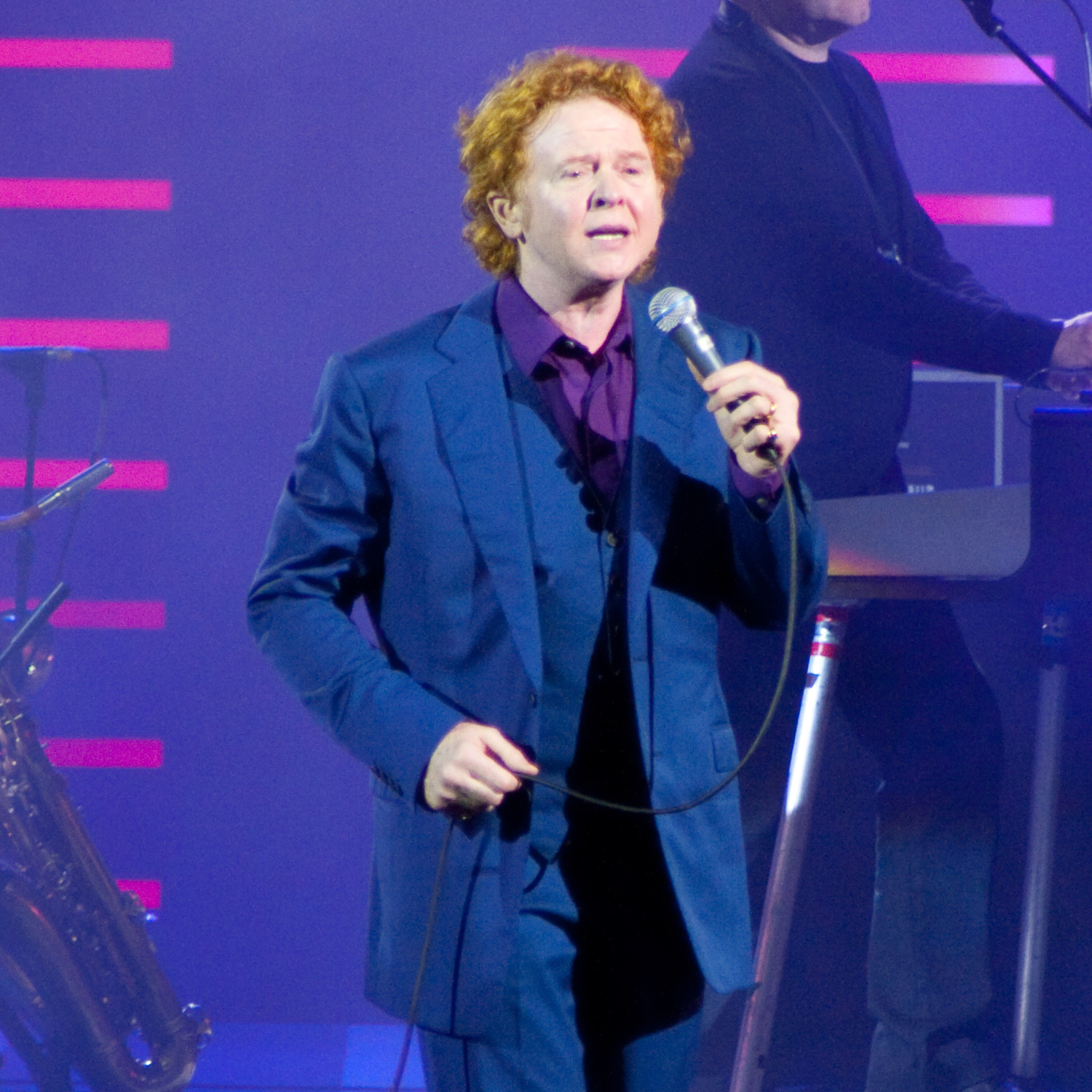
Mick Hucknall, chanteur de Simply Red interprète de We're in This Together en 1996

Parmi les très nombreuses chansons de soutien à l'équipe d'Angletetre World in Motion d'England New Order, commercialisée pendant la coupe du monde 1990 est classée dans les meilleures ventes et plus précisément la première place. En 1996, année où le championnat d'Europe est organisé en Angleterre Three Lions qui donne son titre comme surnom à l'équipe, We're in This Together, de Simply Red, chanson officielle de la compétition et England's Irie de Black Grape, sont également classées.
La coupe du monde 1998 voit une reprise de Three Lions ainsi que cinq nouvelles chansons atteindre les 75 meilleures places, il s'agit de Vindaloo, de Fat Les; de On Top Of The World, d'England United, chanson officielle de l'équipe ; de Top Of The World (Ole, Ole, Ole), de Chumbawamba ; de The Great Escape, par l'England Supporters' Band, et Meat Pie, Sausage Roll, par Grandad Roberts And His Son Elvis.
Lors de championnat d'Europe 2000 le classement accueille Jerusalem de Fat Les 2000 et une nouvelle version de The Great Escape.
Pour la coupe du monde 2002 We're On the Ball de Ant And Dec, Sven Sven Sven et Goldenballs (Mr Beckham To You) de Bell And Spurling, Hey Baby (We Want To See England Score A Goal) de DJ Otzi, Go England de The England Boys, Over There de Babe Team et England Crazy de Rider And Terry Venables la 46e et une reprise de Three Lions font partie des succès en termes de vente.
Le championnat d'Europe 2004 est la période où Come On England de 4-4-2, All Together Now 2004 de The Farm et Born in England de Twisted X connaissent le succès.
La coupe du monde 2006 est l'occasion de découvrir World At Your Feet d'Embrace, (Is This The Way To) The World Cup de Tony Christie, Hurry Up England de Sham 69 & Special Assembly, Who Do You Think You Are Kidding Jurgen Klinsmann? des Tonedef Allstars, Stan's World Cup Song de Stan Boardman, We're England des Talksport Allstars, We are England de Ricky, Sing It For England de Young Stanley, et Standing Together de Signal 1 And Signal 2. Outre ces nouvelles chansons, une nouvelle édition de Three Lions connaît à nouveau le succès.
Pour la Coupe du monde 2018, les supporters anglais reprennent l'hymne de l'Euro 1996, Three Lions (Football's Coming Home). Cet hymne plein d'autodérision qui est chanté, dès le début de la compétition, sur le ton de l'amusement accompagnera finalement la sélection jusqu'en demi-finale,. Les joueurs eux-mêmes se sont pris au jeu et ont régulièrement entonné le slogan "It's coming home!" à travers les réseaux sociaux.
En ce qui concerne les jeux vidéo, nombreux sont ceux qui fait appel à des joueurs de l'équipe nationale pour promouvoir leur vente, ainsi les images de Glenn Hoddle, Gary Lineker, Emlyn Hughes, Peter Beardsley, Paul Gascoigne,, Jimmy Greaves, David Beckham,, John Barnes, Kevin Keegan, Peter Shilton et Michael Owen ont été utilisées.
Une nouvelle étape est franchie en 1998, lorsque l'équipe d'Angleterre voit sortir Three Lions (le jeu est également connu sous d'autres noms suivant le pays où il est commercialisé), devenir le jeu officiel de l'équipe. En dehors de ce titre, Le jeu England Team Manager consiste quant à lui à agir en tant que sélectionneur de l'équipe d'Angleterre. Graham Taylor's Soccer Challenge qui date de 1992, met en scène l'ancien sélectionneur anglais Graham Taylor. L'ancien sélectionneur suédois, Sven Göran Eriksson, a également vu des jeux vidéo porter son nom,, alors qu'il dirigeait l'Angleterre.